# Liste der Backsteinbauwerke der Gotik in Polen
▶ Backsteinbauwerke der Gotik – Übersicht
– siehe auch frühmittelalterliche und romanische Backsteinbauten in Polen –
(Anzahl der Gebäude und Gebäudegruppen: 975)
Die Liste der Backsteinbauwerke der Gotik in Polen ist eine möglichst vollständige Zusammenstellung der Bauwerke der Backsteingotik in diesem Land. Sie ist Teil des Listen- und Kartenwerks Backsteinbauwerke der Gotik, in dem der gesamte europäische Bestand an gotischen Backsteinbauwerken möglichst vollständig aufgeführt ist. Aufgenommen sind nur Bauwerke, an denen der Backstein irgendwo zutage tritt oder, bei geschlämmten Oberflächen, wenigstens die Backsteinstruktur von Mauerwerk erkennbar ist.
Schriftbild/Schriftstile:
- Wo Bauten in mehreren Orten (Ortsteilen) einer Gemeinde in Folge aufgeführt sind, wurde der Gemeindename beim erstgenannten Ort/Ortsteil fett gesetzt. Die Namen so gruppierter Ortsteile sind kursiv gesetzt.

Orte:

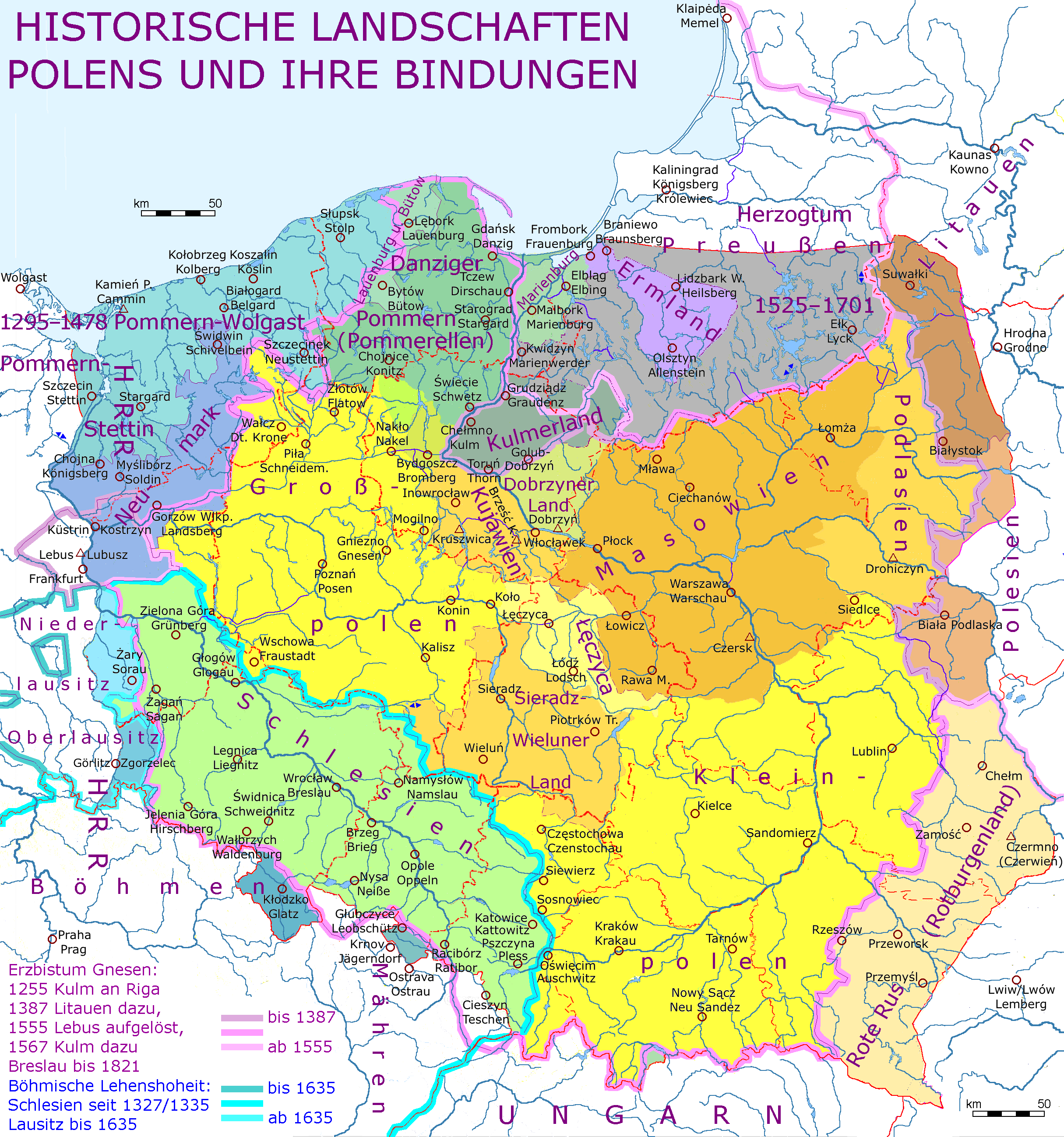
Historische Regionen Polens. Zumindest anfangs von Piasten regiert wurden mit gelblichen Flächenfarben (hellgrün bis orange) unterlegte Gebiete, außerdem das Kulmerland (danach Grundstock des Ordensstaates) und die südliche Neumark. Aktuelle Binnen- und Staatsgrenzen rot.

- Orte sind alphabetisch nach ihrem Lemma in der Wikipedia eingeordnet, also mit Ausnahme weniger großer Städte nach ihrem polnischen Namen.
- Wo bei einer Stadt oder Gemeinde keine Zuordnung zu einem Powiat (etwa: Landkreis) angegeben wurde, ist der Powiat nach dieser Stadt oder der namengebenden Stadt der Gemeinde benannt.

Namen von Kirchen:
- Das Patrozinium Mariens wird von der Kirche in Polen in den meisten Fällen zu „Najświętszej Maryi Panny“ („der Allerheiligsten Frau Maria“) erweitert, dies dann aber im Alltag mit dem Kürzel „NMP“ wiedergegeben. In dieser Liste ist das manchmal mit dem in Deutschland zu findenden Kürzel „U. L. F.“ (für „Unser(er) Lieben Frau(en)“) wiedergeben, manchmal mit „Maria“, „Mariä“ oder „Marien-“.
- Die in den Originalnamen verwendeten Zusatzbezeichnungen wie „Apostel“, „Märtyrer“, „Bischof“ sind hier oft weggelassen, ebenso der Kirchentitel „Basilika“.

Geografische Gliederung:
- Die geografische Gliederung der Liste für Polen orientiert sich an den historischen Regionen.

Wikimedia Commons:
- Bei zahlreichen Bauten ist unter dem Kürzel (CC) die zugehörige Commons-Category, d. h. die Mediensammlung in diesem Schwesterprojekt, verlinkt.

Hintergrundinformationen:
- Amtliche Denkmallisten für jede der Woiwodschaften. Sie sind über den Teillisten verlinkt. Bei einzelnen Bauwerken sind die Seitennummern vermerkt.
- ZAB = Zabytek. Dieses Portal der staatlichen Denkmalbehörde Narodowy Instytut Dziedzistwa soll die Denkmallisten in höherer Qualität ersetzen, ist aber noch im Aufbau, umfasst noch nicht alle vorher gelisteten Bauwerke. Es hat für jedes Kulturdenkmal eine Seite, zumeist bebildert. Weitere Informationen reichen von dem alten Listeneintrag über ausführliche Beschreibungen bis zur Filmreportage. Wo es die Seite über ein Bauwerk auch auf Englisch gibt, ist der Link hier im Listenartikel mit ‚ZAB (EN)‘ gekennzeichnet.

Detaillierte Verteilungskarten:
- Verteilung in (ganz) Polen (geeignet für Mobilgeräte, nicht interaktiv)
- Verteilung in Nordwestpolen
- Verteilung an der unteren Weichsel (auch als Screenshot für Mobilgeräte)
- Verteilung in Nordostpolen
- Verteilung in Südwestpolen
- Verteilung in Südostpolen

Die vier Quadrantenkarten sind im gleichen Maßstab dargestellt, die untere Weichsel in einem größeren. Nur in dieser Karte sind die Gebäude(orte) in den Häufungsgebieten vollständig beschriftet.

## Stettiner Pommern
(Anzahl der Gebäude und Gebäudegruppen: 121)
Wenn nicht anders vermerkt, liegen die Orte in der Woiwodschaft Westpommern, die den größten Teil des ehemaligen Greifenherzogtums Pommern umfasst. Der äußerste Osten des Greifenherzogtums liegt heute in der Woiwodschaft Pommern.
Die Abgrenzung gegen die Neumark orientiert sich am Mittelalter, nicht an den preußischen Provinzgrenzen von 1818–1945.
Hintergrundinformation:
- ZPO = Denkmalliste der Woiwodschaft Westpommern: Narodowy Instytut Dziedzistwa – ZPO-rej.pdf
- D-NO = Georg Dehio, Handbuch der deutschen Kunstdenkmäler – Deutschland Nordost (1906), siehe Einzellinks

| Ort                                                                                 | Bauwerk | Bauzeit                        | Anmerkungen | Foto                     |
| ----------------------------------------------------------------------------------- | --- | ------------------------------ | --- | ------------------------ |
| Banie (Bahn), Powiat Gryfiński (siehe auch Swobnica)                                | Georgskapelle, (CC) | 15. Jh.                        | |                          |
| Barnim (Barnimskunow), Warnice, P. Pyrzice                                          | (CC) D-NO S. 15 | Turm 15. Jh.                   | Blenden u. Lisenen aus Backstein am Turm der Feldsteinkirche |                          |
| Baszewice (Batzwitz), Powiat Gryficki                                               | Dorfkirche (CC) | 15. Jh.                        | |                          |
| Białogard (Belgard)                                                                 | Marienkirche | 14. Jh.                        | Basilika |                          |
| Białogard (Belgard)                                                                 | Georgenkirche (CC) | 14. Jh.                        | |                          |
| Białogard (Belgard)                                                                 | Brama Wysoka (Hohes Tor) = Brama Połczyńska (Polziner Tor) (CC)                                                                      | 14./15. Jh.                    | |                          |
| Bonin (Bonin), Gm. Manowo, Powiat Koszalin                                          | Kościół św. Izydora (Isidorkirche) (CC)                                                                                              | 15. Jh.                        | |                          |
| Budzistowo (Altstadt), Gm. Kołobrzeg (Kolberg)                                      | Kościół świętego Jana Chrzciciela (Johannis d. Täufers) (CC)                                                                         | 13./14. Jh.                    | Veränderungen |                          |
| Buk (Böck), Dobra, Powiat Police                                                    | Antoniuskirche (CC) | 13. Jh.                        | östl. Blendengiebel des überw. aus Granit errichteten Baus |                          |
| Bukowo Morskie (See Buckow), Powiat Sławno                                          | Heilig-Herz-Kirche (CC) | 13./14. Jh.                    | Zisterzienser; Hallenkirche |                          |
| Bytów (Bütow) (bis 1329 und 1466–1637 Herzogtum Pommern, 1329–1466 Deutscher Orden) | Burg Bütow | 1398–1405                      | Außenmauern teilw. Naturstein |                          |
| Bytów (Bütow) (bis 1329 und 1466–1637 Herzogtum Pommern, 1329–1466 Deutscher Orden) | Alte Katharinenkirche (CC) |                                | nur Turm erhalten |                          |
| Cerkwica (Zirkwitz), Gm. Karnice, Powiat Gryficki                                   | Herzjesukirche (CC) | 15. Jh.                        | |                          |
| Cisowo (Zisow), Gm. Darłowo                                                         | Dorfkirche St. Stanislaus Kostka (CC)                                                                                                | 14. Jh.                        | |                          |
| Charnowo (Arnshagen), Gm. Ustka, Pw. Słupsk, Woi. Pommern                           | Dorfkirche (CC) | 15. Jh.                        | nur Turm aus Backstein, kreuzförm. Schiff aus Fachwerk |                          |
| Czernin (Zernin), Gmina Dygowo, Powiat Kołobrzeg                                    | K. Wniebowzięcia NMP (Mariä Himmelfahrt) (CC)                                                                                        | 14.–15. Jh.                    | Veränderungen im 17. u. 19. Jh. |                          |
| Dąbie (Altdamm), Stadt Stettin                                                      | Mariä-Empfängnis-Kirche (CC) | 14. Jh.                        | 1864–1866 umfangreiche neugotische Veränderungen |                          |
| Darłowo (Rügenwalde)                                                                | Schloss Rügenwalde | seit 1352                      | |                          |
| Darłowo (Rügenwalde)                                                                | Marienkirche | ab frühem 14. Jh.              | |                          |
| Darłowo (Rügenwalde)                                                                | Hohes- oder Steintor (Brama Wysoka) (CC)                                                                                             | 14. Jh.                        | |                          |
| Goleniów (Gollnow)                                                                  | Katharinenkirche (CC) | 15. Jh.                        | |                          |
| Goleniów (Gollnow)                                                                  | Brama Wolińska (Wolliner Tor) (CC)                                                                                                   | 14./15. Jh.                    | |                          |
| Goleniów (Gollnow)                                                                  | übr. Stadtbefestigung (CC) m. Wieża Mennicza (Münzturm) u. Baszta Prochowa (Pulver-T.)                                               | 14./15. Jh.                    | |                          |
| Górki (Görke), Gmina Kamień Pomorski                                                | Kirche U. L. F. von Tschenstochau (CC)                                                                                               | 15. u. 18. Jh.                 | |                          |
| Gosław (Gützlaffshagen), Gm. Trzebiatów, Powiat Gryfiński                           | Christus-König-Kirche (CC) | 13. u. 15. Jh.                 | |                          |
| Granowo (Granow), Gmina Krzęcin, Powiat Choszczno                                   | Maria-Hilf-Kirche (CC) | 13./14., Turm 15. Jh.          | Feldsteinbau mit Kanten aus Backstein |                          |
| Gryfice (Greifenberg), an der Rega                                                  | Marienkirche (CC) | 15. Jh.                        | ältere Vorgänger |                          |
| Gryfice (Greifenberg), an der Rega                                                  | Georgskapelle (CC) | 14. Jh.                        | Kapelle des 1337 gegründeten Lepraspitals |                          |
| Gryfice (Greifenberg), an der Rega                                                  | Stadtbefestigung |                                | - Brama Wysoka {Obertor} (CC) - Baszta Prochowa (Pulverturm) (CC) 14./15. Jh. - Brama Kamienna (Steintor), nur Torbogen backsteinsichtig (CC)                            |                          |
| Gryfino (Greifenhagen), an der Oder                                                 | Mariä-Geburt-Kirche (CC) | 13.–15. Jh.                    | Backstein oberhalb Höhe der Schiffstraufen, unterhalb ganz überw. Feldstein, südliche Seitengiebel neugotisch verändert                                                  |                          |
| Iwięcino (Eventin), Sianów, Powiat Koszalin                                         | Kirche Mariä Königin Polens (CC) | 14. Jh.                        | fast ganz aus Backstein |                          |
| Jasenica (Jasenitz), Gm. Police, W. Westpommern                                     | St. Peter und Paul (CC) in () | 1299                           | Veränderungen 1725; andere Klostergebäude Ruinen |                          |
| Kamień Pomorski (Cammin od. Kammin)                                                 | Johanniskathedrale | Backstein ab frühestens 1210   | Nordquerhaus unten romanischer Granitbau, Backstein von Anfang an gotisch, ab 1308 hochgotische Basilika; Turm neugotisch                                                |                          |
| Kamień Pomorski (Cammin od. Kammin)                                                 | Rathaus (CC) | 13. Jh.                        | Renaissance-Veränderungen im 16. Jh. |                          |
| Kamień Pomorski (Cammin od. Kammin)                                                 | Wol(l)iner Tor (CC) | 14. Jh.                        | Turm heute auch als ‚Wieża Piastowska‘ (Piastenturm) bekannt |                          |
| Klępino (Klempin), Gmina Stargard                                                   | Mariä-Geburt-Kirche (CC) | 14./15. Jh.                    | Giebeldreieck aus Backstein über Wänden aus Feldstein |                          |
| Kłodkowo (Klätkow), Trzebiatów, Powiat Gryfiński                                    | Marienkirche (CC) | 15. Jh.                        | hölzerner Turm |                          |
| Kołbacz (Kolbatz), Stare Czarnowo, Powiat Gryfiński                                 | Zisterzienserabtei | 1210–1347                      | Kirche und ein Speicherhaus erhalten |                          |
| Kołobrzeg (Kolberg) ZPO S. 58                                                       | Dom Mariä Himmelfahrt | 1288–1397                      | fünfschiffige Hallenkirche |                          |
| Kołobrzeg (Kolberg) ZPO S. 58                                                       | Schli(e)ffen-Haus (Kamienica Schliffenów) (CC)                                                                                       | 15. Jh.                        | Giebeldreieck barock umgestaltet |                          |
| Kołobrzeg (Kolberg) ZPO S. 58                                                       | Baszta Prochowa od. Lontowa (Pulverturm)(CC)                                                                                         | 14. Jh.                        | |                          |
| Konikowo (Konikow), Świeszyno, Powiat Koszalin                                      | Heilig-Herz-Kirche (CC) | 14. Jh.                        | seit Erneuerung im 19. Jh. nur Chor original |                          |
| Kościernica (Kösternitz), Polanów, Powiat Koszalin                                  | Kirche Mariä Konigin Polens (CC) |                                | nur Turm und oberer Ostgiebel aus Backstein |                          |
| Koszalin (Köslin)                                                                   | Marienkirche , S. 223 (CC) | 1300–1333                      | seit 1972 Kathedrale |                          |
| Koszalin (Köslin)                                                                   | Schlosskirche (CC) | 13. Jh., Wiederaufb. 1602–1609 | heute Orthodoxe Kirche Mariä Entschlafen |                          |
| Koszalin (Köslin)                                                                   | Gertraudenkapelle, D-NO S. 223 | 1489 erwähnt                   | |                          |
| Kozielice (Köselitz), Golczewo, Powiat Kamien                                       | Christus-König-Kirche (Kościół Chrystusa Króla) (CC)                                                                                 | 15. Jh.                        | Turm 1594 |                          |
| Krupy (Grupenhagen), Darłowo, Pow. Sławno                                           | Marienkirche Dorfkirche | Turm 14. Jh.                   | Schiff aus Fachwerk hinter Backstein, um 1570 |                          |
| Lębork (Lauenburg), Woi. Pommern                                                    | K św. Jakuba Apost. (Jakobikirche) (CC) ZAB                                                                                          | 14./15. Jh.                    | |                          |
| Łekno (Bast), Będzino Powiat Koszalin                                               | K. św. Jana Chrzciciela (K. Johannis d. Täufers) (CC) D-NO S.17 ZAB                                                                  | 15. Jh.                        | |                          |
| Maszewo (Massow), Powiat Goleniów                                                   | Kirche U. L. F. von Tschenstochau (CC), D-NO S. 295                                                                                  | Backstein 2. H. 15. Jh.        | Turmbasis frühgot. Feldsteinbau 4. V. 13. Jh., Turmspitze 1868 |                          |
| Mechowo (Megow) Gmina Pyrzyce                                                       | St. Michael (CC) | 13. oder 16. Jh.               | Turm 1911 |                          |
| Mierzyn (Möhringen), Dobra, Pw. Policki                                             | Kirche Mariä Leiden (CC), D-NO S. 302 Möringen                                                                                       |                                | Feldsteinquaderbau; Blenden des Chorgiebels und Arkaturen der urspr. Fenster in Backstein                                                                                |                          |
| Mieszkowice (Bärwalde), Powiat Gryfiński                                            | K. Przemienienia Pańskiego (Verklärung des Herrn) (CC) D-NO S. 15                                                                    | 13./14. Jh.                    | Hallenkirche mit flachen Decken; neugotische Hinzufügungen |                          |
| Niemierze (Nehmer), Siemyśl, Powiat Kołobrzeg                                       | Dorfkirche (CC) | 14. – 16. Jh.                  | Backstein u. Feldstein; spätere Veränderungen |                          |
| Nowielin (Naulin) Gm. Pyrzyce                                                       | K. Niepokalanego Serca NMP, (unbefl. Herz Mariens) D-NO S. 305 ♁                                                                     | 2. H. 13. Jh., 15./16. Jh.     | Feldsteinquaderbau, Turm mit Ecken und Lisenen aus Backstein | Foto siehe Link          |
| Nowogard (Naugard), Powiat Goleniów                                                 | K. Wniebowzięcia NMP, (Mariä-Himmelfahrts-K.) (CC)                                                                                   | 15./16. Jh.                    | Staffelhalle |                          |
| Osieki (Wusseken), Sianów, Powiat Koszalin                                          | (CC) | 14. Jh.                        | |                          |
| Pęzino (Pansin), Gmina Stargard, Westpommern                                        | Schloss (CC), D-NO S. 330 | 14. Jh., 1. H. 16. Jh.         | Turmruine u. Hofseite des Osttraktes; daneben Renaissance (um 1600) u. Neugotik                                                                                          |                          |
| Pieszcz (Peest), Gm. Postomino, Westpommern                                         | K. Podwyższenia Krzyża Św. (K. der Kreuzeserhöhung) (CC) D-NO S. 334                                                                 | 15./16. Jh.                    | spätere Veränderungen; Ostfassade Sichtbackstein mit Blendengiebel, ansonsten verputzt                                                                                   |                          |
| Płońsko (Plönzig), Gmina Przelewice, Powiat Pyrzyce                                 | Kirchenruine (CC) D-NO S. 340 |                                | heute Ruine, Turm u. Ostgiebel mit got. Backsteinblenden |                          |
| Połczyn-Zdrój (Polzin)                                                              | Marienkirche (CC) D-NO S. 342 | 1500                           | nur noch wenig mittelalterliches Material, Umgestaltungen 1706–1743 u. neugot. 1870–1880                                                                                 |                          |
| Police (Pölitz)                                                                     | Gotische Kapelle St. Boleslaw (CC)                                                                                                   | 15. Jh.                        | Rest der früheren Marienkirche aus dem 13./14. Jh. |                          |
| Pomorzany (Pomerensdorf) Stadt Stettin                                              | K. św. Maksymiliana Kolbe (CC), D-NO S. 342                                                                                          | 1445                           | Wiederaufbauten nach dem 30-jährigen Krieg u. dem Zweiten Weltkrieg; Backstein mit dekorativen Feldsteineinschlüssen, Westportal roter u. schwarzer Backstein            |                          |
| Pyrzyce (Pyritz)                                                                    | St.-Moritz- bzw. Mariä-Himmelfahrts-Kirche (CC)                                                                                      | 1. H. 14. Jh.                  | Pseudobasilika, Turm 1739 ersetzt, Wiederaufbau nach dem Zweiten Weltkrieg 1958–1966                                                                                     |                          |
| Pyrzyce (Pyritz)                                                                    | Kirche U. L. F. Leiden (CC) | 1260                           | Veränderungen im 19. Jh. |                          |
| Pyrzyce (Pyritz)                                                                    | Heiliggeistkapelle (CC) | Ende 13. u. Anf. 15. Jh.       | Feldstein mit etwas Backstein (Portalgewände, Zahnfries) |                          |
| Pyrzyce (Pyritz)                                                                    | Stadtbefestigung m. Toren und Türmen (CC)                                                                                            |                                | D-NO S. 358 |                          |
| Recz (Reetz), Powiat Choszczno                                                      | Christus-König-Kirche (CC) | 14./15. Jh.                    | Veränderungen im 19. Jh. |                          |
| Resko (Regenwalde) Pow. Łobez                                                       | K. Niepokalanego Poczęcia NMP (unbefl. Empfängnis Mariens) (CC) D-NO S. 356                                                          |                                | oberster Teil des Turms neugotisch |                          |
| Rokity (Rakitt), Gmina Kozielice, P. Pyrzyce                                        | K. najświęt. Serca Pana Jezusa (Herz-Jesu-Kirche) (CC) D-NO S. 360                                                                   | 15./16. Jh.                    | Feldsteinbau mit backsteingefassten Giebelblenden; nach Zerstörung im Zweiten Weltkrieg 2010 wiederhergestellt                                                           |                          |
| Rożnowo (Rosenfelde), Banie, Pw. Gryfino                                            | Kirche U. L. F. von Tschenstochau (CC) D-NO S. 374                                                                                   | 15. Jh.                        | Feldsteinbau mit Backsteinkanten, wg. späterer Veränderungen nur noch 1 Portal und 1 Fenster Spitzbogig                                                                  |                          |
| Rusowo (Rützow), Ustronie Morskie, Powiat Kołobrzeg                                 | Kościół (filialny) Matki Bożej (Muttergotteskirche)                                                                                  | 14 u. 16. Jh.                  | Turm aus Backstein auf einem Schiff aus Feldstein |                          |
| Rzyszczewko (Ristow), Gmina Sławno                                                  | Kirche | 15. Jh.                        | Schiff/Chor v. a. östliche Teile aus Backstein, schlicht; Turm 19. Jh.                                                                                                   | siehe 1. Link            |
| Sadlno (Zedlin), Gm. Trzebiatów                                                     | K. M. B. Częstochowskiej Mutterg. von Czenstochau (CC) ZAB                                                                           | 13. Jh.                        | sehr regelm. Feldsteinmauerwerk, Blendengiebel u. a. aus Backstein |                          |
| Sarbia (Zarben) Gm. Kołobrzeg                                                       | K. św. Jana Chrzciciela (Johannis des Täufers) (CC), zabytek.pl, D-NO S. 471                                                         | 16. Jh.                        | neugot. Anfügungen 1885 |                          |
| Sianów (Zahnow), Powiat Koszalin                                                    | Stanislaus-Kostka-Kirche(CC) | Turm 16. Jh.                   | Fachwerkschiff 1793 |                          |
| Sibin (Zebbin), Gm. Kamień Pomorski                                                 | (CC) [Chrystusa Króla, ZAB] | 15./16. Jh.                    | Feldstein mit Gliederungen u. wenigen Wandflächen aus Backstein; Schäden des Zweiten Weltkriegs erst unvollst. behoben                                                   | \| Sibin Zebbin \|       |
| Sierakowo Sławieńskie (Zirchow A), Gmina Sianów                                     | Maria-Rosenkranz-Kirche(CC) | 15. u. 17. Jh.                 | Backstein und Feldstein |                          |
| Sierakowo Słupskie (Zirchow), Gmina Kobylnica                                       | Kościół Wniebowzięcia NMP (K. Mariä Himmelfahrt) ZAB D-NO S. 476                                                                     | 15. Jh.                        | Feldstein m. Backsteingliederungen; Chor 1736, frühe Neugotik | Foto bei Zabytek         |
| Skolwin, Szczecin (Stettin)                                                         | Chrystusa Króla (CC) (Christ-König-…) ZAB: Grundriss                                                                                 | 2. H. 15. Jh.                  | Querhaus und untere Turmgeschosse gotischer Backstein, obere Turmgeschosse aus Holz                                                                                      |                          |
| Sławno (Schlawe)                                                                    | Mariä-Himmelfahrtskirche (Kościół Wniebowzięcia NMP) (CC)                                                                            | 1326–1364                      | |                          |
| Sławno (Schlawe)                                                                    | Stadttore | 1453, 1458                     | Brama Koszalińska (Kösliner Tor) (CC), Brama Słupska (Stolper Tor) (CC)                                                                                                  |                          |
| Sławsko, (Alt Schlawe), Gm. Sławno                                                  | K. Św. Apostołów Piotra i Pawła D-NO S. 8                                                                                            | 1402                           | ehem. Johanniterkirche |                          |
| Słupsk (Stolp)                                                                      | Marienkirche (CC) | 1276/80–1350                   | |                          |
| Słupsk (Stolp)                                                                      | St.-Hyazinth-Kirche (Kościół Świętego Jacka)                                                                                         | 13. Jh.                        | Schlosskirche mit Herzogsgräbern, einschiffig |                          |
| Słupsk (Stolp)                                                                      | Nikolaikirche (CC) | ab 1311                        | Turm wenigstens teilw. mittelalterlich erhalten, Schiff wegen zeitw. anderer Nutzung im 18. u. 19. Jh. mehrgeschossig umgebaut                                           |                          |
| Słupsk (Stolp)                                                                      | St.-Georgs-Kapelle | 1492                           | achteckig; 1681 nach Brand mit flacher Decke und barocker Haube wiederhergest., glatte Wandflächen jetzt verputzt                                                        |                          |
| Słupsk (Stolp)                                                                      | Schlossmühle (Młyn Zamkowy) (CC) | 1. H. 14. Jh.                  | |                          |
| Słupsk (Stolp)                                                                      | Stadtbefestigung - Mühlentor - Neues Tor (Brama Nowa) - Hexenturm (Baszta Czarownic)                                                 |                                | |                          |
| Śmiechów (Schulzenhagen), Będzino, Powiat Koszalin                                  | Kirche U. L. F. Königin Polens (CC)                                                                                                  | 13./14. Jh.                    | |                          |
| Sobieradz (Woltersdorf) Pow. Gryfino                                                | K. Niepokalanego Serca Marii: (Mariä Herzens) (CC) ZAB D-NO S. 467                                                                   |                                | einziges Fenster der Ostwand mit verschiedenfarbigem Backstein gefasst                                                                                                   | Google Streetview von NO |
| Stargard (Stargard)                                                                 | Marienkirche | Anfänge 13. Jh.                | Ergänzungen 1388–1500, Chorumgang und achteckige Marienkapelle von Hinrich Brunsberg                                                                                     |                          |
| Stargard (Stargard)                                                                 | Rathaus | Ende 14. Jh.                   | nach Stadtbrand von 1560 als Putzbau in Mischung aus Gotik und Renaissance wiederhergestellt, Backsteinblenden des alten Baus als archäologische Fenster in der Nordwand |                          |
| Stargard (Stargard)                                                                 | Zeughaus (Arsenał od. Zbrojownia) | um 1500                        | nach Brand 1635 mit Rundbögen wiederhergestellt, heute Stadtarchiv |                          |
| Stargard (Stargard)                                                                 | Pfarrhaus der Marienkirche (Plebania Kolegiaty NMP) (CC)                                                                             | 15. Jh.                        | neben dem gotischen Haus ein zweites: Renaissance (16. Jh.) |                          |
| Stargard (Stargard)                                                                 | Haus Protzen (CC) | 15. Jh.                        | Gotik mit Renaissance-Voluten |                          |
| Stargard (Stargard)                                                                 | Mühlentor (Brama Młyńska) | 15. Jh.                        | Wasserweg-Tor wie in den Niederlanden, z. B. Amersvoort u. Sneek |                          |
| Stargard (Stargard)                                                                 | Türme der Stadtmauer, 2. H. 14. Jh.: - Baszta Morze Czerwone (Rotes Meer) - Baszta Lodowa (Eisturm) - Baszta Jeńców (Gefangenenturm) |                                | |                          |
| Stary Jarosław (Alt Järshagen), Darłowo                                             | Heilig-Kreuz-Kirche (CC) | Turm um 1400                   | Schiff jünger |                          |
| Stary Klukom (Alt Klücken), Gm. Choszczno                                           | Christi-Himmelfahrts-Kirche (CC) | 2. H. 15. Jh.                  | Feldsteinbau mit einfachem Backsteinschmuck an Ostgiebel und Fenstern; Veränderungen 2. H. 19. Jh.; 1945 zerstört, 1975 wiederaufgebaut                                  |                          |
| Stary Kraków (Alt-Krakow), Gm. Sławno                                               | K. der Muttergottes von Częstochowa D-NO, S. 6, „Alt-Krakau“                                                                         |                                | typisch gotische Dorfkirche | Foto siehe Link          |
| Stołczyn, Szczecin (Stettin)                                                        | Niepokalanego Serca Marii (CC) (Reines Herz Mariens) Zab: Grundriss                                                                  | gotisch 15. Jh.                | Turmuntergeschoss u. Chorgiebel gotisch aus Backstein |                          |
| Świelino (Schwellin), Bobolice, Powiat Koszalin                                     | St. Peter u. Paul (CC) | 15. cenrury                    | Veränderungen im 1840 |                          |
| Swobnica (Wildenbruch), Gmina Banie, Powiat Gryfiński                               | St.-Kasimir-Kirche (CC) | 13. Jh.                        | Ostgiebel (oberhalb des jüngeren Presbyteriums) und einige Kanten aus Backstein                                                                                          |                          |
| Swobnica (Wildenbruch), Gmina Banie, Powiat Gryfiński                               | Turm des Schlosses (CC) | gotisch 1377–1382              | ehemalige Johanniterkomtur; übrige Schlossgebäude ab 1680 als Sitz der Hohenzollern                                                                                      |                          |
| Stettin (Szczecin)                                                                  | Jakobskathedrale | zw. 1375 u. 1504               | Hallenkirche, mehrere Bauphasen |                          |
| Stettin (Szczecin)                                                                  | DSt.-Johannes-Evangelist-Kirche | 13. bis 15. Jh.                | Erneuerungen im 19. Jh.; Hallenkirche |                          |
| Stettin (Szczecin)                                                                  | St.-Peter-und-Paul-Kirche | ab 1425                        | letzter Vorgängerbau auch schon aus Backstein; Turm im späten 16. Jh. abgerissen                                                                                         |                          |
| Stettin (Szczecin)                                                                  | Altes Rathaus (CC) | 15. Jh.                        | nach den Nordischen Kriegen barock, nach dem Zweiten Weltkrieg in Anlehnung die mittelalterliche Gestalt wiederaufgebaut                                                 |                          |
| Szczecinek (Neustettin)                                                             | Nicolaiturm (CC) | 16. Jh.                        | Schiff der Nicolaikirche zum Museum umgebaut |                          |
| Trzcińsko-Zdrój (Bad Schönfließ), Powiat Gryfiński                                  | Maria-Hilf-Kirche (CC) | 13. u. 15. Jh.                 | Feldsteinbau mit Kanten aus Backstein, Hallenkirche |                          |
| Trzebiatów (Treptow an der Rega)                                                    | Marienkirche (CC) | 14. u. 15. Jh.                 | Hallenkirche, im 17. Jh. verändert |                          |
| Trzęsacz (Hoff a. d. Ostsee), Powiat Gryfiński                                      | Ruine der Kirche | um 1270;                       | Ruine auf der Steilküste, durch deren Erosion zerstört |                          |
| Tychowo (Wendisch Tychow), Gmina Sławno                                             | K.ościół MB Królowej Polski (Muttergottes Königin Polens) (CC), ZPO S. 101                                                           | 14. Jh.                        | Turm mit spätgot. Rhombenmustern; neugot. Querhausarm 2. H. 19. Jh. |                          |
| Wełtyń (Woltin), Gryfino (Greifenhagen)                                             | Maria-Rosenhaag-Kirche (CC) | 15. Jh.                        | Veränderungen 1690 u. 1784 |                          |
| Wierzbno Werben, Pyrzyce                                                            | Kościół św. Józefa Josefskirche (CC) ZAB                                                                                             | 2. H. 15. Jh.                  | Feldsteinkirche, Dreieck des Ostgiebels u. Westturm aus Backstein |                          |
| Wołczkowo (Völschendorf), Gm Dobra, P. Police                                       | K. Matki B. Szkaplerznej (Gottesm. Skapulier) (CC) D-NO S. 449                                                                       | 2. H. 13. Jh., 14. Jh.         | Feldsteinquader, Ostgiebel mit backsteingefassten Blenden |                          |
| Wolin (Wollin), Powiat Kamień Pomorski                                              | Nicolaikirche (CC) | um 1300                        | Pseudobasilika mit Emporen und Flachdecken, im 19. Jh. eingreifend erneuert                                                                                              |                          |
| Wrzosowo (Fritzow), Powiat Kołobrzeg                                                | Verklärungskirche (CC) | 13., 15. u. 16. Jh.            | |                          |
| Zębowo (Symbow), Powiat Słupski, Woi. Pommern                                       | K. Matki Boskiej Wspomożenia Wiernych (Mariahilfkirche)(CC)                                                                          | 15. Jh.                        | Nach Brand im 18. Jh. verändert wiederaufgebaut, heute nur noch Nebenkirche                                                                                              |                          |
| Sibin Zebbin                                                                        | |                                | |                          |

## Danziger Pommern (Pommerellen)

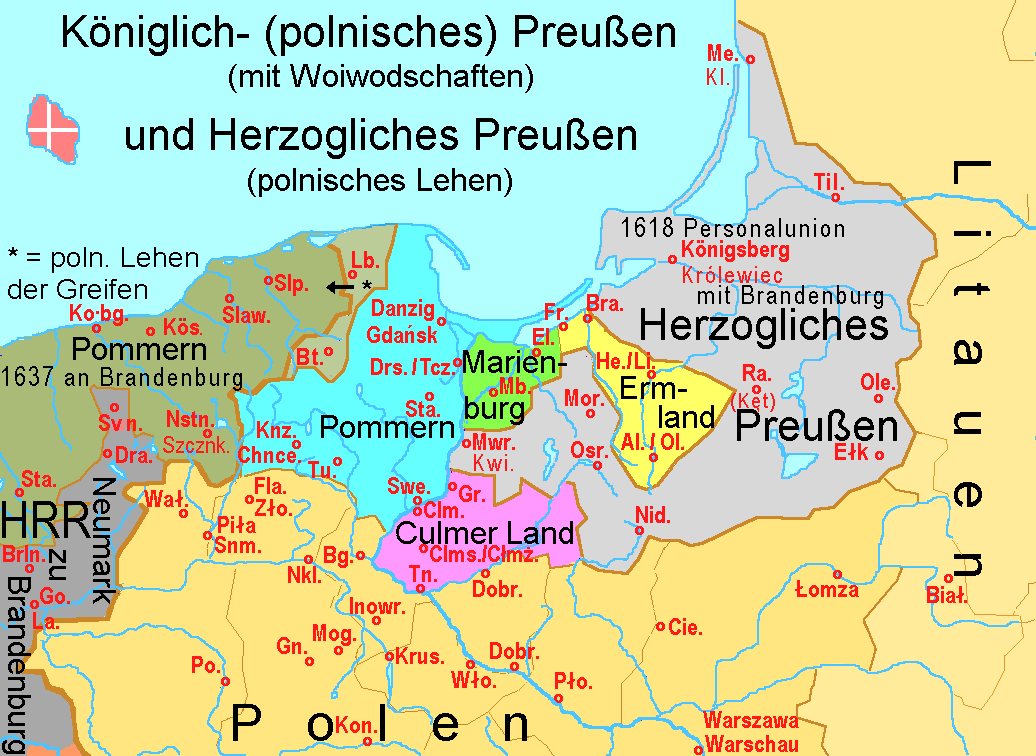
blau = Danziger Pommern

(Anzahl der Gebäude und Gebäudegruppen: 84)
– Hauptteil der Woiwodschaft Pommern westlich der Weichsel und ein Teil der Woiwodschaft Kujawien-Pommern um Świecie (Schwetz);
Herrschaft des Deutschen Ordens von 1309/1317 (auftragswidrige Eroberung) bis 1466 (Zweiter Frieden von Thorn).–
Hintergrundinformation:
- POM = Denkmalliste der Woiwodschaft Pommern: Narodowy Instytut Dziedzistwa – POM-rej.pdf
- ZPO = Denkmalliste der Woiwodschaft Westpommern: Narodowy Instytut Dziedzistwa – ZPO-rej.pdf
- KUJ = Denkmalliste für die Woiwodschaft Kujawien-Pommern (W. kujawsko-pomorskie): Narodowy Instytut Dziedzistwa – KUJ-rej.pdf
- D-NO = Georg Dehio, Handbuch der deutschen Kunstdenkmäler – Deutschland Nordost (1906), siehe Einzellinks

| Ort                                                                                         | Bauwerk                                                     | Bauzeit                  | Anmerkungen | Foto                                                                                              |
| ------------------------------------------------------------------------------------------- | ----------------------------------------------------------- | ------------------------ | --- | ------------------------------------------------------------------------------------------------- |
| Barłożno (Barloschno) Gmina Skórcz, Pow. Starogard Gd.                                      | Martinskirche (CC)                                          | 14./15. Jh.              | barocke Veränderungen; Ostgiebel backsteingotisch |                                                                                                   |
| Bobowo (Bobau), Pow. Starogard Gd.                                                          | K. św. Wojciecha (CC) D-NO S. 43                            | 13. Jh.                  | Chor mit Blendengiebel backsteinsichtig, übrige Teile um 1700 u. Anf. 20. Jh. verändert u. verputzt                                                                    |                                                                                                   |
| Cedry Wielkie (Groß Zünder), Pow. Gdańsk                                                    | Kirche der Schutzengel (CC)                                 | 14. Jh.                  | im 17. Jh. zur Pseudobasilika erweitert |                                                                                                   |
| Chojnice (Konitz)                                                                           | Johanniskirche (CC)                                         | 1340–1360                | |                                                                                                   |
| Chojnice (Konitz)                                                                           | Stadtbefestigung (CC)                                       |                          | \| - Brama Człuchowska (Schlochauer Tor) - Baszta Wronia - Baszta Szewska - Baszta Kurza Stopa \|                                                                      | \| - Brama Człuchowska (Schlochauer Tor) - Baszta Wronia - Baszta Szewska - Baszta Kurza Stopa \| |
| Człuchów (Schlochau)                                                                        | Schloss Człuchów                                            | 1325–1365                | nur Turm mittelalterlich; übriges heutiges Gebäude von 1826–1828 |                                                                                                   |
| Czarnylas (Czarnilas), Gmina Skórcz, Pow. Starogard Gd.                                     | Andreaskirche (CC)                                          | 14. Jh.                  | im 17. Jh. barock verändert, nur noch Ostgiebel backsteingotisch |                                                                                                   |
| Dąbrówka (Dombrowken) (Gm. Starograd Gd.)                                                   | K. Podwyższenia Krzyża Świętego (K. der Kreuzerhöhung) (CC) | 14./15. Jh.              | |                                                                                                   |
| Danzig (Gdańsk)                                                                             | Marienkirche, D-NO S. 86 ff., POM S. 15                     | 1343–1502                | eine der beiden (bzw. drei) größten Backsteinkirchen nördlich der Alpen und beiden größten Hallenkirchen der Welt                                                      |                                                                                                   |
| Danzig (Gdańsk)                                                                             | Nikolaikirche, D-NO S. 83 f., POM S. 15                     | 1348–frühes 15. Jh.      | 1227 durch Hzg. Swantopolk II. dem Dominikaner Hyazinth von Polen überlassen, ab 1260 Ausbau, ab 1348 Wiederaufbau; parallele Längsdächer                              |                                                                                                   |
| Danzig (Gdańsk)                                                                             | Katharinenkirche, D-NO S. 84 f., POM S. 15                  | 1230, 1336–80            | schon 1263 Pfarrkirche, bei Eroberung durch den Dt. Orden 1308 zerstört, fragl. Reste im Nordostteil des Baus des 14. Jh.; parallele Längsdächer                       |                                                                                                   |
| Danzig (Gdańsk)                                                                             | Johanneskirche, D-NO S. 85 f., POM S. 15                    | 14.–15. Jh.              | Bau des Turms 1392 durch den Deutschen Orden unterbrochen; parallele Längsdächer                                                                                       |                                                                                                   |
| Danzig (Gdańsk)                                                                             | St. Peter und Paul, D-NO S. 90/91, POM S. 15                | 1393, 1425, Ausbau 1521  | parallele Längsdächer |                                                                                                   |
| Danzig (Gdańsk)                                                                             | Elisabethkirche, ZAB D-NO S. 91                             | 1394–1417                | einschiffig; als Kapelle des Armenspitals gegründet, Turm später; 1557–1820 reformiert                                                                                 |                                                                                                   |
| Danzig (Gdańsk)                                                                             | Brigittenkirche, D-NO S. 91, POM S. 15                      | um 1400 erweitert        | 1587 abgebrannt, 1602 wiederaufgebaut, im Zweiten Weltkrieg zerstört, 1970 wiederaufgebaut; Hallenkirche mit parallelen Längsdächern                                   |                                                                                                   |
| Danzig (Gdańsk)                                                                             | Barbarakirche (CC), D-NO S. 92, POM S. 15                   | 15./16. Jh.              | nach Zerstörung im Zweiten Weltkrieg flachdeckig wiederaufgebaut; Hallenkirche mit schmalen Seitenschiffen und einem Dachfirst.                                        |                                                                                                   |
| Danzig (Gdańsk)                                                                             | Jacobikirche (CC), D-NO S. 92, POM S. 16 „zesp. szpit…“     | 1432–1437                | 1415 als Kapelle des Seeleutespitals gegründet, 1551 Kirche der Polen, dabei seit 1556 evangelisch; nach Brand von 1636 leicht verändert wiederaufgebaut; einschiffig  |                                                                                                   |
| Danzig (Gdańsk)                                                                             | Trinitatis-Kirche, D-NO S. 92, ZAB                          | 1430–1516                | mit ehem. Franziskanerkloster; Hallenkirche mit parallelen Längsdächern, Maßwerk des Westgiebels kommt westfälischer Sandsteingotik nahe (Beispiel)                    |                                                                                                   |
| Danzig (Gdańsk)                                                                             | Bartholomäuskirche D-NO S. 93, POM S. 15                    |                          | |                                                                                                   |
| Danzig (Gdańsk)                                                                             | Heiliggeistkirche (CC), D-NO S. 93, POM S. 15               | 2. H. 14. Jh.            | zeitweise ganz, heute teilweise verputzt; heute Turnhalle |                                                                                                   |
| Danzig (Gdańsk)                                                                             | Heilig-Leichnams-Kirche (CC)                                | 1395, Ende 15. Jh., 1577 | 1749 barockisiert wiederaufgebaut |                                                                                                   |
| Danzig (Gdańsk)                                                                             | Hof der St.-Georg-Schützenbruderschaft                      | 1487–94                  | |                                                                                                   |
| Danzig (Gdańsk)                                                                             | Schlieffhaus                                                | 1520                     | Rekonstruktion der 1970er Jahre; Originalfassade: Kavaliershaus auf der Pfaueninsel in Berlin-Wannsee                                                                  |                                                                                                   |
| Danzig (Gdańsk)                                                                             | Große Mühle (Wielki Młyn)                                   | 14. Jh.                  | |                                                                                                   |
| Danzig (Gdańsk)                                                                             | Krantor (Brama Żuraw)                                       | 1442–1444                | |                                                                                                   |
| Danzig (Gdańsk)                                                                             | Frauentor (Brama Mariacka)                                  | 15. Jh.                  | |                                                                                                   |
| Danzig (Gdańsk)                                                                             | Häkertor (Brama Straganiarska)                              | 1481–1482                | heute Wohnhaus |                                                                                                   |
| Danzig (Gdańsk)                                                                             | Kuhtor (Brama Krowia)                                       | 14. Jh.                  | |                                                                                                   |
| Danzig (Gdańsk)                                                                             | Brotbänkentor (Brama Chlebnicka)                            | 14. Jh.                  | |                                                                                                   |
| Danzig (Gdańsk)                                                                             | Johannistor (Brama Świętojańska)                            | 14. Jh.                  | |                                                                                                   |
| Danzig (Gdańsk)                                                                             | Milchkannentor (Brama Stągiewna)                            | 15. Jh.                  | |                                                                                                   |
| Danzig (Gdańsk)                                                                             | Peinkammertor (Katownia)                                    |                          | umgestaltet zur Renaissance |                                                                                                   |
| Dzierżążno (Dzierondzno) Gmina Morzeszczyn                                                  | Jakobikirche (św. Jakuba Apostoła) (CC)                     | 1580 (!)                 | Turm aus Fachwerk 1768 |                                                                                                   |
| Gniew (Mewe)                                                                                | Ordensburg Mewe, Powiat Tczews                              | spätes 13. bis 14. Jh.   | |                                                                                                   |
| Gniew (Mewe)                                                                                | K. św. Mikołaja (Nicolaikirche) (CC)                        | 1. H. 14. Jh.            | Veränderungen um 1870 |                                                                                                   |
| Gorzędziej (Gerdin), Gmina Subkowy, Powiat Tczew                                            | St. Adalbert (Kościół św. Wojciecha) (CC)                   | 15. Jh.                  | 18./Veränderungen im 19. Jh. |                                                                                                   |
| Hel (Hela), Powiat Pucki                                                                    | Peter-und-Pauls-Kirche (CC)                                 | 14. Jh.                  | heute Museum |                                                                                                   |
| Jabłowo (Groß Jablau) (Gm. Starograd Gd.)                                                   | Kościół św. Wawrzyńca (St. Lorenz) (CC)                     |                          | die Giebel wahrsch. neuer |                                                                                                   |
| Kalwa (Kalwe), Gmina Stary Targ                                                             | Maria-Magdalenen-Kirche (CC)                                | 1286, 1310, 1420         | untere u. mittlere Wände aus Feldstein; hölzerner Turm von 1821 |                                                                                                   |
| Kartuzy (Karthaus)                                                                          | Stiftskirche Mariä Himmelfahrt (Wniebowzięcia MP)           | 1383–1405                | barocke Veränderungen im 1731–1733 |                                                                                                   |
| Klonówka (Klonowken), Gm. Starograd Gd.                                                     | Kościół św. Katarzyny (Katharinenkirche) (CC)               | 14. Jh.                  | |                                                                                                   |
| Kokoszkowy (Kokoschken), Gm. Starograd Gd.                                                  | St. Barbara (CC)                                            | 14. Jh.                  | Fenster u. Giebel aus Backstein an einem Feldsteinbau, Schmuckgiebel mit Renaissanceelementen                                                                          |                                                                                                   |
| Kościelna Jania (Kirchjahn) Smętowo Graniczne, Pow. Starogard Gd.                           | Dreifaltigkeitskirche, D-NO S. 209, POM S. 94 (CC)          | 2. H. 14. Jh. u. 17. Jh. | gotischer Westturm, heutiges Schiff 1633 erneut geweiht |                                                                                                   |
| Koźliny (Güttland), Gmina Suchy Dąb, Pow. Gdańsk                                            | Maria-Rosenkranz-Kirche (CC)                                | 1353                     | Ostgiebel mit Renaissanceveränderungen |                                                                                                   |
| Krzywe Koło (Kriefkohl), Gmina Suchy Dąb, Pow. Gdańsk                                       | Heilig-Kreuz-Kirche (CC)                                    | 14. Jh.                  | Veränderungen 1685–1686 und 1748 |                                                                                                   |
| Lalkowy (Lalkau), Gm. Smętowo Graniczne, Pow. Starogard Gd.                                 | St.-Barbara-Kirche, D-NO S. 235 (CC)                        | 14./15. Jh.              | angefügte Schmuckgiebel auf Turm und Schiff |                                                                                                   |
| Lignowy Szlacheckie (Adlig Liebenau) Gmina Pelplin                                          | St. Martin u. Margarethe (CC)                               | 2. H. 14. Jh.            | Veränderungen im 17. Jh. |                                                                                                   |
| Lubiszewo Tczewskie (Liebschau), Gmina Tczew                                                | Dreifaltigkeitskirche (CC)                                  | 1348                     | Veränderungen 1823 |                                                                                                   |
| Lublewo Gd. (Löblau), Kolbudy, Pow. Gdańsk                                                  | Kirche Mariä Königin Polens (CC)                            | 14. Jh.                  | Veränderungen im 1683 |                                                                                                   |
| Lubieszewo (Ladekopp), Gm. Nowy Dwór Gd.                                                    | Elisabeth-von-Ungarn-Kirche (CC)                            | 14. u. 16. Jh.           | Veränderungen im 19. Jh. |                                                                                                   |
| Mierzeszyn (Meisterswalde), Trąbki Wielkie, Pow. Gdańsk                                     | Bartholomäuskirche (CC)                                     | 14. Jh.                  | Veränderungen im 18. und 20. Jh., nur Ostgiebel beinahe original |                                                                                                   |
| Miłobądz (Mühlbanz), Gmina Tczew                                                            | Marienkirche (Macierzyństwa NMP) (CC)                       | Ende 14. bis 15. Jh.     | |                                                                                                   |
| Nowe (Neuenburg), Powiat Świecie                                                            | K. św. Mateusza Apost. (Matthäuskirche) (CC)                | 14./15. Jh.              | Veränderungen 1910–1912 |                                                                                                   |
| Nowe (Neuenburg), Powiat Świecie                                                            | Ordensburg (CC)                                             | 14. Jh.                  | 1266 Adelssitz, 1313 vom Deutschen Orden gekauft, 1465 militärische Teile durch die Bürger zerstört                                                                    |                                                                                                   |
| Nowy Targ (Neumark(t)), Gmina Stary Targ                                                    | Rochuskirche (CC)                                           |                          | erste Kirche an dieser Stelle seit 1340; Veränderungen im 19. Jh. |                                                                                                   |
| Oksywie (Oxhöft), Stadt Gdynia                                                              | K. św. Michała Arch. (Michaeliskirche) (CC)                 | 13. u. 14. Jh.           | Backstein mit Feldstein vermischt |                                                                                                   |
| Oliwa, Stadt Danzig                                                                         | Dom zu Oliva                                                | 13. Jh.                  | Zisterzienserkirche, gegründet unter den Danziger Pommernherzögen, mehrfach zerstört und wiederaufgebaut, überw. gotisch, Bauformen von der Romanik bis zum Frühbarock |                                                                                                   |
| Osice (Wossitz), Gmina Suchy Dąb, Pow. Gdańsk                                               | K. Św. Antoniego z Padwy (Antoniuskirche) (CC)              | 14./15. Jh.              | Ostgiebel neu?? |                                                                                                   |
| Ostrowite (Osterwick), Gmina Chojnice                                                       | Jakobikirche (CC)                                           | 1403–1435                | Chor und Turm aus Backstein |                                                                                                   |
| Pączewo (Ponschau)', Gmina Skórcz, Pow. Starogard Gd.                                       | Mariä-Verkündigungs- Kirche (CC)                            | 14. Jh.                  | Feldsteinbau mit got. Blendengiebel aus Backstein und barockem Turm |                                                                                                   |
| Pelplin, Powiat Tczewski                                                                    | Mariä-Himmelfahrts- Kathedrale (CC)                         | 13./14. Jh.              | urspr. Zisterzienserkirche |                                                                                                   |
| Pelplin, Powiat Tczewski                                                                    | Kościół Bożego Ciała (Heilig-Leichnams-K.) (CC)             | 15. Jh.                  | Veränderungen im 17. Jh.. Außenhaut anscheinend durch jüngere übermäßige Restauration zerstört.                                                                        |                                                                                                   |
| Piaseczno (Pehsken), Gmina Gniew                                                            | Kościół Narodzenia NMP (Mariä-Geburt-K.) (CC)               | 1348, 15. Jh.            | Veränderungen 1676 und später |                                                                                                   |
| Pręgowo (Prangenau), Gmina Kolbudy, Pow. Gdańsk                                             | Kościół Bożego Ciała (Heilig-Leichnams-K.) (CC)             | 14. Jh.                  | Feldsteinbau mit Backsteingiebeln; Veränderungen im 18. Jh. |                                                                                                   |
| Pruszcz Gdański (Praust), Pow. Gdańsk                                                       | K. Podwyższenia Krzyża (K. der Kreuzeserhebung)(CC)         | 15. Jh.                  | Basilika |                                                                                                   |
| Puck (Putzig)                                                                               | Peter-und-Pauls-Kirche (CC)                                 | 1283 bis 14. Jh.         | Veränderungen im 17. Jh. |                                                                                                   |
| Skarszewy (Schöneck), Pow. Starogard Gd.                                                    | Michaeliskirche (CC)                                        | 14. Jh.                  | oberer Ostgiebel von 1868 |                                                                                                   |
| Skórcz (Skurz), Pow. Starogard Gd.                                                          | Allerheiligenkirche (Wszystkich Swietych) (CC)              |                          | Veränderungen |                                                                                                   |
| Starogard Gdański (Preußisch Stargard)                                                      | Matthäuskirche (CC)                                         | 14. Jh.                  | |                                                                                                   |
| Starogard Gdański (Preußisch Stargard)                                                      | Stadtmauer (CC)                                             |                          | Türme: - Baszta Gdańska (Danziger Turm) - Baszta wodna (Wasserturm) |                                                                                                   |
| Stary Targ (Altmark(t) in Westpr.)                                                          | St.-Simon-und-Judas-Kirche (św. Apostołów …) (CC)           | 1. H. 14. Jh.            | Veränderungen 1821 u. 1905–1906 |                                                                                                   |
| Steblewo (Stüblau), Gmina Suchy Dąb, Pow. Gdańsk                                            | Kirche (CC)                                                 | 14./15. Jh.              | seit 1945 Ruine |                                                                                                   |
| Subkowy (Subkau), Powiat Tczew                                                              | St. Stanislaus (CC)                                         | 14./15. Jh.              | Veränderungen 1600, um 1850, 1907 |                                                                                                   |
| Suchy Dąb (Zugdam), Pow. Gdańsk                                                             | St. Anna (CC)                                               | 14. Jh.                  | Veränderungen im 1732 |                                                                                                   |
| Świecie (Schwetz)                                                                           | Ordensburg (CC)                                             | 1335–1350                | zerstört 1664 (Schwed. Sintflut), |                                                                                                   |
| Świecie (Schwetz)                                                                           | Pfarrkirche (CC)                                            | 15.–frühes 16. Jh.       | nach Zerstörung durch schwed. Truppen im Dreißigjährigen Krieg Wiederaufbau 1626–1629 im Renaissancestil ohne Gewölbe                                                  |                                                                                                   |
| Tczew (Dirschau)                                                                            | Kreuzerhöhungs-Kirche (CC)                                  | 13. Jh.                  | Hallenkirche mit Zwerchhausdach |                                                                                                   |
| Tczew (Dirschau)                                                                            | Stanislaus-Kostka-Kirche (CC)                               | 14. Jh.                  | ehem. Dominikanerkloster; einschiffig, Stelzenturm |                                                                                                   |
| Trutnowy (Trutenau), Cedry Wielkie, P. Gdańsk                                               | Peter-und-Pauls-Kirche (CC)                                 | 14. Jh.                  | |                                                                                                   |
| Tuja (Tiege), Gm. Nowy Dwór Gd.                                                             | Jakobikirche (CC)                                           | 14. Jh.                  | Hallenkirche |                                                                                                   |
| Wielki Garc (Groß Gartz), Gmina Pelplin, Powiat Tczew                                       | Mariä-Empfängnis-Kirche (CC)                                | 16. Jh.                  | überw. gotisch, Turm im Renaissancestil vollendet |                                                                                                   |
| Wocławy (Wotzlaff), Cedry Wielkie, Pow. Gdańsk                                              | Peter-und-Pauls-Kirche (CC)                                 | 14. Jh.                  | Veränderungen um 1730; seit 1945 Ruine |                                                                                                   |
| Żarnowiec (Zarnowitz), Krokowa, Powiat Pucki                                                | Mariä-Verkündigungs-Kirche (Zwiastowania NMP) (CC)          | 13. Jh.                  | ehem. Klosterkirche |                                                                                                   |
| Żukowo (Zuckau), Powiat Kartuzy                                                             | Mariä-Himmelfahrts-Kirche (CC)                              | 14./15. Jh.              | ehem. Prämonstratenserstift; Veränderungen im 17. Jh. |                                                                                                   |
| - Brama Człuchowska (Schlochauer Tor) - Baszta Wronia - Baszta Szewska - Baszta Kurza Stopa |                                                             |                          | |                                                                                                   |

## Kulmerland

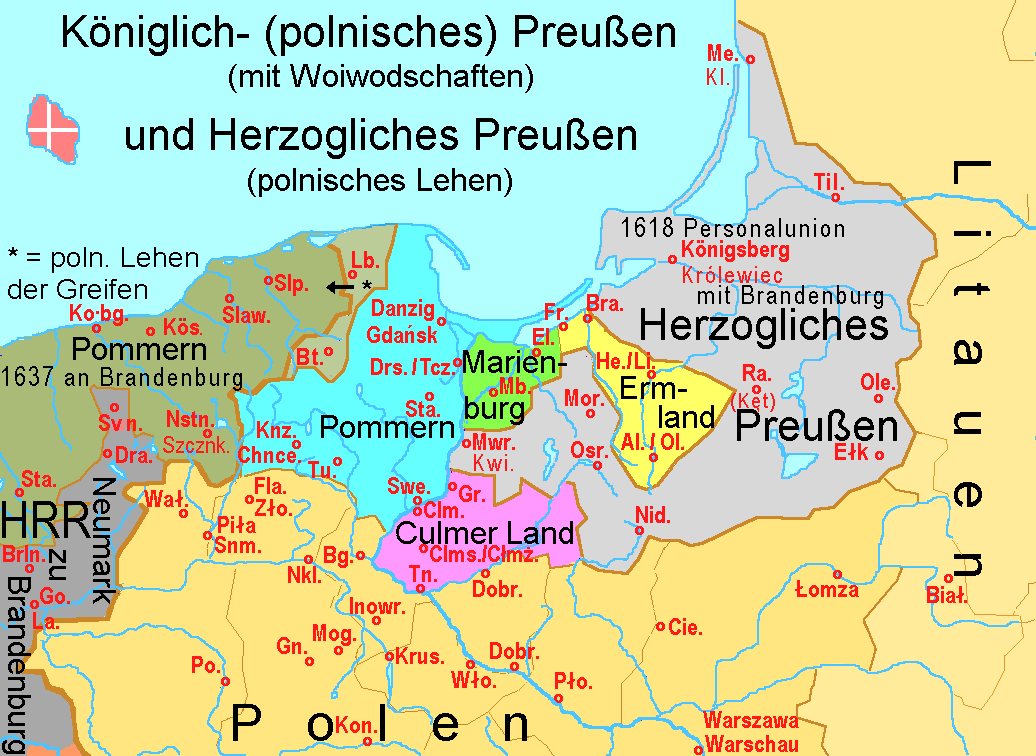
pink = Kulmerland

– Gebiet des Deutschen Ordens von 1225 (Überlassung durch Konrad von Masowien) bis 1466. –
Anzahl der Gebäude und Gebäudegruppen: 89
Soweit nicht anders vermerkt, liegen die Orte in der Woiwodschaft Kujawien-Pommern.
Hintergrundinformation:
- KUJ = Denkmalliste der Woiwodschaft Kujawien-Pommern: Narodowy Instytut Dziedzistwa – KUJ-rej.pdf
- D-NO = Georg Dehio, Handbuch der deutschen Kunstdenkmäler – Deutschland Nordost (1906), siehe Einzellinks

| Ort                                                                                      | Bauwerk                                                                          | Bauzeit | Anmerkungen | Foto |
| ---------------------------------------------------------------------------------------- | -------------------------------------------------------------------------------- | --- | --- | ---- |
| Błędowo (Blandau), Gmina Płużnica, Pow. Wąbrzeźno                                        | K. św. Michała Archanioła (St.-Michaels-Kirche) (CC)                             | 14. und 15. Jh. | 1410 zerstört |      |
| Bierzgłowo (Birglau), Gmina Łubianka, Powiat Toruń                                       | K. Wniebowzięcia NMP (Mariä Himmelfahrt) (CC)                                    | 13. Jh./14. Jh. | |      |
| Bobrowo (Bobrau), Powiat Brodnica                                                        | Kościół św. Jakuba (St.-Jacobus-Kirche) (CC)                                     | 13./14. Jh. | Turm 1755 |      |
| Brodnica (Strasburg)                                                                     | K. św. Katarzyny (Katharinenkirche) (CC)                                         | 14. Jh. | Hallenkirche |      |
| Brodnica (Strasburg)                                                                     | Rathaus (CC), D-NO S. 425, KUJ S. 9 (8 „wieża ratusza“)                          | 14. Jh. | mit Wohn- u. Geschäftshäusern des 18. u 19. Jh. umbaut, die jedoch vom Turm und einem Rest des Giebels überragt werden                                           |      |
| Brodnica (Strasburg)                                                                     | Ordensburg (CC)                                                                  | 14. Jh. | großenteils 18.–19. Jh. abgetragen; besterhaltener Teil der 54 m hohe Turm                                                                                       |      |
| Brodnica (Strasburg)                                                                     | Stadtbefestigung (CC)                                                            | 14. Jh. | - Brama Chełmińska (Kulmer Tor) - Wieża Mazurska (Masurischer Turm)                                                                                              |      |
| Brudzawy (dto.), Gmina Bobrowo, Powiat Brodnica                                          | K. świętego Andrzeja (Andreaskirche) (CC)                                        | Backstein 15. Jh. | wiederhergestellt 1645 |      |
| Chełmno (Culm/Kulm)                                                                      | Mariä-Himmelfahrt-Kirche (CC)                                                    | 1290–1333 | Hallenkirche |      |
| Chełmno (Culm/Kulm)                                                                      | K. św. Apost. Piotra i Pawła (St. Peter und Paul) (CC)                           | erbaut 13. Jh., verändert 14. Jh. | ehem. Dominikanerkirche, Basilika |      |
| Chełmno (Culm/Kulm)                                                                      | K. św. Jakuba i św. Mikołaja (St. Jakob und Nikolaus) (CC)                       | 13. und 14. Jh. | ehem. Franziskanerkirche, Hallenkirche |      |
| Chełmno (Culm/Kulm)                                                                      | Zespół klasztorny Sióstr Miłosierdzia (Kloster der Barmherzigen Schwestern) (CC) | 13.–14. Jh. | ehem. Zisterzienserinnenkloster, mögl. mit Befestigungen des Deutschen Ordens                                                                                    |      |
| Chełmno (Culm/Kulm)                                                                      | Stadtmauer mit Graudenzer Tor (Brama Grudziądzka) (CC)                           | 13.–16. Jh. | beinahe vollständig erhaltene Stadtmauer mit 23 Wachtürmen und einem Tor                                                                                         |      |
| Chełmonie (dto.), Gm. Kowalewo Pom., Pow. Golub-Dobrzyn                                  | Bartholomäuskirche (CC)                                                          | Anf. 14. Jh. | Veränderungen im 17. u. 19. Jh. |      |
| Chełmża (Culmsee/Kulmsee), Powiat Toruń                                                  | Dreifaltigkeitskirche                                                            | 13.–15. Jh. | ehem. Kathedrale des Bistums Kulm, Hallenkirche |      |
| Cielęta (Cielenta/Zeland), Gmina Brodnica                                                | Nicolaikirche (CC)                                                               | 1. H. 14. Jh., | Veränderungen 1783 |      |
| Czarnowo (Scharnau), Gm. Zławieś Wielka                                                  | Martinskirche (CC)                                                               | 14. Jh. | |      |
| Czarże (dto.) Gmina Dąbrowa Chełmińska                                                   | Mariä-Geburt-Kirche (CC)                                                         | 14. Jh. | Veränderungen im 17. u. 19. Jh. |      |
| Dąbrówka Królewska (Königl. Dombrowken), Gruta, P. Grudziądz                             | Kościół św. Jakuba (Jakobikirche) (CC)                                           | um 1300 | geschmückter Ostgiebel aus Backstein; Turm 17. Jh. | 100  |
| Dębowa Łąka (Dembowalonka), Powiat Wąbrzeźno                                             | K. Św. Apost. Piotra i Pawła Peter-und-Pauls-Kirche (CC)                         | 14. Jh. | |      |
| Gorczenica (Gr. Gortschenitza) Gmina Brodnica                                            | K. Podwyższenia Krzyża (Kreuzeserhöhung) (CC)                                    | 14. Jh. | östlicher Blendengiebel aus Backstein; Turm wirkt neuer |      |
| Gronowo (Gronowo u. Wolffserbe), Gm. Lubicz P.Toruń                                      | St.-Nikolaus-Kirche (CC)                                                         | 14. Jh. | Veränderungen im 17./18. Jh. |      |
| Golub-(Dobrzyn) (Gol(l)ub historisch zum Kulmerland, Dobrzyn zum Land Dobrzyn, Kujawien) | Ordensburg Gol(l)ub D-NO S. 142, ZAB                                             | 1293–1310 | 1616–1623 Veränderungen zur Renaissance, Anfang des 20. Jh. „verhältnismäßig gut erhaltene Ruine“                                                                |      |
| Golub-(Dobrzyn) (Gol(l)ub historisch zum Kulmerland, Dobrzyn zum Land Dobrzyn, Kujawien) | K. św. Katarzyny Aleks. (Katharinenkirche) (CC) D-NO S. 141, ZAB                 | 1293 | 1414 u. 1689 in Kriegen zerstört u. danach wiederhergestellt |      |
| Golub-(Dobrzyn) (Gol(l)ub historisch zum Kulmerland, Dobrzyn zum Land Dobrzyn, Kujawien) | Stadtmauer (CC)                                                                  | 14. Jh. | 1422 großenteils auf Befehl Władysław II. Jagiełłos abgerissen, einer von urspr. 17 Türmen erhalten u. 1812 restauriert.                                         |      |
| Grudziądz (Graudenz) D-NO S. 150                                                         | Bazylika św. Mikołaja (Nicolaikirche) (CC)                                       | um 1300 | mehrere Zerstörungen und Wiederherstellungen |      |
| Grudziądz (Graudenz) D-NO S. 150                                                         | Kornspeicher (CC)                                                                | seit Mitte 14. Jh. | |      |
| Grudziądz (Graudenz) D-NO S. 150                                                         | Stadtmbefestigung                                                                | 14./15. Jh. | insbesondere das Wassertor (Brama Wodna) (CC) |      |
| Grudziądz (Graudenz) D-NO S. 150                                                         | Ordensburg (CC)                                                                  | 13. Jh. | i. d. Schwedischen Sintflut zerstört, Ruinen überw. 1796–1804 abgetragen, Klimek-Turm übermäßig restauriert                                                      |      |
| Gruta (Grutta), Powiat Grudziądz                                                         | Kirche Mariä Himmelfahrt (CC)                                                    | 14. Jh. | 1670 modernisiert |      |
| Grzybno (Griebenau), Gem. Unislaw, Pow. Chełmno                                          | K. św. Michała Archanioła (Erzengel Michael) (CC) D-NO S. 154                    | Ende 13. od. Anf. 14. Jh. | |      |
| Grzywna (Grzywno/Sternberg), Chełmża, Pow. Toruń                                         | Katharinenkirche (CC)                                                            | 13./14. | später erneuert; Turm 1906 |      |
| Kaszczorek (dto.), Stadt Toruń                                                           | Kirche der Kreuzerhebung (CC) D-NO S. 205                                        | 1. H. 14. Jh. | urspr. Begardenkirche |      |
| Kiełbasin (dto.), Gmina Chełmża, Powiat Toruń                                            | Mariä-Geburt-Kirche (CC)                                                         | 14./15. | obere Teile des Turms 17. Jh. |      |
| Kowalewo Pomorskie (Schönsee), Powiat Golub-Dobrzyn                                      | Kościół św. Mikołaja (Nikolaikirche) (CC)                                        | 14.–15. Jh. | Veränderungen im Westen um 1900 |      |
| Kowalewo Pomorskie (Schönsee), Powiat Golub-Dobrzyn                                      | Turm der Stadtmauer                                                              | 14. Jh. | nur oberer Teil aus Backstein |      |
| Kowalewo Pomorskie (Schönsee), Powiat Golub-Dobrzyn                                      | Ordensburg (CC)                                                                  | 1300–1330 | wenige Reste |      |
| Kruszyny (dto.) Gmina Bobrowo, Powiat Brodnica                                           | K. Św. Mikołaja (St.-Nikolaus-Kirche) (CC)                                       | 14. Jh. | |      |
| Kurkocin (Kurkoczyn), Dębowa Łąka, Powiat Wąbrzeźno                                      | K. św. Bartłomieja (Bartholomäuskirche) (CC)                                     | 14. Jh. | |      |
| Kurzętnik (Kauernik), Powiat Nowomiejski                                                 | Maria-Magdalenen- Kirche (CC), D-NO S. 206                                       | 14. Jh. | Backstein auf hohem Feldsteinsockel |      |
| Łąkorz (Lonkorsz), Gm. Biskupiec (Bischofswerder), Ermland-Masuren                       | Nikolauskirche (CC)                                                              | Mitte 14. Jh. | Veränderungen in Barock u. Rokoko |      |
| Łasin (Lessen), Powiat Grudziądzki                                                       | Kościół św. Katarzyny (Katharinenkirche)(CC)                                     | Backstein 1320–1328 | 1568 Renaissanceveränderungen, 1628 im Dreißigjährigen Krieg abgebrannt, 1710–1719 Wiederaufbau mit barock verändertem Westgiebel                                |      |
| Lembarg (Lemberg), Gm. Jabłonowo Pom., Powiat Brodnica                                   | K. św. Apostl Piotra i Pawła (Peter-und-Pauls-Kirche) (CC)                       | 1. H. 14. Jh. | Veränderungen 1507, 1700, spätes 18. Jh.; Turm neu? |      |
| Linowo (dto.), Gm. Świecie n. Osą                                                        | K. św. Michała Archanioła (Michaeliskirche) (CC)                                 | 16. Jh. | |      |
| Lipinki (Lippinken), Gm. Biskupiec (Bischofswerder)                                      | św. Apostl Piotra i Pawła (Peter-und-Pauls-Kirche) (CC)                          | 1339 | Veränderungen im 17. Jh. |      |
| Łobdowo (dto.), Dębowa Łąka, Powiat Wąbrzeźno                                            | K. św. Małgorzaty (Margarethenkirche) (CC)                                       | 1. H. 14. Jh. | |      |
| Łopatki (Lopatken), Gmina Książki                                                        | Dorfkirche (CC)                                                                  | 2. Viertel des 14. Jh. | Veränderungen 1865–1867 |      |
| Niedźwiedź (Bahrendf.), Gm. Dębowa Łąka, Powiat Wąbrzeźno                                | K. św. Jerzego (St. Georg) (CC)                                                  | achteckiger Backsteinturm mögl. 14. Jh., Schiff Backstein, großer Chor Feldstein m. Backsteingliederungen u. stark erneuertem Blenden- u. Stufengiebel | achteckiger Backsteinturm mögl. 14. Jh., Schiff Backstein, großer Chor Feldstein m. Backsteingliederungen u. stark erneuertem Blenden- u. Stufengiebel           |      |
| Nieżywięć (dto.), Gmina Bobrowo, Powiat Brodnica                                         | St.-Johannes-Evangelist-Kirche (CC) ZAB                                          | 13. Jh./14. Jh. | wuchtiger achteckiger Backsteinturm mögl. 14. Jh., Schiff Backstein, großer Chor Feldstein m. Backsteingliederungen u. stark erneuertem Blenden- u. Stufengiebel |      |
| Nowa Wieś Królewska (Königlich Neudorf), Gmina Płużnica                                  | St.-Johann-Baptist-Kirche (CC)                                                   | 13./14. Jh. | |      |
| Okonin (dto.), Gmina Gruta, Powiat Grudziądz                                             | St.-Cosmas-und-Damian-Kirche (CC)                                                | 1. H. 14. Jh. | |      |
| Orzechowo (Groß Orsichau), Ryńsk, P. Wąbrzezno                                           | Maria-Magdalenen-Kirche (CC)                                                     | 13. Jh. | Veränderungen 1685 |      |
| Osiek (dto.), Powiat Brodnica                                                            | Kirche Mariä Himmelfahrt (CC)                                                    | 14. Jh./15. Jh. | 1796 verändert |      |
| Ostrowite (Ostrowitt), Gm. Golub-Dobrzyń                                                 | Maria-Magdalenen-Kirche (CC), D-NO S. 329 (6) (Ostrowitt Kreis Strasburg)        | Ende. 16. Jh. | untere Teile der Wände aus Backstein, Fenster gotisch, Giebel und Turm Renaissance                                                                               |      |
| Papowo Biskupie (Bischöflich Papau), Powiat Chełmno                                      | Nikolauskirche (CC)                                                              | | Turm modern, einfacher Ersatz |      |
| Papowo Biskupie (Bischöflich Papau), Powiat Chełmno                                      | Ordensburg (Ruine) (CC) D-NO S. 41                                               | um 1280 | Fenster u. Gewölbe(-Reste) des Feldsteinbaus aus Backstein |      |
| Papowo Toruńskie (Thornisch Papau), Łysomice, Powiat Toruń                               | St.-Nikolaus-Kirche (CC)                                                         | vor 1300 | Turm 1906/1907 |      |
| Pluskowęsy (Pluskowenz), Gm. Kowalewo Pom., P. Golub-Dobrzyn                             | Johannes-der-Täufer-Kirche (CC)                                                  | 14. Jh. | spätere Veränderungen |      |
| Pokrzywno, Gmina Gruta, Pow. Grudziądz                                                   | Zamek (Ordensburg Engelsburg) (CC) D-NO S. 117                                   | 3. D. 13. Jh. | seit langem zerstört, zuletzt 1784 die Schlosskirche |      |
| Przeczno (Heimsoot), Łubianka, P. Toruń                                                  | K. Podwyższenia Krzyża Świętego (der Kreuzeserhöhung) (CC)                       | um 1300 | spätere Veränderungen |      |
| Radzyń Chełmiński (Rehden), Powiat Grudziądz                                             | Ordensburg Rehden D-NO S. 364 – „Reden, Ordensburg“, ZAB                         | Backstein ab ca. 1300 | seit 1242 hölzern, 1278 durch Preußenaufstand zerstört, danach heutige Backsteinburg; ab 1772 teilw. abgetragen                                                  |      |
| Radzyń Chełmiński (Rehden), Powiat Grudziądz                                             | Kościół św. Anny (St.-Annen-Kirche) (CC)                                         | 1310–1600 | |      |
| Radzyń Chełmiński (Rehden), Powiat Grudziądz                                             | Kaplica św. Jerzego (Georgskapelle) (CC)                                         | um 1340 | Veränderungen im 15. Jh. und 1851 |      |
| Rogowo (Groß Rogau), Gm. Lubicz, P.Toruń                                                 | K. Podwyższenia Krzyża (der Kreuzeserhöhung) (CC)                                | 13./14. | |      |
| Ryńsk (Rynsk/Rheinsberg), Powiat Wąbrzezno                                               | Kościół św. Wawrzyńca (Lorenzkirche) (CC), D-NO, S. 380                          | 14. Jh. | Renaissance-Veränderungen 1608; untere Mauerteile überw. Feldstein, obere überw. Backstein                                                                       |      |
| Sarnowo (Sarnau), Stolno, Powiat Chełmno                                                 | K. św. Marcina (Martinskirche) (CC)                                              | 14. oder 15. Jh. | |      |
| Srebrniki (Silbersdorf), Gm. Kowalewo Pom., Powiat Golub-Dobrzyn                         | K. Matki Bożej Śnieżnej (Maria-Schnee-Kirche) (CC)                               | 13. u. 14. Jh. | Feldstein mit Ziergiebel und Kanten aus Backstein, spätere Veränderungen                                                                                         |      |
| Swierczynki (Swierczynko), Łysomice, P. Toruń                                            | Kościół św. Jana (Johanniskirche) (CC)                                           | 13./14. Jh. | Veränderungen im 18. und frühes 18. Jh. |      |
| Szczepanki (Szczepanken), Gmina Łasin, Pow. Grudziądz                                    | Kościół św. Wawrzyńca (Lorenzkirche) (CC)                                        | 1. H. 14. Jh. | Vorgängerbau seit 1292; barocke Veränderungen im 18. Jh. |      |
| Szynwałd (Groß Schönwalde), Łasin, Pow. Grudziądz                                        | Kościół Narodzenia NMP (Mariä-Geburt-Kirche) (CC)                                | 14. Jh. | Wiederaufbau nach Dreizehnjährigem Krieg 1453–1466, weitere Veränderungen im 17., 18. u. 19. Jh.                                                                 |      |
| Toruń (Thorn)                                                                            | Kathedrale Johannes der Täufer und Johannes Evangelist                           | 15. Jh. | 3 Vorgängerbauten; ehem. Pfarrkirche der Altstadt; Hallenkirche mit Paralleldächern und niedriger Kapellenzeile                                                  |      |
| Toruń (Thorn)                                                                            | Marienkirche                                                                     | 1350–1370 | ehem. Franziskanerkirche, 1557–1724 evangelisch, Hallenkirche, Veränd. im späten 18. Jh. (Dach über Schiff u. Westgiebel)                                        |      |
| Toruń (Thorn)                                                                            | Kościół św. Jakuba (Jakobikirche) (CC)                                           | 1309-um 1340 | Pfarrkirche der Neustadt, besonders aufwändige Verzierungen |      |
| Toruń (Thorn)                                                                            | ltstädtisches Rathaus (CC)                                                       | 13.–14. Jh., wiederaufg. 17. Jh. | erstes Rathaus in Ostmitteleuropa mit Belfried; im 19. Jh. um ein Stockwerk erhöht                                                                               |      |
| Toruń (Thorn)                                                                            | „Haus des Kopernikus“, Ulica Kopernika 15/17 (CC)                                | 15. Jh. | |      |
| Toruń (Thorn)                                                                            | mehrere andere Privathäuser                                                      | 13. bis 15. Jh. | |      |
| Toruń (Thorn)                                                                            | Junkerhof (Dwór Mieszczański – „Bürgerhof“)                                      | ab 1489 | zweites Clubhaus der St.-Georgs-Bruderschaft in der Stadt, errichtet aus Backsteinen der zerstörten Ordensburg                                                   |      |
| Toruń (Thorn)                                                                            | Ordensburg (CC)                                                                  | 13. – frühes 15. Jh. | eine der ersten Ordensburgen im Kulmerland, zerstört von den Bürgern von Thorn 1454.                                                                             |      |
| Toruń (Thorn)                                                                            | Stadtmauer mit Toren und Wachtürmen (CC)                                         | Mitte 14. Jh. bis frühes 16. Jh. | |      |
| Toruń (Thorn)                                                                            | Burg Dybów                                                                       | 1424–1428 | polnische Grenzfestung auf dem gegenüberliegenden Weichselufer, historisch zu Kujawien                                                                           |      |
| Trzebcz Szlachecki (Adlig Groß Trzebcz), Gm. Kijewo Król.                                | Mariä-Empfängnis-Kirche (CC)                                                     | 14. Jh. | im 18. Jh. innen vereinfacht wiederaufgebaut; östlicher Backsteingiebel über Feldsteinwand                                                                       |      |
| Unisław (dto.) (Powiat Chełmno)                                                          | Kościół św. Bartłomieja (Bartholomäuskirche) (CC)                                | Ende 13. Jh. | Anfügungen 1841 |      |
| Wabcz (dto), Gmina Stolno, Pow. Chełmno                                                  | K. św. Bartłomieja (Bartholonäus-K.) (CC) D-NO S. 450                            | Giebel u. Turm 14. Jh. | Feldstein mit Dekor u. Turmobergeschosse aus Backstein; barocke Veränderungen 1706                                                                               |      |
| Wielkie Czyste (Groß Cziste), Stolno, P. Chełmno                                         | Katharinenkirche (CC)                                                            | 13. Jh. | |      |
| Wielkie Radowiska (Groß Radowisk), Dębowa Łąka, Powiat Wąbrzeźno                         | Kościół św. Jakuba (Jakobikirche) (CC)                                           | 14. Jh. | Veränderungen um 1558 u. Ende 18. Jh. |      |
| Wrocki Wrotzk, Gm. Golub-Dobrzyń                                                         | Martinskirche (CC)                                                               | 13./14. Jh. | wiederhergestellt im 17. Jh. |      |
| Zajączkowo (Zajonskowo), Gm. Chełmża, P. Toruń                                           | K. św. Jana Chrzciciela (Johannes-der-Täufer-K.) (CC)                            | um 1300 | 1856(?) weitgehend zerstört; Portal (und Fenster) aus Backstein in einem Feldsteinbau                                                                            |      |
| Zieleń (dto.), Gmina Ryńsk, Powiat Wąbrzezno                                             | K. św. Apost. Piotra i Pawła (Peter-und-Pauls-Kirche) (CC)                       | 14./15. Jh. | spätere Veränderungen |      |
| Żmijewo (Hohenlinden), Zbiczno, P. Brodnica                                              | Kościół św. Jakuba (Jakobikirche) (CC)                                           | um 1330 | 1935 stark erneuert |      |

## Landschaft Preußen

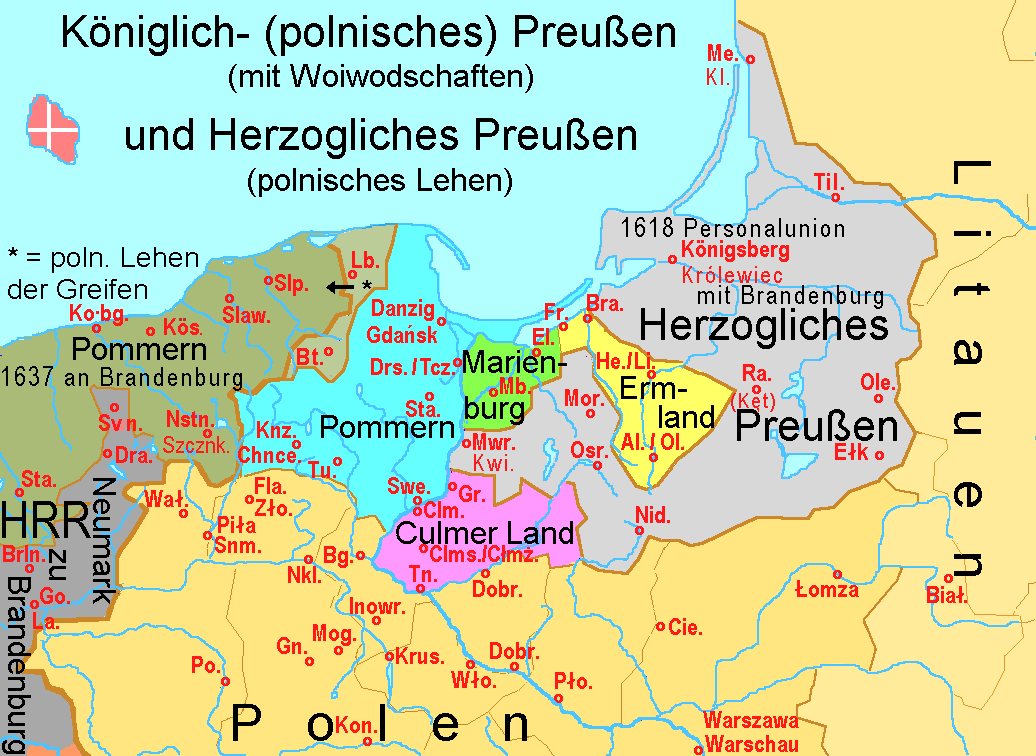
Landschaft Preußen aus Herzogl. Preußen, Ermland und Woi. Marienburg

– im 13. und 14. Jh. durch den Deutschen Orden erobert; Ermland seit 1466 Teil des (polnisch) Königlichen Preußen; sofern nicht anders angegeben, liegen die Orte heute in der Woiwodschaft Ermland-Masuren. –
Anzahl der Gebäude und Gebäudegruppen: 162
Hintergrundinformation:
- WAR = Denkmalliste der Woiwodschaft Ermland-Masuren: Narodowy Instytut Dziedzistwa – WAR-rej.pdf
- POM = Denkmalliste der Woiwodschaft Pommern: Narodowy Instytut Dziedzistwa – POM-rej.pdf
- D-NO = Georg Dehio, Handbuch der deutschen Kunstdenkmäler – Deutschland Nordost (1906), siehe Einzellinks
- LKWM = Leksykon kultury Warmii i Mazur (Lexikon der Kultur Ermland-Masurens)

| Ort                                                                                                   | Bauwerk                                                                                             | Bauzeit                      | Anmerkungen | Foto |
| --- | --------------------------------------------------------------------------------------------------- | ---------------------------- | --- | --- |
| Asuny (Assaunen), Gmina Barciany                                                                      | Mariä-Entschlafens-Kirche (CC)                                                                      | 14. Jh.                      | Wiederaufgebaut 1914; seit 1958 ukrainisch-griechisch-katholisch | |
| Barczewo (Wartenburg), Powiat Olsztyn                                                                 | St.-Annen-und-Stephanskirche (CC)                                                                   | 14. Jh.                      | Veränderungen im 16. u. 17. Jh. | |
| Barciany (Barten), Powiat Kętrzyn                                                                     | Ordensburg Barten                                                                                   | spätes 14. Jh.               | | |
| Barciany (Barten), Powiat Kętrzyn                                                                     | Herz-Mariä-Kirche (CC)                                                                              | 14./15. Jh.                  | Veränderungen im 18. u. 19. Jh. | |
| Bartąg (Bertung), Gmina Stawiguda                                                                     | Johanniskirche (św. Jana Ewangelisty) (CC)                                                          | 1348                         | wiederaufgebaut 1724 | |
| Bartoszyce (Bartenstein)                                                                              | St.-Johannes- Evangelist-Kirche (CC)                                                                | 14.–15. Jh.                  | | |
| Bartoszyce (Bartenstein)                                                                              | Kościół św. Jana Chrzciciela (Kirche Johannis des Täufers) (CC) LKWM                                | 15. Jh. (Sockel 1330)        | Vorgängerbau stand an anderer Stelle (1226 Verlagerung der Stadt auf das rechte Flussufer); 1466 Wiederaufbau nach Zerstörung im 13.-jährigen Krieg                                                           | |
| Bartoszyce (Bartenstein)                                                                              | Brama Lidzbarska (Heilsberger Tor) (CC)                                                             | 1468                         | spätere Veränderungen | |
| Biskupiec (Bischofsburg) (Powiat Olsztyn)                                                             | St.-Johanne-Baptist-Kirche(CC)                                                                      | seit 1505                    | Vorgängerbau von 1395 wurde 1414 zerstört | |
| Braniewo (Braunsberg)                                                                                 | St. Katharina(CC)                                                                                   |                              | Wiederaufbau nach schweren Schäden im Zweiten Weltkrieg | |
| Braniewo (Braunsberg)                                                                                 | Dreifaltigkeitskirche (CC)                                                                          | 1. H. 15. Jh.                | Veränderungen 1583/84, 1681, 19. Jh. | |
| Boreczno (Schnellwalde), Zalewo, P. Iława                                                             | Kirche der Kreuzerhöhung (CC)                                                                       | 1330                         | Kanten, Fenster und Turm aus Backstein, sonst überw. Feldsteinbau; Veränderungen um 1632 | |
| Byszwałd (Bischwalde), Lubawa                                                                         | Andreaskirche WAR S. 63, D-NO Ø                                                                     | 14. Jh.                      | turmlose Feldsteinkirche mit zwei Blendgiebeln aus Backstein | Google Streetview                                                                                           |
| Cyganek (Tiegenhagen), Gm. Nowy Dwór Gd.                                                              | Nicolaikirche (CC)                                                                                  | 1352                         | Veränderungen 1637–1674, Westteil des Schiffs aus Fachwerk | |
| Czarne Dolne (Niederzehren), Gmina Gardeja                                                            | Maria-Rosenkranz-Kirche (CC)                                                                        | 1320                         | Veränderungen 1719 und 19. Jh. (Westfassade) | |
| Czerniki (Schwarzstein), Gmina Kętrzyn                                                                | St.-Johannes-Evangelist-Kirche (CC)                                                                 | 14. Jh.                      | Veränderungen im 18. Jh. | |
| Dobre Miasto (Guttstadt)                                                                              | Stiftskirche (CC)                                                                                   | 14. Jh.                      | | |
| Dobry (Döbern), Gm. Godkowo, Pow. Elbląg                                                              | K. Matki Boskiej Królowej Polski (Muttergottes Königin Polens) D-NO S. 108                          |                              | gotisch, stark modernisiert, Schiff verputzt | Foto siehe Link                                                                                             |
| Dobrzyki (Weinsdorf), Zalewo, P. Iława                                                                | Peter-und- Pauls-Kirche (CC)                                                                        | 1320–1330                    | Chor gotisch, Schiff 17. Jh. | |
| Drogosze (Dönhofstädt/Groß Wolfsdorf), Gmina Barciany                                                 | Kirche der Mutter Gottes vom Tor der Morgenröte (CC)                                                | spätes 14., 15. Jh.          | Ostgiebel original, aber größter Teil des Gebäudes 1589–1593 ersetzt | |
| Dywity (Diwitten), Pow. Olsztyn                                                                       | Simon-und-Judas-Kirche (CC) D-NO S. 106                                                             |                              | nur Westturm (teilw.) mittelalterlich | |
| Działdowo, (Soldau), Gmina u. P. Działdowo                                                            | Ordensburg (Zamek pokrzyżacki) (CC) ZAB                                                             | 1340                         | Veränderungen um 1676 und 1794 | |
| Dzierzgoń (Christburg), Powiat Sztum                                                                  | Dreifaltigkeitskirche (CC)                                                                          | 1310–1320                    | Veränderungen im 1730 | |
| Dzierzgoń (Christburg), Powiat Sztum                                                                  | St.-Annen-Kapelle (CC)                                                                              | 15. Jh.                      | spätere Veränderungen 1737 | |
| Dzierzgoń (Christburg), Powiat Sztum                                                                  | Ordensburg (CC)                                                                                     |                              | nur ein paar Grundmauern erhalten | |
| Dzietrzychowo (Dietrichsdorf), Sępopol, P. Bartoszyce                                                 | Muttergotteskirche (Matki Boskiej) (CC)                                                             | 15. Jh.                      | Ziergiebel aus Backstein auf Schiff aus Feldstein; Veränderungen im 17. Jh. | |
| Dźwierzuty (Mensguth), Powiat Szczytno                                                                | Evangelische Kirche (CC)                                                                            | Turm 14. Jh.                 | Schiff nach Brand von 1691 neu | |
| Elbląg (Elbing)                                                                                       | Nicolaikirche (CC)                                                                                  | 13., 15., 18. Jh.            | im 15. Jh. aus Basilika zur Hallenkirche mit parallelen Längsdächern; nach Blitzschlag 1737 Traufhöhe etwa halbiert, nur noch 1 Dach und 1 Turm; 1945 niedergebrannt, 1969–1989 Wiederaufbau mit drei Dächern | |
| Elbląg (Elbing)                                                                                       | Ehem. Dominikanerkirche/-Kloster (CC)                                                               |                              | zweischiffige Hallenkirche; heute Ausstellungshalle | |
| Elbląg (Elbing)                                                                                       | Ehem. Heiliggeistspital (CC)                                                                        |                              | heute Bibliothek | |
| Elbląg (Elbing)                                                                                       | Markttor (Brama Targowa) (CC)                                                                       |                              | | |
| Fiszewo (Fischau) Gronowo Elbląskie                                                                   | Alte Kirche (CC) D-NO S. 119                                                                        | 1380                         | 1754, 1897 Veränderungen, seit 1945 Ruine | |
| Frombork (Frauenburg)                                                                                 | Kathedrale                                                                                          | 1343–1383                    | Bistum Ermland | |
| Frombork (Frauenburg)                                                                                 | Kościół św. Mikołaja (Nicolaikirche) (CC)                                                           | 1461–1507                    | Vorgängerbau im Dreizehnjährigen Krieg (1454–66) zerstört | |
| Frombork (Frauenburg)                                                                                 | Heiliggeisthospital (CC)                                                                            | 1426–1433                    | heute Museum | |
| Frombork (Frauenburg)                                                                                 | Domburg (CC)                                                                                        |                              | \| - Glockenturm (Wieża dzwonna) - Kopernikusturm (Wieża Mikołaja Kopernika) - Westtor (Brama Zachodnia) \|                                                                                                   | \| - Glockenturm (Wieża dzwonna) - Kopernikusturm (Wieża Mikołaja Kopernika) - Westtor (Brama Zachodnia) \| |
| Galiny (Gallingen), Gmina Bartoszyce                                                                  | Mariä-Empfängnis-Kirche (CC)                                                                        | 1350 u. 1500 (Turm)          | Veränderungen durch Erneuerung im 19. Jh. | |
| Garbno (Lamgarben), Gmina Korsze                                                                      | Kirche der Mutter Gottes, der Königin von Polen (Matki B. Królowej Polski) (CC)                     | 1. H. 15. Jh.                | Schiff 1824 wiederaufgebaut | |
| Gardeja (Garnsee), Powiat Kwidzyn                                                                     | St.-Josephs-Kirche (CC) D-NO S. 132                                                                 | Turm 1330–1340               | nur Turm original; Schiff modern | |
| Gnojewo (Gnojau) (Gmina Miłoradz)                                                                     | St.-Simon-und-Judas-Kirche (św. Szymona i Judy Tadeusza) (CC), D-NO S. 140                          | 14.–16. Jh.                  | Turm 1853/1854; seit 1945 Halbruine | |
| Gnojewo (Gnojau) (Gmina Miłoradz)                                                                     | Wegekapelle                                                                                         | um 1500                      | | Foto siehe Link                                                                                             |
| Górowo Iławeckie (Landsberg/Ostpr.), Powiat Bartoszyce                                                | Kreuzerhöhungskirche WAR S. 8 (CC)                                                                  | 1367                         | Veränderungen im 17., 19. u. 20. Jh.; heute griechisch-katholisch | |
| Grodziczno (dto.), Powiat Nowe Miasto                                                                 | St.-Peter-und-Pauls-Kirche (CC)                                                                     | um 1500                      | Vorgängerbauten seit 1340 | |
| Grzęda (Sturmhübel), Gmina Bisztynek                                                                  | Nikolaikirche (CC)                                                                                  | 15. Jh.                      | Barock 18. Jh., Westteil 1889 | |
| Gutkowo (Göttkendorf), Stadt Olsztyn                                                                  | Lorenzkirche, (CC) WAR S. 133, D-NO Ø                                                               | 1500 geweiht                 | flachdeckige Saalkirche, übergang von schlichter Gotik zu schlichter Renaissance; Holzturm | |
| Iława (Deutsch Eylau)                                                                                 | Verklärungskirche (CC)                                                                              | 1317–1325                    | Turm 1550, Renaissance | |
| Jelonki (Hirschfeld), Gmina Rychliki                                                                  | Herz-Jesu-Kirche (Serca Pana Jezusa) (CC)                                                           | 14. Jh.                      | Veränderungen Mitte 19. Jh. | |
| Jeziernik (Schönsee), Ostaszewo, Pow. Nowy Dwór Gd.                                                   | Georgskirche (CC)                                                                                   | Mitte 14. Jh.                | hölzerner Turm 17. Jh. | |
| Jeziorany (Seeburg), Powiat Olsztyn                                                                   | Bartholomäuskirche (CC)                                                                             | 2. H. 14. Jh.                | Veränderungen in | |
| Jonkowo (Johnkendorf), Powiat Olsztyn                                                                 | St.-Johann-Baptist- Kirche (CC)                                                                     | 1350–1375 und spätes 16. Jh. | Verlust an mittelalterlicher Substanz durch Veränderungen im 19. Jh. | |
| Kazanice (Kazanitz), Lubawa                                                                           | Jakobuskirche (św. Jakuba Apostola) (CC), D-NO S. 206, WAR S. 64                                    | 1403 geweiht                 | | |
| Kętrzyn (Rastenburg)                                                                                  | Georgskirche (CC)                                                                                   | 14. Jh.                      | | |
| Kętrzyn (Rastenburg)                                                                                  | Johanneskirche (CC), D-NO S. 361, Polnische K.                                                      |                              | Kirchensaal massiv verändert, Turm got. Backstein | |
| Kętrzyn (Rastenburg)                                                                                  | Burg Rastenburg                                                                                     | 1345–1348                    | 1797 abgebrannt, seit 1912 vereinfachter Wiederaufbau als Mehrfamilienhaus | |
| Kiwity (Kiwitten), Powiat Lidzbark                                                                    | Peter-und-Paul-Kirche                                                                               | 2. H. 14. Jh. Turm 15. Jh.   | einschiffig, Rechtecksaal | |
| Kisielice (Freystadt), Powiat Iława                                                                   | Maria-Regina-Mundi-K. (MB Królowej Świata) (CC)                                                     | 14. Jh.                      | Veränderungen im 17. Jh. | |
| Klewki (Klaukendorf), Gmina Purda Powiat Olsztyn                                                      | Valentinskirche (św. Walentego) (CC)                                                                | 1481                         | | |
| Kmiecin (Fürstenau), Nowy Dwór Gd.                                                                    | K. Jadwigi Królowej (Königin Hedwig) (CC) D-NO S. 129                                               | 14. Jh.                      | | |
| Kolno (Groß Cölln), Powiat Olsztyn                                                                    | Epiphaniaskirche (CC)                                                                               | um 1400                      | | |
| Kończewice (Kunzendorf) (Gmina Miłoradz)                                                              | Dorfkirche (CC)                                                                                     | 14./15. Jh.                  | | |
| Kraskowo (Schönfließ) Gmina Korsze                                                                    | Kirche der Gottesmutter von Częstochowa (Matki Boskiej Częstochowskiej) (CC)                        | 15. Jh.                      | | |
| Krzyżanowo (Notzendorf), Gm. Stare Pole, Powiat Malbork                                               | Barbarakirche (CC)                                                                                  | 14./15. Jh.                  | fast ganz aus Backstein | |
| Kuty (Kutten), (Gmina Pozezdrze)                                                                      | St. Maximilian Kolbe                                                                                | 1576–1586                    | 1973/1974 erneuert | |
| Kwidzyn (Marienwerder)                                                                                | Schloss des Domkapitels PL                                                                          | 1344–1355                    | | |
| Kwidzyn (Marienwerder)                                                                                | Domkirche                                                                                           | 1343–1384                    | | |
| Kwietniewo ((Kgl.) Blumenau), Gmina Rychliki                                                          | Kirche der Kreuzerhöhung (CC)                                                                       | 1330–1350, 1536–1541         | Veränderungen im 18. Jh. | |
| Łabędnik (Groß Schwansfeld), Gmina Bartoszyce                                                         | K. Matki Boskiej Zwycięskiej (Muttergottes des Sieges) (CC) D-NO S. 161                             |                              | Veränderungen | |
| Łankiejmy (Langheim), Gmina Korsze                                                                    | Johannes-der-Täufer- Kirche (CC)                                                                    | 14./15. Jh.                  | die Giebel u. Turm aus Backstein; Teile des Turms und Fenster 19. Jh. | |
| Leszcz (Heeselicht), Gmina Dąbrówno                                                                   | St.-Trinitatis-Kirche (CC)                                                                          | 14. Jh.                      | Feldsteinbau mit Fenstern und Kanten aus Backstein; Veränderungen im 18. Jh. | |
| Lichnowy (Groß Lichtenau), Powiat Malbork                                                             | Ursulakirche (CC)                                                                                   | 14./15. Jh.                  | Veränderungen 1894 | |
| Lidzbark Warmiński (Heilsberg)                                                                        | Bischofsburg Heilsberg, D-NO S. 182, WAR S. 88                                                      |                              | einer der frühesten Backsteinbauten des Ermlands | |
| Lidzbark Warmiński (Heilsberg)                                                                        | St.-Peter-und-Pauls-Kirche (CC), D-NO S. 182, WAR S. 88                                             | 1315 – 15. Jh.               | Wiederherstellungen 1497 u. 1698, Hallenkirche, ehem. Stiftskirche | |
| Lidzbark Warmiński (Heilsberg)                                                                        | Wysoka Brama (Hohes Tor) (CC) und Stadtmauern                                                       | 14. Jh.                      | | |
| Lubawa (Löbau), Powiat Iława                                                                          | St.-Marien- und-Annen-Kirche (CC) WAR S. 65                                                         | (1330), 1533–1547            | Veränderungen um 1600 | |
| Lubawa (Löbau), Powiat Iława                                                                          | Burg, WAR S. 65                                                                                     | 14. Jh.                      | nur noch Teile des Sockelgeschosses | |
| Lubomino (Arnsdorf), Pow. Lidzbark, Ermland-Masuren                                                   | K. św. Katarzyny (CC), D-NO S. 12                                                                   | 134ß–1370                    | nach Brand 1807 leicht verändert wiederhergestellt | |
| Lukta (Locken), Powiat Ostróda                                                                        | Kirche U. L. F. von Tschenstochau (CC)                                                              | 1407                         | Turm 19. Jh. | |
| Lwowiec (Löwenstein), Gmina Sępopol                                                                   | Mariä-Schulter-Kirche (CC)                                                                          | 1370–1374                    | Veränderungen 1870 | |
| Malbork (Marienburg)                                                                                  | Marienburg                                                                                          | 1276 bis spätes 14. Jh.      | größter Backsteinbau, der keine Kirche ist; 1309–1455 Hauptsitz des Deutschen Ordens. | |
| Malbork (Marienburg)                                                                                  | St.-Johann-Baptist- Kirche (CC)                                                                     | 1467–1523                    | Hallenkirche mit parallelen Querdächern | |
| Malbork (Marienburg)                                                                                  | Rathaus                                                                                             | 1365–1380                    | | |
| Malbork (Marienburg)                                                                                  | Lateinschule                                                                                        | 1352                         | heute Ruine | |
| Malbork (Marienburg)                                                                                  | Stadtbefestigung                                                                                    | 14. Jh.                      | - Marientor (Brama Mariacka) (CC) (Brama Mariacka) - Töpfertor (Brama Garncarska) (CC) - "Buttermilchturm" (Baszta Maślankowa)                                                                                | |
| Marynowy (Marienau), Gm. Nowy Dwór Gd.                                                                | St.-Annen-Kirche (CC)                                                                               | Mitte 14. Jh.                | Veränderungen 1619 | |
| Mątowy Wielkie (Groß Montau) (Gmina Miłoradz)                                                         | Peter-und- Pauls-Kirche (CC), D-NO S. 159                                                           | um 1340                      | | |
| Miłakowo (Liebstadt), Powiat Ostróda                                                                  | St. Elisabeth u. Adalbert Seite der Pfarrei Miłakowo (CC)                                           | 1320–1350                    | Veränderungen im 19. Jh. | |
| Milejewo (Trunz), Powiat Elbląg                                                                       | St. Stanislaus (CC)                                                                                 | 1380–1389                    | Veränderungen im 1639 u. 1856–1860 | |
| Miłoradz (Mielenz), Powiat Malbork                                                                    | Michaeliskirche (CC)                                                                                | 14./15. Jh.                  | | |
| Mingajny (Migehnen), Orneta, π. Lidzbark                                                              | Lorenzkirche (św. Wawrzyńcaa) (CC),                                                                 | 14. Jh.                      | Veränderungebn im 17. u. 20. Jh. | |
| Młynary (Mühlhausen), Powiat Elbląg                                                                   | Peterskirche(CC)                                                                                    | 14. u. 16. Jh.               | barocke Veränderungen, Schiff seither verputzt | |
| Mołtajny (Molthainen), Gmina Barciany                                                                 | Kirche St. Anna, D-NO S. 302                                                                        | 14. u. 16. Jh.               | Schiff Feldstein, mehrere aufwändige Blendengiebel u. Turm in Backstein | |
| Morąg (Mohrungen) (Powiat Ostróda)                                                                    | Peter-und- Pauls-Kirche (CC)                                                                        | 1305–1312                    | | |
| Narzym (Gmina Iłowo-Osada)                                                                            | St. Johannes der Täufer(CC)                                                                         | 15. Jh.                      | | |
| Nidzica (Neidenburg)                                                                                  | Ordensburg Neidenburg                                                                               | 14. und 15. Jh.              | | |
| Niedźwiedzica (Bärwalde), Stegna, Pow. Nowy Dwór Gd.                                                  | Jakobskirche (Kościół św. Jakuba) (CC)                                                              | Mitte 14. Jh.                | Veränderungen im 19. Jh. | |
| Nowe Kawkowo (Neu Kockendorf), Gmina Jonkowo                                                          | St.-Johannes-Evangelist- Kirche (CC)                                                                | 14. Jh.                      | | |
| Nowe Miasto Lubawskie (Neumark in Westpreußen)                                                        | Basilika St. Thomas Apostel (CC)                                                                    | 1330                         | | |
| Nowe Miasto Lubawskie (Neumark in Westpreußen)                                                        | Baszta brama Lubawska (Löbauer Tor) (CC)                                                            | 14.–16. Jh.                  | | |
| Nowy Staw (Neuteich), Pow. Malbork                                                                    | Kollegiata Św. Mateusza Ap. (Stiftsk. St. Matthäus) (CC) ZAB                                        | 2. V. 14. Jh.                | Brand 1568, Presbyterium 1573–1578 erneuert; Basilika ohne äußeres Strebwerk | |
| Olsztyn (Allenstein)                                                                                  | Schloss des Domkapitels, D-NO S. 2.                                                                 | zweite Hälfte des 14. Jh.    | Ordensburg; im 15. und 16. Jh. zum Schloss umgebaut | |
| Olsztyn (Allenstein)                                                                                  | St.-Jakobi-Kathedrale (CC), D-NO S. 2./3.                                                           | vor 1445                     | spätgotische Hallenkirche | |
| Olsztyn (Allenstein)                                                                                  | Altes Rathaus                                                                                       | 2. Hälfte 14. Jh.            | spätere Veränderungen | |
| Olsztyn (Allenstein)                                                                                  | Hohes Tor                                                                                           | 14. Jh.                      | | |
| Orłowo (Orloff), Gm. Nowy Dwór Gd.                                                                    | St.-Barbara-Kirche (CC)                                                                             | Mitte 14. Jh.                | Holzturm spätes 17. Jh. | |
| Orneta (Wormdit)                                                                                      | Dom St. Johannes (CC)                                                                               | 14. u. 16. Jh.               | | |
| Orneta (Wormdit)                                                                                      | Rathaus (CC)                                                                                        | 14/15. Jh.                   | Veränderungen im 17. und 18. Jh. | |
| Ostaszewo (Schöneberg), Pow. Nowy Dwór Gd.                                                            | Alte Johanniskirche (CC)                                                                            | Mitte 14. Jh.                | spätere Veränderungen; seit dem Zweiten Weltkrieg Ruine | |
| Ostróda Osterode                                                                                      | Dominic-Savio-Kirche (CC)                                                                           | 14. Jh.                      | | |
| Ostrowite, Gm. Biskupiec (Bischofswerder), P. Nowe Miasto Lub.                                        | Jakobuskirche, (CC), WAR S. 110, D-NO S. 329 (6) (Ostrowitt Kreis Löbau)                            | 14. u. 17. Jh.               | spätbarocke Innenausstattung | |
| Paluzy (Plausen), Gmina Bisztynek                                                                     | Mariä-Geburt-Kirche (Narodzenia NMP) (CC)                                                           | 1409 oder 2. H. 14. Jh.      | 1890 vergrößert | |
| Parys (Paaris), Gmina Korsze                                                                          | Kirche der Mutter Gottes der immerwährenden Hilfe (M. B. Nieustającej Pomocy) (CC)                  | 14. Jh.                      | Veränderungen im 17. Jh. | |
| Pasłęk (Preußisch Holland)                                                                            | Bartholomäuskirche (CC)                                                                             | um 1350                      | massive Veränderungen im 18. Jh. | |
| Pasym (Passenheim), Pow. Szcztyno                                                                     | Kościół ewangelicki (evangelische Kirche) (CC) D-NO S. 332 (überholt) ZAB                           | 1465–1505                    | Schiff 4. V. 15. Jh., Turm Anf. 16. Jh.; nach Brand von 1750 v. a. Ostgiebel verändert wiederhergestellt | |
| Pęciszewo (Waltersdorf), Gm. Braniewo                                                                 | Dorfkirche (CC) 451                                                                                 | ab 13. Jh.                   | Feldsteinbau mit Backsteingliederungen, seit 1945 Ruine | |
| Pieniężno (Mehlsack)                                                                                  | Schloss des ermländ. Domkapitels (CC)                                                               | 1414                         | im 17 Jh. barock verändert und verputzt; seit 1945 Ruinen | |
| Pieniężno (Mehlsack)                                                                                  | Rathaus (CC)                                                                                        | 14./15. Jh.                  | im 17. Jh. sehr stark verändert | |
| Pierzchały (Pettelkau), Gmina Płoskinia                                                               | Margarethenkirche (CC)                                                                              | 1330–1341                    | | |
| Piotraszewo (Peterswalde), Gmina Dobre Miasto                                                         | Bartholomäuskirche (CC)                                                                             | 1580                         | | |
| Płoskinia (Plaßwich), Powiat Braniewo                                                                 | Katharinenkirche (CC)                                                                               | 1340–1360                    | barocke Veränderungen im 17. Jh., Turm 1881 | |
| Pluty (Plauten) (Gmina Pieniężno)                                                                     | Lorenzkirche (K. św. Wawrzyńca) (CC)                                                                | 2. H. 14. Jh.                | Veränderungen um 1801 | |
| Pomorska Wieś (Pomehrendorf) Milejewo, P. Elbląg                                                      | Dorfkirche K. Niepokalanego Poczęcia/Serdca (Unbefl. Empfängnis/Herz) (CC) ZAB m. Fotos D-NO S. 342 | 1344–1378                    | Ostgiebel MA Backstein mit Blenden, ansonsten wohl überw. 19. Jh., Fotolink | |
| Postolin (Pestlin), Gmina Sztum, Woi. Pommern                                                         | K. Matki Boskiej Szkaplerznej (Gottesmutter vom Skapulier) (CC), D-NO S. 337                        | Mitte 14. Jh.                | Gewölbe und Turm erst 1867–1869 | |
| Prątnica (Pronikau), Pow. Iława                                                                       | K. św. Katarzyny Katharinenkirche                                                                   | M. 13. Jh.                   | bis Traufenhöhe überw. Feldstein, Chorgiebel Backstein | Foto siehe Link                                                                                             |
| Purda (Groß Purden), Powiat Olsztyn                                                                   | Michaeliskirche (Świętego Krzyża i św. Michała)(CC)                                                 | spätes 16. Jh.               | | |
| Prabuty (Riesenburg)                                                                                  | St. Wojciech (Adalbert) (CC)                                                                        | 14. Jh.                      | | |
| Prabuty (Riesenburg)                                                                                  | Marienkapelle (CC)                                                                                  | 1387–1409                    | „die polnische Kirche“ genannt | |
| Prabuty (Riesenburg)                                                                                  | Schloss der Bischöfe von Pomesanien (CC)                                                            | 2. H. 13. Jh.                | archäologische Reste, daneben neue Rekonstruktion | |
| Prabuty (Riesenburg)                                                                                  | Marienwerdertor (Brama Kwidzyńska) (CC)                                                             | 14. Jh.                      | | |
| Próchnik (Dörbeck), Stadt Elbląg                                                                      | Kościół św. Antoniego (Antoniuskirche) (CC) D-NO S. 111                                             |                              | Backsteinbau mit Chor | |
| Przezmark (Preu(ßi)sch Mark), St. Dzierzgoń, Pw. Sztum                                                | Kirche der Kreuzerhebung (CC), D-NO S. 355, fehlt in POM-Liste                                      | Mitte 14. Jh.                | Veränderungen um 1900 | |
| Przezmark, Elbląg (Elbing), Ermland-Masuren                                                           | Ordensburg (CC)                                                                                     |                              | bis auf einen Turm spärliche Reste | |
| Radostowo (Freudenberg), Gmina Jeziorany                                                              | Georgskirche (CC)                                                                                   | 14./15. Jh.                  | Veränderungen im 19. Jh. | |
| Radziejewo (Sonnwalde) (Gmina Pieniężno)                                                              | Antoniuskirche (CC)                                                                                 | 16. Jh.                      | viele Veränderungen 1716 u. 1840 | |
| Rakowiec (Groß Krebs), Gmina Kwidzyn                                                                  | K. św. Antoniego (Antoniuskirche) (CC) D-NO S. 158                                                  | 14./15. Jh.                  | Veränderungen 1725 u. 1893 | |
| Reszel (Rößel)                                                                                        | Bischöfliches Schloss, WAR S. 79                                                                    | 1350–1401                    | in den Kriegen zwischen dem Orden und dem Preußischen Bund und in der Schwedischen Sintflut stark beschädigt, jeweils anschließend wiederaufgebaut                                                            | |
| Reszel (Rößel)                                                                                        | Peter-und-Pauls-Kirche (CC)                                                                         | 1348–1402                    | Hallenkirche | |
| Reszel (Rößel)                                                                                        | Most Wysoki (Hohe Brücke) und Most Niski (Niedere Brücke) (CC), WAR S. 80                           | 14./15. Jh.                  | | |
| Rogiedle (Regerteln), Gmina Lubomino, Pow. Lidzbark                                                   | K. św. Małgorzaty (Margarethen-K.) (CC) LKWM                                                        | 15. Jh.                      | Änderungen im 17. Jh., neugotisch 1850 u. Südseite Anf. 20. Jh. | |
| Różynka (Rosengarth), Gmina Świątki                                                                   | Matthäuskirche (CC)                                                                                 | 1604–1606                    | Veränderungen im 18. Jh. | |
| Sątoczno (Leunenburg), Gmina Korsze                                                                   | Christkönigskirche (Chrystusa Króla) (CC)                                                           | 14./15. Jh.                  | Veränderungen 1839–1842 | |
| Sampława (dto.), Lubawa                                                                               | Bartholomäuskirche (CC), D-NO Ø, WAR S. 64                                                          | 1330                         | | |
| Sątopy (Santoppen), Gmina Bisztynek                                                                   | Saint Judoc church (św. Jodoka) (CC)                                                                | 14. Jh.                      | Veränderungen im 1884–1886 | |
| Sępopol (Schippenbeil), Powiat Bartoszyce                                                             | Michaeliskirche (CC)                                                                                | 1360–1370 (–1450)            | Veränderungen im 16. Jh. | |
| Sokolica (Falkenau), Gmina Bartoszyce                                                                 | St.-Annen-Kirche (CC)                                                                               | 14. Jh.                      | | |
| Srokowo (Drengfurth), Powiat Kętrzyn                                                                  | Heilig-Kreuz-Kirche (CC)                                                                            | 1409                         | Veränderungen im 17. Jh. | |
| Stara Kościelnica (Alt Münsterberg) (Gmina Miłoradz)                                                  | Georgskirche (CC)                                                                                   | um 1400                      | Veränderungen 1816 | |
| Sułowo (Schulen), Gmina Bisztynek                                                                     | Heilig-Kreuz-Kirche (Św. Krzyża) (CC)                                                               | 1380–1400 u. 1500            | Ostgiebel aus Backstein, übrige Mauern überw. aus Feldstein; Veränderungen im 19. Jh. | |
| Sząbruk (Schönbrück), Gmina Gietrzwałd                                                                | Michaeliskirche (CC)                                                                                | 15. Jh.                      | spätere Veränderungen | |
| Sztum (Stuhm)                                                                                         | Ordensburg (CC)                                                                                     | frühes 14. Jh.               | 1683 und 1945 zerstört | |
| Szymbark (Schönberg), Iława, Pow. Iława                                                               | Zamek w Szymbarku (Burg Schönberg)                                                                  | 14. Jh.                      | 1946 von der Roten Armee niedergebrannt | |
| Susz (Rosenberg), Powiat Iława                                                                        | K. św. Antoniego Pad. Antoniuskirche (CC), D-NO S. 374 (4), WAR S. 67                               | 1340–1350 u. 16.–18. Jh.     | Fassade barock verändert | |
| Tłokowo (Lokau), Gmina Jeziorany                                                                      | Johanniskirche (CC)                                                                                 | 15. Jh.                      | | |
| Tołkiny (Tolksdorf) Gmina Korsze                                                                      | Muttergottes vom Tor der Morgenröte (Matki Bożej Ostrobramskiej) (CC)                               | 14./15. Jh.                  | | |
| Tolkmicko (Tolkemit), Powiat Elbląg                                                                   | K. Św. Jakuba Apost. (Jakobuskirche) (CC)                                                           | 15. Jh.                      | Querhaus 1901/1902 | |
| Trumieje (Groß Tromnau), Gmina Gardeja                                                                | Christus-König-Kirche (CC)                                                                          | 14. Jh.                      | Turm u. Fenster aus Backstein; 1892 Stabilisierung des Turms | |
| Unikowo (Glockstein), Gmina Bisztynek                                                                 | K. św. Jana Chrzciciela (Johannis d. Täufers) (CC), D-NO S. 137                                     | 15. Jh.                      | | |
| Wilczęta (Deutschendorf), Powiat Braniewo                                                             | Verklärungskirche (Przemienienia Pańskiego) (CC)                                                    | 1330–1350                    | Veränderungen im 1665 u. 1718; vorgebauter niedriger Holzturm | |
| Winda (Wenden), Gmina Barciany                                                                        | Kościół Matki Bożej Nieustającej Pomocy (Mariähilfkirche) (CC)                                      | 15. Jh.                      | Veränderungen im 19. c. | |
| Wozławki (Wuslack), Gmina Bisztynek                                                                   | Antoniuskirche                                                                                      | 1370–1380                    | | |
| Wrzesina (Alt Schöneberg), Gmina Jonkowo                                                              | Maria-Magdalenen- Kirche (CC)                                                                       | um 1500                      | spätere Veränderungen | |
| Zalewo (Saalfeld), Powiat Iława                                                                       | Johanniskirche (CC)                                                                                 | 14. Jh.                      | | |
| Żelazna Góra (Eisenberg) Gmina Braniewo                                                               | Kirche der Heiligen Familie (Kościół Św. Rodziny) (CC)                                              | 1. H. 16. Jh.                | | |
| - Glockenturm (Wieża dzwonna) - Kopernikusturm (Wieża Mikołaja Kopernika) - Westtor (Brama Zachodnia) | |                              | | |

## Masowien

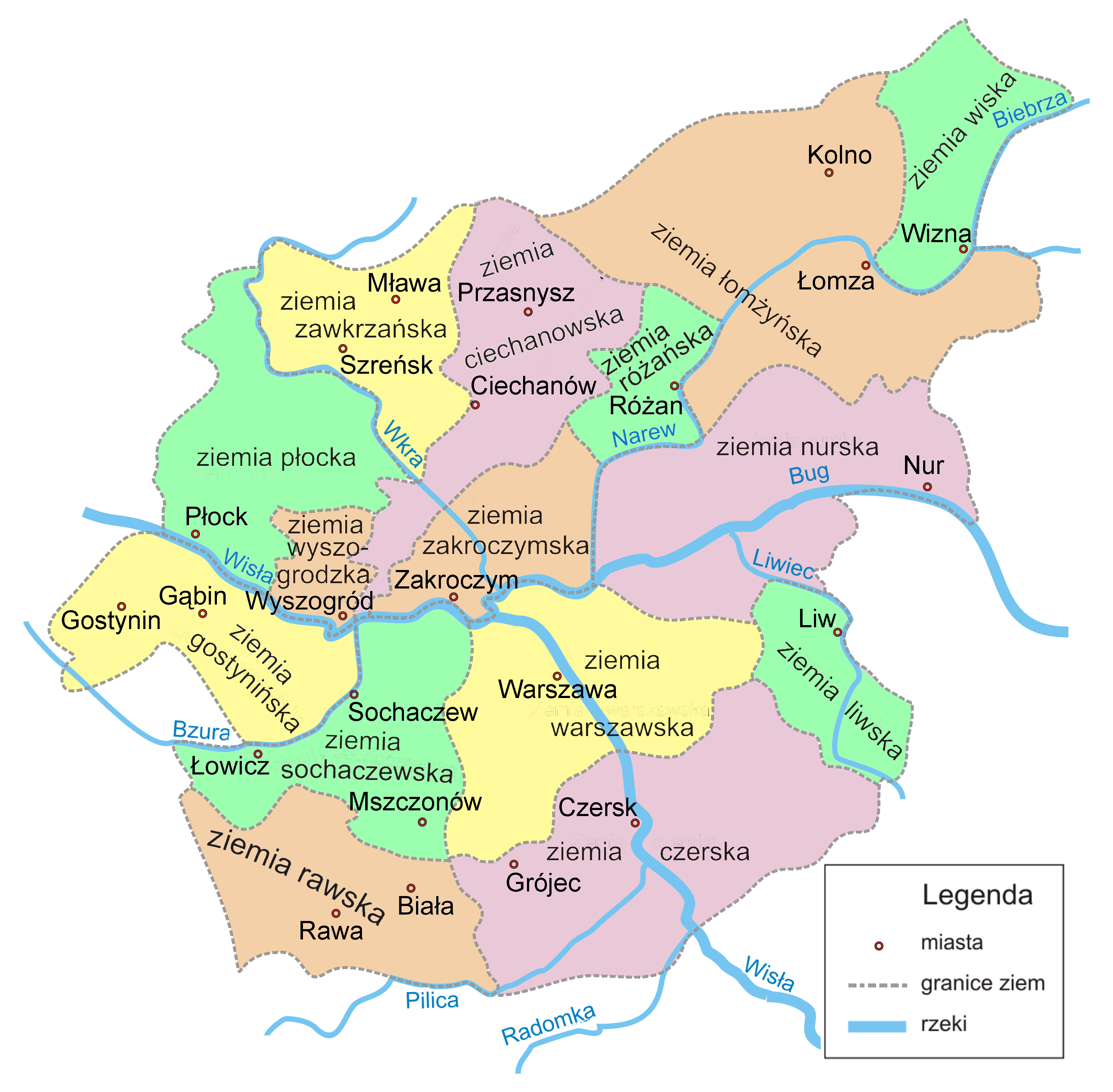
Masowien vom Mittelalter bis 1793

(Anzahl der Gebäude und Gebäudegruppen: 62)
Hintergrundinformation:
- MAZ-WAR = Denkmalliste für Warschau: Narodowy Instytut Dziedzistwa – MAZ-WAR-rej.pdf
- MAZ-woj = Denkmalliste der Woiwodschaft Masowien: Narodowy Instytut Dziedzistwa – MAZ-woj.-rej.pdf
- PDL = Denkmalliste der Woiwodschaft Podlachien: Narodowy Instytut Dziedzistwa – PDL-rej.pdf

| Ort                                                         | Bauwerk                                                                                        | Bauzeit                  | Anmerkungen | Foto                               |
| ----------------------------------------------------------- | ---------------------------------------------------------------------------------------------- | ------------------------ | --- | ---------------------------------- |
| Andrzejewo, Powiat Ostrów Mazowiecka                        | Kościół św. Bartłomieja (Bartholomäuskirche) (CC)                                              | 15./16. Jh.              | |                                    |
| Bielawy, Powiat Łowicz                                      | K. Nawiedzenia NMP (Kirche Mariä Heimsuchung) (CC)                                             | 1403, 1531               | gegründet von Wojciech Bielawski; 1929/1930 intensiv restauriert |                                    |
| Bożewo, Gm. Mochowo, Pow. Sierpc                            | Kościół św. Andrzeja (Andreaskirche)(CC)                                                       | Pfarrei 1453             | 1630 südl. Kapellenanbau |                                    |
| Brochów, Pow. Sochaczew                                     | Wehrkirche St. Rochus u. Johannes (CC) ZAB (EN)                                                | 1551–1561, 1596          | Übergang von der Gotik zur Renaissance, 3 Schiffe, 3 Türme |                                    |
| Ciechanów                                                   | Burg der Herzöge von Masowien (CC) ZAB (EN)                                                    | 13.–15. Jh.              | In der Schwedischen Sintflut zerstört, heute Ruinen |                                    |
| Ciechanów                                                   | Kościół Narodzenia NMP (Mariae-Geburt-K.) (CC)                                                 | frühes 16. Jh.           | spätgot. Pseudobasilika, beim Wiederaufbau nach der Schwedischen Sintflut abgewandelt |                                    |
| Czernice Borowe, Pow. Przasnysz                             | Kościół św Achacjusza (Achatiuskirche) (CC)                                                    | Anf. 16. Jh.             | |                                    |
| Czersk, Powiat Piaseczno, Masowien                          | Residenz der Herzöge von Masowien (CC) ZAB                                                     | 1388–1410                | In der Schwedischen Sintflut zerstört, seither Ruinen |                                    |
| Czerwińsk nad Wisłą, Powiat Płońsk                          | Abteikirche (CC)                                                                               | 12. Jh.                  | Urspr. romanisch, Fassade im 15. Jh. gotisch umgestaltet |                                    |
| Czerwińsk nad Wisłą, Powiat Płońsk                          | Tor des Abtes Kula (CC)                                                                        | 1457                     | |                                    |
| Dziektarzewo, Gm. Baboszewo, Pow. Płońsk                    | K. św. Katarzyny (Katharinenkirche) (CC)                                                       | 15. Jh.                  | Änderungen im 18. u. 19. Jh. |                                    |
| Dzierzgowo, Powiat Mława                                    | Kirche Mariä Himmelfahrt (CC)                                                                  | 16. Jh.                  | Turm 19. Jh. neugotisch |                                    |
| Giżyce, Gmina Sochaczew                                     | St.-Peter-und-Paul-Kirche (CC)                                                                 | 1439                     | |                                    |
| Gołymin-Ośrodek, Powiat Ciechanów                           | St.-Johann-Baptist-Kirche (CC)                                                                 | 15./16. Jh.              | Veränderungen im 19. Jh. |                                    |
| Grójec                                                      | K. św. Mikołaja Biskupa (St.-Nikolaus-Kirche) (CC)                                             | 1398 u. 1520–1530        | schon mehr Elemente der Renaissance als der Gotik |                                    |
| Kleczkowo, Gmina Troszyn, Pow. Ostrołęka                    | Kościół św. Wawrzyńca Lorenzkirche (CC)                                                        | 16. Jh.                  | |                                    |
| Kozłów Biskupi, Gm. Nowa Sucha, Pow. Sochaczew              | Herz-Jesu-Kirche (CC)                                                                          | 1443                     | | Foto siehe Link                    |
| Kozłów Szlachtecki, Gm. Nowa Sucha, Pow. Sochaczew          | Kościół św. Mikołaja (Nikolauskirche) (CC)                                                     | 1470                     | Änderungen im 19. Jh. und 1915–1920 |                                    |
| Krajkowo, Gm. Drobin, Pow. Płock                            | K. Świętej Trójcy                                                                              | 1. H. 16. Jh.            | | Fehlt in WM Commons                |
| Krzynowłoga Mała, Pow. Przasnysz                            | Kościół św. Dominika (CC)                                                                      | 15./16. Jh.              | Fenster außen rundbogig, aber in der Glasebene spitz, Turm 17. Jh. |                                    |
| Krysk, Gm. Naruszewo, Powiat Płonsk(i)                      | Kościół św. Floriana (CC)                                                                      | 1481                     | Westfassade später stark erneuert |                                    |
| Łęg Probostwo, Gmina Drobin, Powiat Płock                   | Kościół św. Katarzyny (Katharinenkirche) (CC)                                                  | 1409 u. 16. Jh.          | |                                    |
| Lipno, Gmina Przysucha                                      | Mariä-Himmelfahrts-Kirche (CC)                                                                 | 1388                     | |                                    |
| Liw, Powiat Węgrów                                          | Burg der Herzöge von Masowien (CC)                                                             | vor 1429                 | in der Schwedischen Sintflut zerstört, heute Ruinen |                                    |
| Łomża, Woi. Podlachien                                      | Kathedrale (CC), PDL S. 41                                                                     | 1504–1525                | nach Zerstörung in der Schwedischen Sintflut in einem Gemisch aus Gotik und Frühbarock wiederaufgebaut, Backsteinrippen der gotischen Stern- und Netzgewölbe des Mittelschiffs erhalten                         |                                    |
| Łowicz                                                      | Heiliggeistkirche (Kościół Świętego Ducha) (CC) NAB                                            | 1404                     | Veränderungen im 17. und 19. Jh. |                                    |
| Łowicz                                                      | Zamek (Burg)                                                                                   | 14./16. Jh.              | Bodendenkmal mit wenigen Mauerresten | Fotos siehe Link                   |
| Maków Mazowiecki                                            | Kościół Bożego Ciała (Kirche Hl. Leichnam – oder St. Joseph) (CC)                              | 1490–1511                | Veränderungen im 18. Jh. |                                    |
| Malużyn, Gm. Glinojeck, Powiat Ciechanów                    | K. św. Wojciecha lub Zwiastowania NMP (St. Adalbert u. Mariä Verkündigung) (CC)                | 1. H. 16. Jh.            | Backsteinchor (eher Renaissance) mit Spitzbogen zum hölzernen Schiff |                                    |
| Miastków Kościelny, Pow. Garwolin                           | K. Nawiedzenia NMP (Mariä Heimsuchung) (CC)                                                    | 1424                     | Westfassade neugotisch |                                    |
| Nowe Miasto nad Pilicą, Powiat Płońsk                       | Kościół św. Trójcy (Dreifaltigkeitskirche) (CC)                                                | Ende 14. Jh.             | nach Zerstörung von 1655 wiederaufgebaut |                                    |
| Pawłowo Kościelne, Czernice Borowe, Pow. Przysnasz          | K. św. Antoniego Padewskiego (Antonius von Padua)                                              | 16. Jh.                  | | Foto siehe Google Streetview       |
| Piaseczno, Agglomeration Warschau                           | St.-Matthäus-und-Anna-Kirche (CC) MAZ-woj S. 93 (2)                                            | 16./17. Jh.              | \| sehr späte Gotik \| | \| sehr späte Gotik \|             |
| Płock                                                       | Burg der Herzöge von Masowien (CC)                                                             | 14. Jh.                  | |                                    |
| Płock                                                       | Türme der Kathedrale von Płock                                                                 | 13./14. Jh.              | urspr. romanische Kathedrale, mehrfach umgebaut |                                    |
| Płońsk,                                                     | K. św. Michała Archanioła (Erzengel-Michael-K.)                                                | 16. Jh.                  | im 17. Jh. bei der Schwedischen Sintflut zerstört u. im 18. wiederhergestellt | kein geeignetes Foto in WM Commons |
| Przasnysz                                                   | St.-Jacob-und-Anna-Kirche (CC), MAZ-woj S. 127 (3)                                             | 1588–1618                | Teil des Bernhardinerklosters, jüngste gotische Kirche Polens |                                    |
| Przasnysz                                                   | Mariä-Himmelfahrts-Kirche (CC), MAZ-woj S. 127 (1)                                             | 1471–1485                | |                                    |
| Pułtusk                                                     | Rathausturm (CC)                                                                               | 15.–16. Jh.              | mehrere Bauphasen |                                    |
| Pułtusk                                                     | Kolegiata pw. Zwiastowania NMP (Verkündigung Mariens)                                          | gotisch 1449             | Umgestaltung zur Renaissance: Mittelschiff prächtig kassettiertes Tonnengewölbe, in den Seitenschiffen got. Gewölbe mit sichtb. Backsteinrippen erhalten, außen bis auf ein Stück Renaissancemauerwerk verputzt |                                    |
| Pułtusk                                                     | Stadtmauer (CC)                                                                                | seit 1508                | mehrere Bauphasen |                                    |
| Rawa Mazowiecka                                             | Burg der Herzöge von Masowien (CC)                                                             | 14. Jh.                  | In der Schwedischen Sintflut zerstört, heute Ruinen |                                    |
| Rosochate Kościelne, Czyżew, P. Wysokie Maz., W. Podlachien | Kościół św. Doroty /St. Dorothea ZAB (CC)                                                      | 1527–1546                | gotische Giebelgestaltung u. urspr. Netzgewölbe, aber Rundbogenfenster u. -portal |                                    |
| Różan, Pow. Maków                                           | Kościół św. Anny (St. Annen-Kirche) (CC)                                                       | Backstein M. 16. Jh.     | Hallenkirche |                                    |
| Sierpc                                                      | K. św. Wita, Modesta i Krescencji(St. Vitus, Modestus u. Crescentius) (CC)                     | 1449                     | Nur Turm aus Backstein |                                    |
| Sierpc                                                      | K.szpitalny pw. Świętego Ducha (Spital-K. zum Hl. Geist) ZAB (CC)                              | 1493                     | Umbau 1597 |                                    |
| Sierpc                                                      | K. Wniebowzięcia NMP (Mariä Himmelfahrt) (CC)                                                  | M. 14. Jh.               | Grabkapelle 1566 angebaut |                                    |
| Sierzchowy, Gm. Cielądz, P. Rawa, W. Łódź                   | K. Przemienienia Pańskiego (Verklärung des Herrn)                                              | 1. H. 16. Jh.            | | Fotos siehe Link                   |
| Sobota, Gmina Bielawy, Powiat Łowicz                        | K. św. Apostołów Piotra i Pawła (Peter-und-Pauls-Kirche) (CC)                                  | 1518                     | |                                    |
| Szczepankowo, Powiat Łomża, Woi. Podlachien                 | K. św. Wojciecha Biskupa i M. (St. Adalbaert (von Prag)) (CC) ZAB                              | 1537–1547                | |                                    |
| Szreńsk, Pow. Mława                                         | K. św. Wojciecha i Niepokalanego Poczęcia NMP (St. Adalbert u. d. Unbefl. Empfängnis) (CC) ZAB | 1531                     | |                                    |
| Tarchomin, Warschau-Białołęka                               | Kościół św. Jakuba (Kirche St. Jakob) (CC)                                                     | 1518                     | |                                    |
| Tarczyn,                                                    | Kościół św. Mikołaja (Kirche St. Michael) (CC) ZAB                                             | 15. Jh.                  | |                                    |
| Warschau (Warszawa)                                         | Johanneskathedrale                                                                             | 14. Jh.                  | nach dem Warschauer Aufstand vollständig von der deutschen Wehrmacht zerstört, wiederaufgebaut 1947–1957 in masowischer Gotik, deutliche Abweichungen von Vorkriegszustand                                      |                                    |
| Warschau (Warszawa)                                         | Kościół św. Anny (Annenkirche)                                                                 | v. a. ab 1507            | Bernhardiner- = Franziskanerkirche; später stark barockisiert |                                    |
| Warschau (Warszawa)                                         | K. Nawiedzenia NMP (Mariä-Empfängnis-K.)                                                       | 1410–1411                | Im Zweiten Weltkrieg durch deutsche Artillerie vollständig zerstört, wiederaufgebaut 1947–1966 |                                    |
| Warschau (Warszawa)                                         | Barbakan (CC)                                                                                  | 1548                     | wiederaufgebaut 1952–1954 |                                    |
| Warschau (Warszawa)                                         | Brückentor bzw. Alter Pulverturm (CC)                                                          | 1584, Zutaten im 18. Jh. | Gotik-Renaissance |                                    |
| Wąsosz, P. Grajewski, Woi. Podlasien                        | Przemienienia Pańskiego (Verklärung des Herrn) (CC)                                            | 1508–1534                | Pseudobasilika |                                    |
| Wizna, Powiat Łomża, Woi. Podlasien                         | K. św. Jana Chrzciciela (Kirche Johannis des Täufers) (CC) ZAB                                 | 1. V. 16. Jh.            | |                                    |
| Wyszogród (Powiat Płock)                                    | Kirche Mariä zu den Engeln (CC)                                                                | frühes 15. Jh.           | heutiges Gebäude überw. 17. Jh. |                                    |
| Zakroczym, Pow. Nowy Dwór Mazowiecki                        | K. Świętego Krzyża (Heiligkreuzkirche) (CC) ZAB                                                | 1. H. 16. Jh.            | Umbauten im 17. Jh., seitliche Blenden des Westgiebels noch gotisch |                                    |
| sehr späte Gotik                                            |                                                                                                |                          | |                                    |

## Zentralpolen
(Anzahl der Gebäude und Gebäudegruppen: 20)
| Ort                                                            | Bauwerk                                                                                         | Bauzeit                | Anmerkungen | Foto                                |
| -------------------------------------------------------------- | ----------------------------------------------------------------------------------------------- | ---------------------- | --- | ----------------------------------- |
| Będków, Pw. Tomaszów Mazowiecki                                | Kościół Narodzenia NMP. (Mariä-Geburt-K.) (CC)                                                  | 1462                   | |                                     |
| Bolesławiec, Pow. Wieruszów                                    | Burgruine Podbolesławiec (CC) D-NO S. 44                                                        | ab 1266                | Turm spätgotisch                                                                                                 |                                     |
| Bratoszewice, Gmina Stryków, P. Zgierz, W. Łódź                | ościół św. Augustyna (St.-Augustinus-Kirche)(CC)                                                | Ende 15. Jh.           | 1898–1901 massiv erneuert                                                                                        |                                     |
| Domaniew, Dalików, Powiat Poddębice, Woi. Łódź                 | St.-Florian-Kirche (CC)                                                                         | 16. Jh.                | |                                     |
| Kalinowa, Błaszki, Powiat Sieradz, Woi. Łódź                   | St. Mary Magdalene (CC)                                                                         | 1465/1466              | \| massive barocke Veränderungen \|                                                                              | \| massive barocke Veränderungen \| |
| Łask, Pow. Łask, Woi. Łódź                                     | K. Niepokalanego Poczęcia NMP i Michała Arch. (Unbefl. Empfängnis u. Erzengel Michael) (CC) ZAB | 1518–1525              | Gotik und Renaissance, überw. verputzt; Stiftskirche                                                             |                                     |
| Łęczyca, Woi. Łódź                                             | Königsschloss (CC)                                                                              | 1357–1370              | im 19. Jh. weitgehend abgetragen, nach 1964 erhebliche Rekonstruktionen                                          |                                     |
| Oporów, Powiat Kutno, Woi. Łódź                                | Bischofsschloss (CC)                                                                            | 1434–1449              | erbaut für Władysław Oporowski, Bischof von Kujawien und Erzbischof von Gnesen                                   |                                     |
| Orłów, Gmina Bedlno Woi. Łódź                                  | Fronleichnamskirche(CC)                                                                         | 1430                   | |                                     |
| Piotrków Trybunalski, Woi. Łódź                                | Königsschloss (CC)                                                                              | 1512–1519              | Gotik-Renaissance                                                                                                |                                     |
| Piotrków Trybunalski, Woi. Łódź                                | K. św. Jakuba Apostoła (Jakobikirche)(CC)                                                       | 14.–15. Jh.            | sichtbarer Backstein: Turm und Ostgiebel; Pseudobasilika                                                         |                                     |
| Pszczonów, Maków, Pw. Skierniewice, Woi. Łódź                  | Dorotheen-und- Allerheiligenkirche (CC)                                                         | 16.–19. Jh.            | Gotik, Renaissance, Neugotik                                                                                     |                                     |
| Sieradz, Woi. Łódź                                             | Stiftskirche (CC)                                                                               | 1370                   | im 17. Jh. barock wiederaufgebaut, Pseudobasilika.                                                               |                                     |
| Sieradz, Woi. Łódź                                             | Kościół św. Stanisława (St.-Stanislaus-Kirche) (CC)                                             | um 1380                | barocke Veränderungen im 18. Jh.; gotisches Portal erhalten                                                      |                                     |
| Sulejów, Powiat Piotrków, Woi. Łódź                            | Kapitelhaus der Abtei Sulejów (CC)                                                              | M. 13. Jh.             | |                                     |
| Szadek, Powiat Zduńskowolski, Woi. Łódź                        | Mariä-Himmelfahrts- und Jakobskirche (CC)                                                       | 1333–1335              | Mitte 16. Jh. wiederaufgebaut und 1868 u. 1905 restauriert                                                       |                                     |
| Tum, Gmina Góra Świętej Małgorzaty, Powiat Łęczycki, Woi. Łódź | Stiftskirche (CC) LDZ S. 18                                                                     | Backstein 15. Jh.      | roman. Granitbau; nach Brand Wiederherstellung mit gotischen Backsteingewölben; weitere Veränderungen im 18. Jh. |                                     |
| Uniejów, Powiat Poddębice, Woi. Łódź                           | Erzbischöfliches Schloss (CC)                                                                   | 1360–1365 u. seit 1525 | hölzern Vorgängerbau zerstört 1331, erster Backsteinbau 1525 abgebrannt                                          |                                     |
| Uniejów, Powiat Poddębice, Woi. Łódź                           | Kolegiata (Stiftskirche) Wniebowzięcia NMP (Mariä-Himmelfahrt) (CC)                             | Mitte 14. Jh.          | |                                     |
| Wieluń, Woi. Łódź                                              | Krakauer Tor (Brama Krakowska) (CC)                                                             | 14. Jh.                | nur obere Etage aus Backstein; im 19. Jh. zum Rathausturm umgebaut                                               |                                     |
| massive barocke Veränderungen                                  |                                                                                                 |                        | |                                     |

## Großpolen und Kujawien
(Anzahl der Gebäude und Gebäudegruppen: 134)
Hintergrundinformationen:
- WLK = Denkmalliste für die Woiwodschaft Großpolen: Narodowy Instytut Dziedzistwa – WLK-rej.pdf
- LDZ = Denkmalliste für die Woiwodschaft Łódź: Narodowy Instytut Dziedzistwa – LDZ-rej.pdf
- KUJ = Denkmalliste für die Woiwodschaft Kujawien-Pommern: Narodowy Instytut Dziedzistwa – KUJ-rej.pdf
- LBS = Denkmalliste für die Woiwodschaft Lebus: Narodowy Instytut Dziedzistwa – LBS-rej.pdf
- [R-WLK] = Denkmalportal der Woiwodschaft Großpolen: regionwielkopolska.pl/katalog-obiektow
- D-NO = Georg Dehio, Handbuch der deutschen Kunstdenkmäler – Deutschland Nordost (1906), siehe Einzellinks

| Ort                                                                     | Bauwerk                                                                                      | Bauzeit                                                                                               | Anmerkungen | Foto                               |
| ----------------------------------------------------------------------- | -------------------------------------------------------------------------------------------- | --- | --- | ---------------------------------- |
| Bądkowo, Pow. Aleksandrów, Kujawien-Pommern                             | Kościół św. Mateusza (Matthäuskirche) (CC)                                                   | ab 1312                                                                                               | spätere Anbauten 1917–1920 wieder entfernt |                                    |
| Bledzew (Blesen), Pow. Międzyrzecz, Woi. Lebus                          | Kościół św. Katarzyny (Katharinenkirche) (CC) D-NO S. 42                                     | | 1880 nach Westen verlängert u. andere Veränderungen |                                    |
| Borysławice Zamkowe, Gmina Grzegorzew, P. Koło, W. Großpolen            | Schloss (CC)                                                                                 | um 1425                                                                                               | erbaut für einen Kanzler der polnischen Krone; Ruine seit Zerstörung 1656 in der Schwedischen Sintflut                                                                           |                                    |
| Brześć Kujawski, Kujawien-Pommern                                       | K. św. Stanisława B. M. (St.-Stanislaus-Kirche) (CC) ZAB                                     | nach 1332, 15. Jh.                                                                                    | Hallenkirche, 1710 barock wiederaufgebaut, Neugotik im frühen 19. Jh. u. 1908–1909. nur Teile der Außenwände noch original                                                       |                                    |
| Brudzew, Powiat Turek, Woi. Großpolen                                   | Kościół św. Mikołaja (Nicolaikirche)(CC)                                                     | 1455                                                                                                  | barocke Veränderungen |                                    |
| Bydgoszcz (Bromberg) Kujawien-Pommern                                   | Bernhardinerkirche (CC)                                                                      | 1552–1557                                                                                             | spätgotisch, einschiffig |                                    |
| Bydgoszcz (Bromberg) Kujawien-Pommern                                   | Kathedrale St. Martin und St. Nikolaus (CC)                                                  | 1425–1502                                                                                             | spätgotische Hallenkirche. |                                    |
| Bydgoszcz (Bromberg) Kujawien-Pommern                                   | Weißer Speicher (Biały Spichlerz) (CC)                                                       | 15. Jh.                                                                                               | oberirdisch aus Fachwerk, Untergeschoss mit gotischen Gewölben |                                    |
| Bytyń, Gm. Kaźmierz Pow. Szamotuły, Woi. Großpolen                      | K. Niepokalanego Poczęcia NMP (Unbefl. Empfängnis M.) (CC) D-NO S. 76                        | 1534                                                                                                  | Veränderungen 1608 |                                    |
| Ceradz Kościelny, Tarnowo Podgórne, Pow. Poznań, Woi. Großpolen         | St.-Stanisłaus-Kirche (CC), D-NO S. 76                                                       | 1. H. 16. Jh.                                                                                         | Presbyterium 1550–1575, Westteil 1713 |                                    |
| Cerekwica, Gmina Żnin Kujawien-Pommern                                  | Nikolaikirche (CC)                                                                           | 13./14./15. Jh. (?)                                                                                   | bedeutendes gotisches Portal; massive Veränderungen 1850 |                                    |
| Chociszewo, Gmina Trzciel, Woi. Lebus                                   | Kirche der Geburt Johannis des Täufers(CC)                                                   | 14./15. Jh.                                                                                           | Glocke von 1500 |                                    |
| ehem. Dorf Chojnica, Gmina Suchy Las, Pow. Poznań, Woi. Großpolen       | K. św. Jana Chrzciciela (Johannis d. Täufers), (CC) D-NO S. 78                               | 1531                                                                                                  | Ruine seit 19. Jh. |                                    |
| Czarnków, Woi. Großpolen                                                | K. Św. Marii Magdaleny Maria-Magdalenen-K. (CC) D-NO S. 80 ZAB                               | geweiht 1586                                                                                          | Gotik u. Renaissance, Schiff verputzt |                                    |
| Dębno, Gm. Nowe Miasto nad Wartą                                        | Mariä-Himmelfahrts- Kirche (CC), D-NO S. 103                                                 | 1447                                                                                                  | |                                    |
| Dębowa Łęka (Geyersdorf), Wschowa, Woi. Lebus                           | St.-Hedwigs-Kirche (CC)                                                                      | 15. Jh.                                                                                               | |                                    |
| Dolsk, Pow. Śrem                                                        | K. Michała Archanioła (Erzengel Michael)(CC) D-NO S. 110                                     | spätgot.                                                                                              | Hallenkirche |                                    |
| Duszniki, Pow. Szamotuły, Woi. Großpolen                                | Kościół Św. Marcina (Martinskirche) (CC) D-NO S. 112 ZAB                                     | spätgot.                                                                                              | zweischiffige Pseudobasilika |                                    |
| Gębice, Gmina Mogilno, Kujawien-Pommern                                 | Kościół św. Mateusza (Matthäuskirche) (CC), D-NO S. 133                                      | 15./16. Jh.                                                                                           | Veränderungen 1768–1772 zum Barock, 1862–1874 wieder zu Gotik |                                    |
| Głuszyna, Stadt Poznań (Posen), Woi. Großpolen                          | K. św. Jakuba Większego Jakobuskirche (CC) D-NO S. 138                                       | um 1300                                                                                               | frühgotisch |                                    |
| Gniewkowo, Powiat Inowrocław, Kujawien-Pommern                          | St.-Nicolai-und- Constantina-Kirche (CC)                                                     | 14. Jh.                                                                                               | Veränderungen um 1871 |                                    |
| Gniezno (Gnesen), Woi. Großpolen                                        | Kathedrale                                                                                   | 1342–1415, Nordturm 1512                                                                              | im 18. Jh. barock-klassizistisch wiederaufgebaut, nach dem Zweiten Weltkrieg in angenommenen gotischen Formen restauriert                                                        |                                    |
| Gniezno (Gnesen), Woi. Großpolen                                        | St.-Marien- und-Antonius-Kirche, D-NO S. 139 unt.(CC)                                        | 2. H. 13. Jh.                                                                                         | nur noch Turm aus sichtbarem Backstein; Franziskanerkirche |                                    |
| Gniezno (Gnesen), Woi. Großpolen                                        | St.-Johann- Baptist-Kirche                                                                   | Mitte 14. Jh.                                                                                         | mittelalterliche Teile größtenteils im 18./19. Jh. ersetzt |                                    |
| Gniezno (Gnesen), Woi. Großpolen                                        | St.-Lorenz-Kirche (CC)                                                                       | 15. Jh.                                                                                               | Schiff heute barock, Pseudobasilika |                                    |
| Gniezno (Gnesen), Woi. Großpolen                                        | St.-Michael-Kirche (CC)                                                                      | Hallenkirche, mittelalterliche Teile überw. 1815 und später ersetzt, heute Gesamtcharakter neugotisch | Hallenkirche, mittelalterliche Teile überw. 1815 und später ersetzt, heute Gesamtcharakter neugotisch                                                                            |                                    |
| Gniezno (Gnesen), Woi. Großpolen                                        | Dreifaltigkeitskirche (CC)                                                                   | 1420–1430                                                                                             | nach 1613 barock wiederaufgebaut |                                    |
| Gołańcz. Pow. Wągrowiec, Woi. Großpolen                                 | Zamek/Schloss Gołańcz (CC) D-NO S. 141                                                       | spätgot.                                                                                              | Anf. 17. Jh. verändert, 1656 zerstört |                                    |
| Góra, Stadt Żnin Kujawien-Pommern                                       | Kościół św. Marcina (Martinskirche) (CC)                                                     | 13./15. Jh.                                                                                           | Frühgot. Schiff, spätgot. Turm, 1904 Verlängerung nach Osten mit Ersatz des Chors u. a. Veränderungen                                                                            |                                    |
| Goscikowo (ehem. Paradyż) Gm. Świebodzin, Woiwodschaft Lebus            | Klosterkirche (CC) ZAB                                                                       | Ende 13. Jh.                                                                                          | äußerlich im 18. Jh. barockisiert und verputzt, innen gotisches Gewölbe mit backsteinsichtigen Rippen; Tochterkloster von Kamp                                                   |                                    |
| Gosławice, Powiat Konin, Woi. Großpolen                                 | Burg Gosławice (CC)                                                                          | 1414–1420                                                                                             | nur Umfassungsmauer zeigt noch Backstein |                                    |
| Gosławice, Powiat Konin, Woi. Großpolen                                 | Św. Andrzeja (CC)                                                                            | 1444 geweiht                                                                                          | kreuzförmige Einstützenhalle |                                    |
| Gostyń, Woi. Großpolen                                                  | Margarethenkirche (CC) (Kościół św. Małgorzaty)                                              | 14. Jh.                                                                                               | |                                    |
| Grabie, Gm. Aleksandrów Kuj., Kujawien-Pommern                          | St. Wenzel (CC) (Kościół św. Wacława)                                                        | 1320, 1597                                                                                            | Veränderungen in 2. H. 16. Jh. |                                    |
| Inowrocław, Kujawien-Pommern                                            | Kościół św. Mikołaja (Nicolaikirche) (CC)                                                    | 15. Jh.                                                                                               | massive barocke Veränderungen |                                    |
| Izbica Kujawska (Powiat Włocławek, Kujawien-Pommern)                    | Mariä-Himmelfahrts- Kirche (CC)                                                              | 15. Jh.                                                                                               | Veränderungen im frühen 20. Jh. |                                    |
| Jarocin, Woi. Großpolen                                                 | Kościół Ducha Świętego (Heiliggeistkirche) (CC)                                              | 1516                                                                                                  | Ruinen seit 1856 |                                    |
| Jaszkowo, Powiat Śrem, Woi. Großpolen                                   | Kościół św. Barbary (St.-Barbara-Kirche) (CC)                                                | 15. Jh.                                                                                               | |                                    |
| Jędrzychowice (Heyersdorf), Szlichtyngowa, Powiat Wschowski, Woi. Lebus | Kościół fil. św. Jana (Filial-K. St. Johannis) (CC)                                          | | spätere Vergrößerungen |                                    |
| Kalisz, Woi. Großpolen                                                  | St.-Nikolaus- Kathedrale (CC)                                                                | Mitte 13. Jh.                                                                                         | zahlr. barocke u. neugotische Veränderungen, von außen Basilika, von innen Hallenkirche                                                                                          |                                    |
| Kalisz, Woi. Großpolen                                                  | K. św. Stanisława (St.-Stanislaus-Kirche) (CC)                                               | 14. Jh.                                                                                               | Veränderungen 1537/1539 bis 1599–1632. |                                    |
| Kalisz, Woi. Großpolen                                                  | Stadtmauer                                                                                   | 14. Jh.                                                                                               | |                                    |
| Kamionna, Gmina Międzychód, Woi. Großpolen                              | Marienkirche (CC)                                                                            | 1499                                                                                                  | |                                    |
| Kazimierz Biskupi, Powiat Konin, Woi. Großpolen                         | Kościół św. Marcina (Martinskirche) (CC)                                                     | Stein 12. Jh., Backstein um 1512                                                                      | barocke Veränderungen |                                    |
| Kaźmierz, Powiat Szamotulski, Woi. Großpolen                            | Marienkirche (CC), D-NO S. 206                                                               | 1494                                                                                                  | |                                    |
| Kleczew, Powiat Konin, Woi. Großpolen                                   | Andreaskirche (CC)                                                                           | 14. u. 15. od. 16. Jh.                                                                                | |                                    |
| Kobylin, Powiat Krotoszyński, Woi. Großpolen                            | St.-Stanislaus-Kirche (CC)                                                                   | geweiht 1518                                                                                          | |                                    |
| Koło, Woi. Großpolen                                                    | Kirche der Kreuzerhöhung (CC)                                                                | 14.–15. Jh.                                                                                           | Hallenkirche |                                    |
| Koło, Woi. Großpolen                                                    | Königsschloss (CC)                                                                           | vor 1362                                                                                              | in der Schwedischen Sintflut zerstört |                                    |
| Konin, Woi. Großpolen                                                   | Bartholomäuskirche (CC)                                                                      | 14. Jh.                                                                                               | Renaissance-Veränderungen. |                                    |
| Kórnik, Pow. Posen, Woi. Großpolen                                      | K Wszystkich Świętych (Allerheiligenkirche) (CC) ZAB (knapp)                                 | 1437                                                                                                  | Westfassade 1838 neugotisch |                                    |
| Koronowo (Poln. Krone), Powiat Bydgoszcz, Kuj.-Pom.                     | Kirche Mariä Himmelfahrt (CC)                                                                | 14. Jh.                                                                                               | Zisterzienserkloster, 1687 massive barocke Veränderungen |                                    |
| Koronowo (Poln. Krone), Powiat Bydgoszcz, Kuj.-Pom.                     | K. św. Andrzeja Apostoła (Andreaskirche) (CC)                                                | kon. 14. Jh.                                                                                          | Renaissance-Veränderungen 16. |                                    |
| Kościan, Woi. Großpolen                                                 | Kirche Mariä Himmelfahrt (CC)                                                                | Ende 14. u. 15. Jh.                                                                                   | Veränderungen 1615–1620 |                                    |
| Kościan, Woi. Großpolen                                                 | K. Ducha Świętego (Heiliggeistkirche) (CC)                                                   | 2. H. 15. Jh.                                                                                         | Renaissance-Veränderungen |                                    |
| Kostrzyn, Powiat Poznań                                                 | Kościół św. Piotra i Pawła St. Peter u. Paul (CC) ZAB                                        | 15./16. Jh.                                                                                           | innen zweifelsfrei gotisch, Fenster u. Portale mögl. später verändert |                                    |
| Krerowo, Gmina Kleszczewo, Powiat Poznań                                | K. św. Jana Chrzciciela (St. Johannis der Täufer) (CC)                                       | 16. Jh.                                                                                               | |                                    |
| Kruszwica, Kuj.-Pom.                                                    | Schloss (CC)                                                                                 | 1350–1355                                                                                             | in der Schwedischen Sintflut zerstört, außer Umfassungsmauer nur ein Turm erhalten                                                                                               |                                    |
| Krzywiń, Powiat Kościan, Woi. Großpolen                                 | St.-Nikolaus-Kirche (CC)                                                                     | 15. Jh.                                                                                               | 1824 neue Decke |                                    |
| Kwieciszewo, Gmina Mogilno                                              | K. św. Marii Magdaleny (CC)                                                                  | 1522                                                                                                  | Renaissanceveränderungen |                                    |
| Ląd, Powiat Słupca, Woiwodschaft Großpolen                              | Kloster Ląd                                                                                  | Osttrakt 14. Jh.                                                                                      | Gewölbe von Kreuzgang und Kapitelsaal mit sichtbaren Backstienrippen; Kirche barock ersetzt                                                                                      |                                    |
| Łekno, Gmi./P. Wągrowiec, Woi. Großpolen                                | K. św. Piotra i Pawła (Peter-und-Pauls.-K.) (CC) ZAB                                         | Mitte 16. Jh.                                                                                         | außen ganz, innen got. Gewölberippen aus Backstein, Hallenkirche |                                    |
| Lubiń, Krzywiń, Powiat Kościański, Woi. Großpolen                       | Abteikirche Mariä Geburt (CC)                                                                | 15.–16. Jh.                                                                                           | im 18. Jh. barock wiederaufgebaut. |                                    |
| Lubiń, Krzywiń, Powiat Kościański, Woi. Großpolen                       | St.-Leonard-Kirche (CC)                                                                      | gotisch 1549–1556                                                                                     | Benediktinerkloster; romanisch 13. Jh.; Manierismus Ende 16. Jh. |                                    |
| Lubiesz (Lubsdorf), W. Westpommern                                      | K. Jana Chrzciciela (CC) ZAB                                                                 | 17. Jh. od. älter                                                                                     | Feldsteinbau, Südportal gotischer Backstein, Turm jünger als Schiff |                                    |
| Lusowo, Tarnowo Podgórne, P. Poznan                                     | K. Jadwigi Śląskiej i Jakuba Apostoła (CC) ZAB (St. Hedwig u. Jakobus) D-NO S. 286 "Lussowo" | Chor Ende 15. Jh.                                                                                     | Chor gotisch, übrige Kirche 1916–1918 neugotisch |                                    |
| Lwówek, Powiat Nowotomyski, Woi. Großpolen                              | Johanniskirche(CC)                                                                           | 2. H. 15 Jh.                                                                                          | Hallenkirche, kürzeres 4. Schiff, innen barocke Veränderungen |                                    |
| Międzyrzecz (Meseritz), Woi. Lebus                                      | K. św. Jana Chrzciciela (Johannis d. Täufers) (CC)                                           | 15. Jh.                                                                                               | |                                    |
| Międzyrzecz (Meseritz), Woi. Lebus                                      | Burg (CC)                                                                                    | 1350 u. neuer                                                                                         | |                                    |
| Mogilno, Kuj.-Pom.                                                      | Kościół św. Jakuba (Jakobikirche)(CC), D-NO S. 301                                           | vollendet 1511                                                                                        | spätere Veränderungen |                                    |
| Mogilno, Kuj.-Pom.                                                      | K. św. Jana Ewangelisty (Evangelist Johannes) (CC)                                           | 13.–16. Jh.                                                                                           | Benediktinerkloster; äußerlich umgestaltet ins Rokoko (18. C.) |                                    |
| Murowana Goślina, Powiat Poznań, Woi. Großpolen                         | Jakobikirche (CC)                                                                            | gotisch um 1500                                                                                       | westl. Teil romanisch aus Stein, östlicher Teil u. Giebel backsteingotisch, Presbyterium 1717                                                                                    |                                    |
| Nieszawa, Powiat Aleksandrów, Kuj.-Pom.                                 | St. Hedwig von Schlesien (św. Jadwigi) (CC)                                                  | 15. Jh.                                                                                               | |                                    |
| Nowe Miasto n. W., P. Środa Wielkopol., Woi. Großpolen                  | Dreifaltigkeitskirche (CC)                                                                   | 17. Jh.                                                                                               | Hallenkirche |                                    |
| Oborniki, Woi. Großpolen                                                | Mariä-Empfängnis- Kirche (CC)                                                                | 15./16. Jh.                                                                                           | nach Bränden von 1655, 1757 u. 1814 außen nur noch die Strebebögen mit sichtbarem Backstein, innen Barock                                                                        |                                    |
| Osowa Sień/-Górna/(Röhrsdorf), Wschowa, Woi. Lebus                      | (mit Vorbehalt:) Kirche St. Fabian und Sebastian (CC)                                        | 14./15. Jh.                                                                                           | Backstein am Schiff wahrsch. neu, an der Spitze des Chorgiebels wohl alt |                                    |
| Ostrzeszów, Woi. Großpolen                                              | Mariä-Himmelfahrts- Kirche (CC)                                                              | 13. Jh., Chor 1337                                                                                    | |                                    |
| Ostrzeszów, Woi. Großpolen                                              | Schlossturm (CC)                                                                             | 14. Jh.                                                                                               | Schloss seit 1785 zur Ruine verfallen |                                    |
| Otorowo, Pow. Szamotuly, Woi. Großpolen                                 | K. Wszystkich Świętych (Allerheiligenkirche) (CC) ZAB                                        | Ausbau 1535                                                                                           | schon 1. H. 13. Jh. in Backstein begonnen, heute i. wes. spätgotisch, Westgiebel Renaissance                                                                                     |                                    |
| Owińska, Gm. Czerwonak, Woi. Großpolen                                  | Nicolaikirche (CC)                                                                           | Mitte 16. Jh.                                                                                         | barocke Veränderungen |                                    |
| Pepowo Powiat Gostyński, Woi. Großpolen                                 | Kościół św. Jadwigi (St.-Hedwigs-Kirche) (CC)                                                | 15. Jh.                                                                                               | Turm und Teile des Schiffs 1830 neugotisch, Pseudobasilika |                                    |
| Pniewy, Powiat Szamotuły, Woi. Großpolen                                | Kościół św. Wawrzyńca (St.-Lorenz-Kirche) (CC)                                               | 1405                                                                                                  | nach Bränden von 1635 und 1772 wiederaufg. |                                    |
| Pobiedziska, Agglom. Poznań (Posen), Woi. Großpolen                     | Michaeliskirche (CC)                                                                         | 14. Jh.                                                                                               | spätere Veränderungen |                                    |
| Poznań, Woi. Großpolen                                                  | Posener Dom                                                                                  | 14. u. 15. Jh.                                                                                        | vorromanische und romanische Vorgängerbauten, im späten 18. Jh. durchgreifend rekonstruiert, nach Zerstörung im Zweiten Weltkrieg in angenommenen gotischen Formen rekonstruiert |                                    |
| Poznań, Woi. Großpolen                                                  | Karmeliterkirche Hl. Leichnams (Kościół Bożego Ciała) (CC)                                   | 1406, 1465–1470                                                                                       | Gegründet durch Jogaila, im 18. Jh. teilweise wiederaufgebaut, Pseudobasilika |                                    |
| Poznań, Woi. Großpolen                                                  | Dominikanerkirche Herz Jesu und Mariä Trost (Serca Jezusowego i MB Pocieszenia) (CC)         | 1244–1253, um 1500                                                                                    | Kernbau und Nordkapelle gotischer Backstein; barocker Umbau 1700–1724, weitere Veränderungen um 1815                                                                             |                                    |
| Poznań, Woi. Großpolen                                                  | Dominikanerkirche Mariahilf (NMP Wspomożenia Wiernych) (CC)                                  | | Ostgiebel Backstein mit Blenden, übrige Teile großenteils verändert und verputzt                                                                                                 |                                    |
| Poznań, Woi. Großpolen                                                  | Kościół św. Małgorzaty (Margarethenkirche) (CC)                                              | ab M. 13. Jh., 15.,16. Jh.                                                                            | |                                    |
| Poznań, Woi. Großpolen                                                  | Kościół św. Marcina (St. Martin) (CC)                                                        | 15./16. Jh.                                                                                           | |                                    |
| Poznań, Woi. Großpolen                                                  | Kościół św. Wojciecha (St.Adalbert) (CC)                                                     | 15. Jh.                                                                                               | 1634 Frühbarock |                                    |
| Poznań, Woi. Großpolen                                                  | Posener Königsschloss                                                                        | überw. nach 1434                                                                                      | nach langem Verfall heute größtenteils Rekonstruktion ab 2012 |                                    |
| Poznań, Woi. Großpolen                                                  | Haus der Psalteristen (CC)                                                                   | 1518                                                                                                  | gegründet vom Posener Bischof Jan Lubrański |                                    |
| Poznań, Woi. Großpolen                                                  | Marienkirche in summo (CC)                                                                   | 1431–1448                                                                                             | Hallenkirche; erste Vorgängerkirche 965 von Dubrawka von Böhmen gegründet |                                    |
| Poznań, Woi. Großpolen                                                  | Zwei Giebelhäuser am Stary Rynek                                                             | Ende 16. Jh.                                                                                          | - Nr. 50, pod Daszkiem (CC), DAB [WLP-O] - Nr. 51 (CC) |                                    |
| Poznań, Woi. Großpolen                                                  | Stadtmauer                                                                                   | seit 13.. Jh.                                                                                         | erhaltene Teile intensiv rekonstruiert |                                    |
| Przyczyna Górna (Ober Pritschen), Wschowa, Woi. Lebus                   | St.-Georgs-Kirche (CC), D-NO S. 322                                                          | 14. Jh. oder Ende 15. Jh.                                                                             | Anfügungen im 17. Jh. |                                    |
| Radomin, Pow. Golub-Dobrzyń, Kujawien-Pommern                           | Nicolaikirche (CC)                                                                           | 14. Jh.                                                                                               | Veränderungen im 18. u. 19. Jh. |                                    |
| Radziejów, Kujawien-Pommern                                             | K. Wniebowzięcia NMP. (Mariä-Himmelfahrts- Kirche)(CC)                                       | 1331                                                                                                  | modernized im 16. Jh.; 1860–1864 wiederaufg. mit massive Veränderungen |                                    |
| Radziejów, Kujawien-Pommern                                             | Heilig-Kreuz-Kirche (CC)                                                                     | 14. Jh.                                                                                               | nach Bränden von 1657 u. 1704 wiederaufgebaut, einziges sichtbares gotisches Überbleibsel ist das Ostportal                                                                      |                                    |
| Rogoźno, Powiat Oborniki, Woi. Großpolen                                | St.-Vitus-Kirche (CC)                                                                        | 1526                                                                                                  | |                                    |
| Rypin, Kujawien-Pommern                                                 | Dreifaltigkeitskirche (CC), WAR S. 72 (3)                                                    | 1355                                                                                                  | massive Erneuerungen 1821, 1825, 1840 u. 1865 |                                    |
| Russocice, Władysławów, Powiat Turecki, Woi. Großpolen                  | św. Michała Archanioła (Michaeliskirche) (CC)                                                | frühes 16. Jh.                                                                                        | barocke Veränderungen im 1694 |                                    |
| Siedlnica (Zedlitz), Wschowa, Woi. Lebus                                | Mariä-Geburt- und Johanniskirche (CC)                                                        | 1300, 1604                                                                                            | |                                    |
| Śmigiel (Schmiegel) Pow. Kościan, Woi. Großpolen                        | (CC) ZAB                                                                                     | 1439–1443                                                                                             | Änderungen 16. u. 19. Jh. |                                    |
| Słupca Woi. Großpolen                                                   | Kościół św. Wawrzyńca (Lorenzkirche) (CC) ZAB                                                | Beginn vor 1479                                                                                       | Renaissancegiebel angefügt |                                    |
| Sobótka, Gm. Ostrów Wpl., Woi. Großpolen                                | Kirche St. Marien u. Joseph (CC)                                                             | Ende 13. Jh.                                                                                          | barocke Veränderungen 1783–1790 |                                    |
| Śrem, Woi. Großpolen                                                    | K. NMP Wniebowziętej (Mariä Himmelfahrt) (CC)                                                | 15. Jh.                                                                                               | Turm 16. Jh.. |                                    |
| Śrem, Woi. Großpolen                                                    | Kościół św. Ducha (Heiliggeistkirche) (CC)                                                   | spätes 16. Jh.                                                                                        | einige Teile mögl. älter |                                    |
| Środa Wielkopolska, Woi. Großpolen                                      | Stiftskirche Mariä Himmelfahrt (CC)                                                          | 15. Jh.                                                                                               | teilw. Wiederaufbau im 16. Jh. (Attika). |                                    |
| Stary Gostyń, Woi. Großpolen                                            | Martinskirche (CC)                                                                           | um 1300                                                                                               | übermäßige Restauration im 19. Jh. |                                    |
| Strzelno, Powiat Mogilno, Kuj.-Pom.                                     | K. Świętej Trójcy i NMP. (Dreifaltigkeits- u. Marienk.) (CC)                                 | Jh.                                                                                                   | gotische Sterngewölbe mit Rippen aus Backstein; Kirche insgesamt von Romanik bis Barock; Norbertinerabtei                                                                        |                                    |
| Szamotuły, Woi. Großpolen                                               | Stiftskirche (CC)                                                                            | 1423–1430                                                                                             | |                                    |
| Szamotuły, Woi. Großpolen                                               | Wachturm Baszta Halszki                                                                      | 15. Jh.                                                                                               | Überrest einer Herzogsburg |                                    |
| Szubin, Pow. Nakło, Kujawien-Pommern                                    | K.. św. Marcina Biskupa (Martinskirche) (CC) ZAB                                             | 1365–1370                                                                                             | Brandschaden 1840, neugot. Turm 1862 |                                    |
| Tomice, Stęszew, Powiat Poznański, Woi. Großpolen                       | St.-Barbara-Kirche (CC)                                                                      | 1463                                                                                                  | Veränderungen im 18. Jh. |                                    |
| Trląg, Janikowo, Powiat Inowrocławski, Kuj.-Pom.                        | St.-Peter-und- Paul-Kirche (CC)                                                              | 14. Jh.                                                                                               | Vorgängerbauten des 11./12. Jh. |                                    |
| Tuczno (Tutz), Pow. Wałcz, W. Westpommern                               | K. Wniebowziecia NMP (Mariä Himmelfahrt) (CC) D-NO S. 445 ZAB                                | 1. H. 15. Jh.                                                                                         | nach Bränden im 16. u. 17. Jh. verändert wiederhergestellt |                                    |
| Tulce, Kleszczewo, Powiat Poznański, Woi. Großpolen                     | Mariä-Geburt-Kirche (CC)                                                                     | Mitte 13., 15., 16. …                                                                                 | ältester Backsteinbau in Großpolen; urspr. romanisch mit gotischen und späteren Veränderungen                                                                                    |                                    |
| Wągrowiec, Woi. Großpolen                                               | K. św. Jakuba Apostoła (Jakobikirche)(CC)                                                    | 16. Jh.                                                                                               | |                                    |
| Warzymowo, Skulsk, Powiat Koniński, Woi. Großpolen                      | St.-Stanislaus-Kirche [św. Stanisława] (CC)                                                  | 3. V. 16 Jh.                                                                                          | hölzerner Vorgängerbau; Gotik mit Renaissance-Elementen |                                    |
| Wilczyn, Powiat Konin, Woi. Großpolen                                   | St.-Ursula-Kirche (CC)                                                                       | 1566                                                                                                  | sehr spätgotisch |                                    |
| Wilkowo Polskie                                                         | Kościół św. Jadwigi (St.-Hedwigs-Kirche) (CC)                                                | gegründet 1300                                                                                        | |                                    |
| Włocławek Kuj.-Pom.                                                     | Mariä-Himmelfahrts- Kathedrale (CC)                                                          | 14. u. 15. Jh.                                                                                        | 1883–1901 extensiv erneuert und neugotisch verändert. | Wlocławek Cathedral                |
| Włocławek Kuj.-Pom.                                                     | Kościół św. Witalisa (St.-Vitalis-Kirche) (CC)                                               | 1330–1411                                                                                             | |                                    |
| Włościejewki, Gm. Książ Wielkopolski, P. Śrem, W. Großpolen             | K. Niepokal. Poczęcia NMP (Unbefl. Empfängnis) (CC)                                          | Anf. 16. Jh.                                                                                          | |                                    |
| Wronki Pow. Szamotuły, Woi. Großpolen                                   | Kościół św. Katarzyny P. i Męcz. (Herrin u. Märtyrerin Katharina) ZAB                        | 15./16. Jh.                                                                                           | | Bilder siehe ZABytek u. Fotopolska |
| Września, Woi. Großpolen                                                | St. Marien und Stanislaus (CC)                                                               | | nur Turm noch gotisch, in der Schwedischen Sintflut 1655 niedergebrannt, 1672 und 1792 mit Veränderungen wiederaufgebaut                                                         |                                    |
| Wschowa (Fraustadt), Woi. Lebus                                         | Stadtkirche (CC)                                                                             | 15. Jh.                                                                                               | zwischen 1720 u. 1726 barockisiert |                                    |
| Wysocko Wielkie, Gm. Ostrów Wpl., Woi. Großpolen                        | Kirche der Kreuzerhöhung (CC)                                                                | 16. Jh.                                                                                               | barocke Veränderungen in 17. u. 18. Jh. |                                    |
| Zbarzewo (Bargen), Gm. Włoszakowice, Pw. Leszno                         | K. Narodzenia NMP (Mariä Geburt) (CC) D-NO S. 15                                             | 1470                                                                                                  | |                                    |
| Żerniki, Gm. Janowiec Wpl., Kuj.-Pom.                                   | Mariä-Geburt-Kirche (CC)                                                                     | 1467                                                                                                  | |                                    |
| Złotoria, Gm. Lubicz, Powiat Toruń, Kujawien-Pommern                    | Burg Złotoria ZAB                                                                            | 1343                                                                                                  | heute Ruinen, eine der beiden polnischen Grenzfestungen gegen das Kulmerland bei Toruń                                                                                           |                                    |
| Żnin, Kujawien-Pommern                                                  | Kościół św. Floriana (St.-Florian-Kirche) (CC)                                               | 14./15. Jh.                                                                                           | spätere Veränderungen |                                    |
| Żnin, Kujawien-Pommern                                                  | Wieża ratuszowa (Rathausturm)(CC)                                                            | 1447–1500                                                                                             | Veränderungen 1692 |                                    |

## Ehemalige Neumark
– Die brandenburgische Neumark bestand von 1249 bis 1945.
Die hier verwendete Abgrenzung gegen (das Stettiner) Pommern orientiert sich am Mittelalter, nicht an den preußischen Provinzgrenzen von 1818–1945. Sofern nicht anders angegeben, liegen die Orte heute in der Woiwodschaft Lebus. –
(Anzahl der Gebäude und Gebäudegruppen: 45)
Hintergrundinformation:
- LBS = Denkmalliste für die Woiwodschaft Lebus (W. lubuszkie): Narodowy Instytut Dziedzistwa – LBS-rej.pdf
- ZPO = Denkmalliste für die Woiwodschaft Westpommern (W. zachodniopomorskie): Narodowy Instytut Dziedzistwa – ZPO-rej.pdf
- D-NO = Georg Dehio, Handbuch der deutschen Kunstdenkmäler – Deutschland Nordost (1906), siehe Startseite und Einzellinks

| restaurierte Kirche, Ruinen einer gotischen Brauerei |

| Brama Świecka (Schwedter Tor) (CC) u. Brama Barnkowska (Barnikower Tor) (CC) |

| - Naugarder Tor (Brama Nowogródzka) - Pyritzer Tor (Brama Pyrzycka) - Pulverturm (Baszta Prochowa) |

## Lausitz

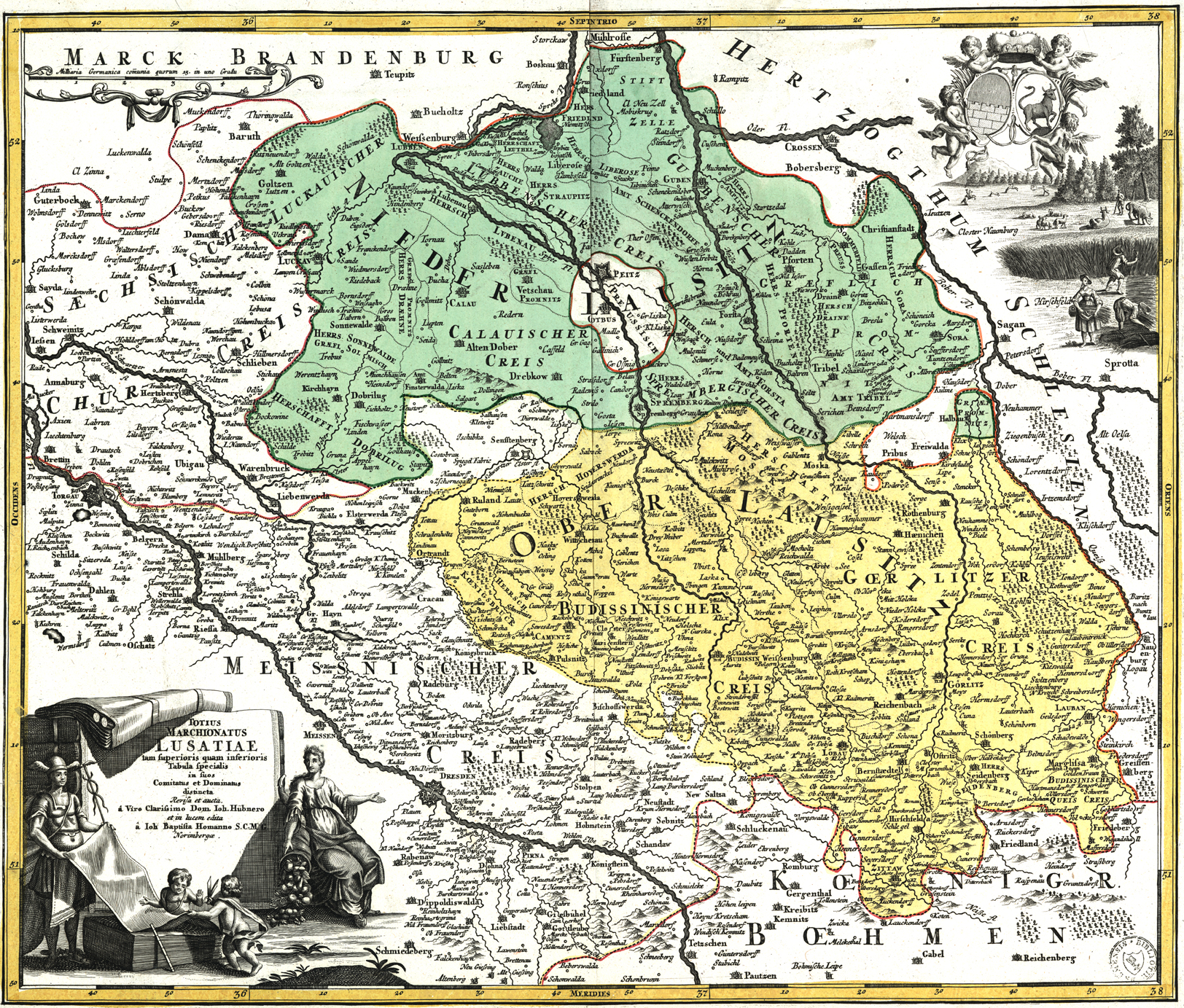
Ober- und Nieder-Lausitz um 1720

– Polnischer Anteil der Niederlausitz, alles Woiwodschaft Lebus –
Anzahl der Gebäude und Gebäudegruppen: 9
Hintergrundinformation:
- LBS = Denkmalliste für die Woiwodschaft Lebus (W. lubuszkie): Narodowy Instytut Dziedzistwa – LBS-rej.pdf
- D-NO = Georg Dehio, Handbuch der deutschen Kunstdenkmäler – Deutschland Nordost (1906), siehe Startseite und Einzellinks

| Ort                                                 | Bauwerk                                        | Bauzeit                         | Anmerkungen                                                         | Foto |
| --------------------------------------------------- | ---------------------------------------------- | ------------------------------- | ------------------------------------------------------------------- | ---- |
| Drożków (Gmina Żary)                                | Heilig-Kreuz-Kirche (CC)                       | 13. Jh.                         | am Turm gotische Fenster des 15. Jh. aus Backstein                  |      |
| Gubin (polnischer Teil von Guben, mit der Altstadt) | Rathaus (CC)                                   |                                 | älteste Teile gotisch und aus Backstein                             |      |
| Gubin (polnischer Teil von Guben, mit der Altstadt) | Stadtkirche (CC)                               |                                 | seit 1945 Ruine                                                     |      |
| Gubin (polnischer Teil von Guben, mit der Altstadt) | Wieża Bramy Ostrowskiej (Werderturm) (CC)      | 1523–1530                       | urspr. Teil eines Stadttors                                         |      |
| Lubsko (Sommerfeld)                                 | Mariä-Empfängnis-Kirche (CC)                   | Backstein 15. Jh.               | Ostgiebel aus Backstein, Rest aus Feldstein                         |      |
| Starosiedle                                         | Johanniskirche (CC)                            | frühes 16. Jh.                  | Veränderungen im 18. Jh.                                            |      |
| Trzebiel (Triebel),                                 | Turmruine des Sorauer Tors (Brama Żarska) (CC) | 15. Jh.                         | Ruine mit ausgiebig backsteingefassten Öffnungen                    |      |
| Żary (Sorau)                                        | Herzjesukirche ()                              | 1401–1430                       | Vorgänger 13. Jh.                                                   |      |
| Żary (Sorau)                                        | Kirche St. Peter und Paul (CC)                 | Ende 13. Jh., Backstein 16. Jh. | Netzgewölbe des Presbyteriums aus Backstein, äußerlich Feldsteinbau |      |

## Schlesien
– Woiwodschaften Schlesien (östliches Oberschlesien), Oppeln (westliches Oberschlesien) und Niederschlesien, sowie kleinere Teile der Woiwodschaft Lebus –
Anzahl der Gebäude und Gebäudegruppen: 160

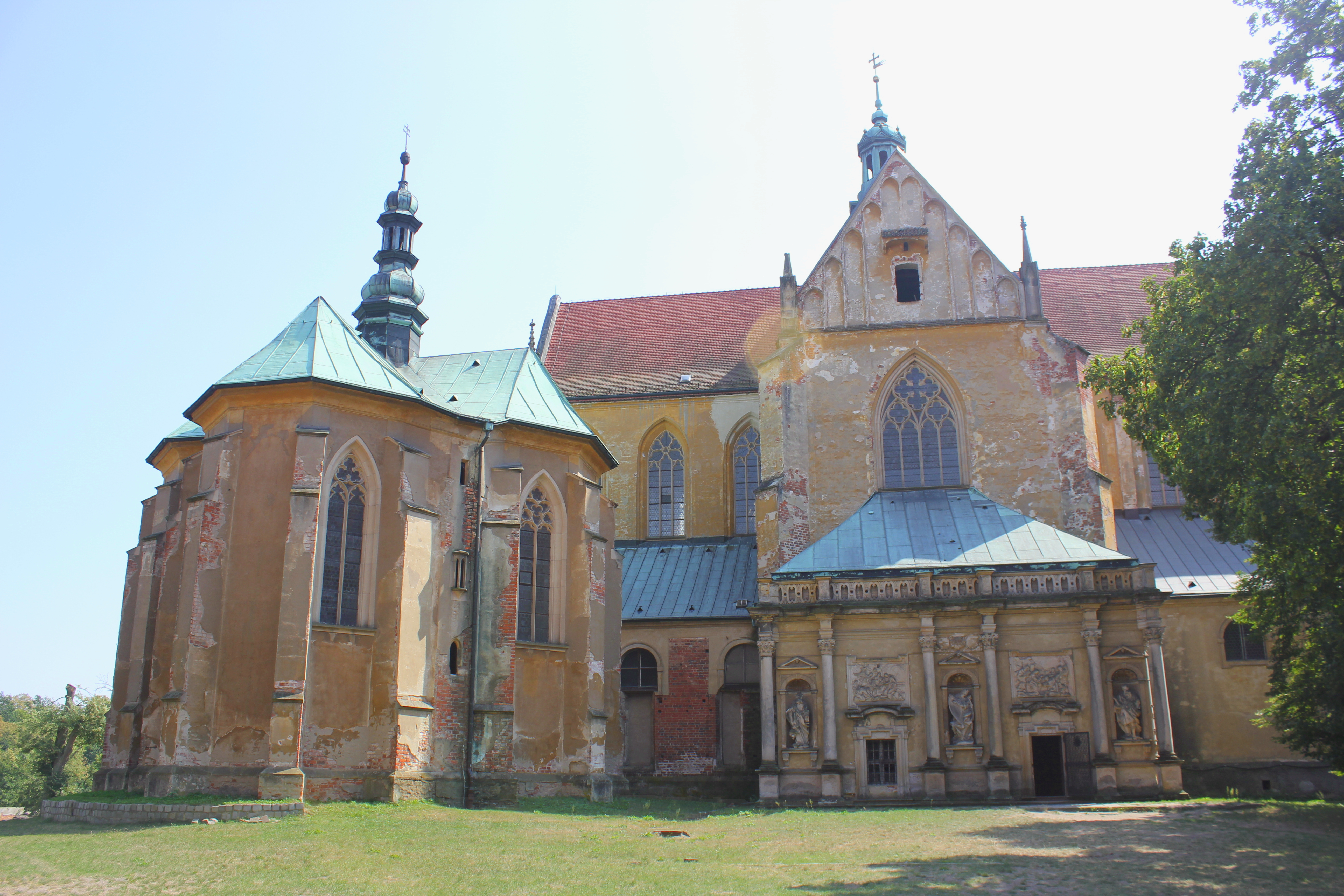
Lubiąż/Leubus, Chor der Klosterkirche und Grabkapelle

Außer den Bauwerken aus oder mit sichtbarem Backstein gibt es in Schlesien eine große Anzahl verputzter gotischer Backsteinbauten, beispielsweise Kirche und Grabkapelle des Klosters Lubiąż/Leubus. Bei manchen ließ sich nachweisen, dass von Anfang an ein Verputz vorgesehen war, bei manchen nicht.
Hintergrundinformationen:
- D-PL-SL = Dehiohandbuch der Kunstdenkmäler in Polen: Schlesien (2006)
- SLS = Denkmalliste für die Woiwodschaft Schlesien (W. śląskie): Narodowy Instytut Dziedzistwa – SLS-rej.pdf
- OPO = Denkmalliste für die Woiwodschaft Opole (W. opolskie): Narodowy Instytut Dziedzistwa – OPO-rej.pdf
- DLN = Denkmalliste für die Woiwodschaft Lebus (W. dolnośląskie): Narodowy Instytut Dziedzistwa – DLN-rej.pdf
- LBS = Denkmalliste für die Woiwodschaft Lebus (W. lubuszkie): Narodowy Instytut Dziedzistwa – LBS-rej.pdf
- D-NO = Georg Dehio, Handbuch der deutschen Kunstdenkmäler – Deutschland Nordost (1906), siehe Startseite und Einzellinks

| mit drei Toren, davon zwei Tortürme: - Polnischer Turm (Brama polska) - Deutscher Turm (Brama niemiecka) - Südturm (Baszta Południowa) |

| Renaissanceveränderungen - Brama Lewińska (Löwener Torturm), eine Seite Backstein wieder sichtbar - Brama Ziębicka (Münsterberger T.), nur Tordurchfahrt sichtb. Backstein |

| romanisch u. gotisch |

| - Niederthor (Brama dolna) - Kleiner Turm (Mała Wieża) - Katowska Turm (Wieża Katowska) |

## Kleinpolen und Rotburgenland

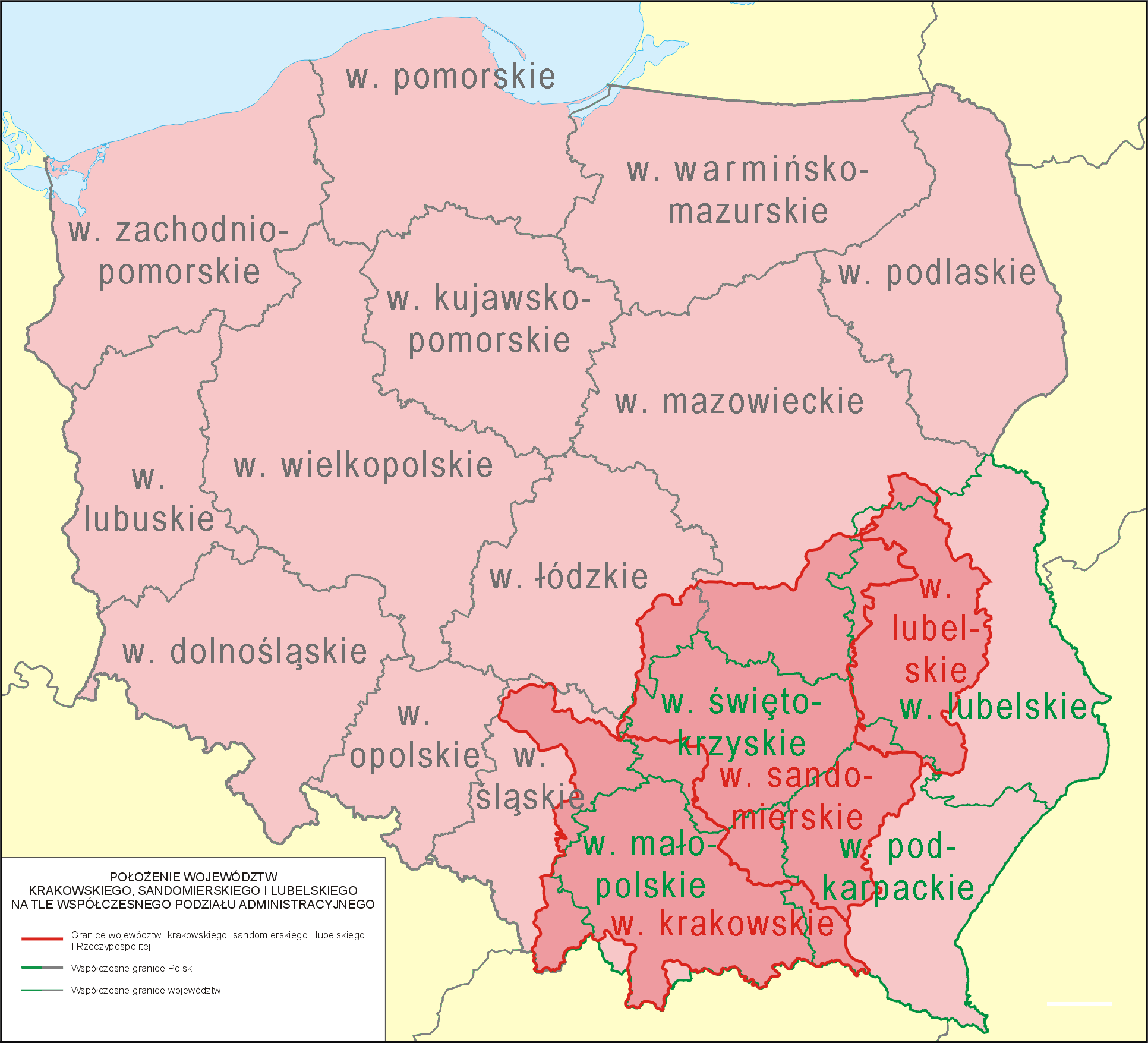
rot = historisches Kleinpolen mit den Woiwodschaften Krakau, Sandomierz und Lublin (alt)
grün = heutige Woiwodschaften Kleinpolen, Karpatenvorland, Lublin (neu) und Heiligkreuz

– Vor allem Woiwodschaften Kleinpolen, Karpatenvorland, Heiligkreuz u. Lublin –
Anzahl der Gebäude und Gebäudegruppen: 87
Hintergrundinformation:
- MAL = Denkmalliste für die Woiwodschaft Kleinpolen (W. małopolskie): Narodowy Instytut Dziedzistwa – MAL-rej.pdf
- PDK = Denkmalliste für die Woiwodschaft Karpatenvorland (W. podkarpackie): Narodowy Instytut Dziedzistwa – PDK-rej.pdf
- LBL = Denkmalliste für die Woiwodschaft Lublin (W. lubelskie): Narodowy Instytut Dziedzistwa – LBL-rej.pdf
- SWT = Denkmalliste für die Woiwodschaft Heiligkreuz (W. świętokrzyskie): Narodowy Instytut Dziedzistwa – SWT-rej.pdf

| Ort                                                        | Bauwerk                                                                                   | Bauzeit                      | Anmerkungen | Foto                                                                     |
| ---------------------------------------------------------- | ----------------------------------------------------------------------------------------- | ---------------------------- | --- | ------------------------------------------------------------------------ |
| Bejsce, Powiat Kazimierza, Woi. Heiligkreuz                | Nicolaikirche                                                                             | 2. H. 14. Jh.                | |                                                                          |
| Beszowa, Gm. Łubnice, Powiat Staszowski, Woi. Heiligkreuz  | Kościół Paulinów (Paulinerkirche) (CC)                                                    | 1407–1423                    | oberer Giebel aus sichtbarem Backstein, einige andere Teile aus ursprüngl. verborgenem Backstein                                                      |                                                                          |
| Biecz, Pow. Gorlice, Woi. Kleinpolen                       | Heilig-Leichnams-Kirche (CC)                                                              | um 1326–1480                 | |                                                                          |
| Biecz, Pow. Gorlice, Woi. Kleinpolen                       | Belfried (CC)                                                                             | 15. Jh.                      | obere Teile – manieristischer Sgraffitoschmuck |                                                                          |
| Biecz, Pow. Gorlice, Woi. Kleinpolen                       | Stadtbefestigung (CC)                                                                     | nach 1361, vor 1399          | Mauer mehr Backstein als Stein, Rundtürme Stein mit etwas Backstein                                                                                   |                                                                          |
| Bochnia, Woi. Kleinpolen                                   | St.-Nikolaus-Kirche (CC)                                                                  | 1440–1445                    | innen barocke Staffelhalle |                                                                          |
| Bolechowice, Gmina Zabierzów, Woi. Kleinpolen              | Kościół Św. Apostołów Piotra i Pawła (Peter-und-Pauls-K.) (CC)                            | 14./15. Jh.                  | Mittelteil um 1625 ersetzt |                                                                          |
| Chęciny, Powiat Kielecki, Woi. Heiligkreuz                 | Zamek/Burg Chęciny (CC)                                                                   | 13. oder 14. Jh.             | obere Teile aus Backstein, Rest Kalkstein. in der Schwedischen Sintflut zerstört, heute Ruine                                                         |                                                                          |
| Chrzanów, Woi. Kleinpolen                                  | Kościół św. Mikołaja (St.-Nicolaus-Kirche) (CC)                                           | um 1429                      | nur Presbyterium mittelalterl., nur Fensterfassungen aus Backstein, Schiff u. Übriges 1912–1914                                                       |                                                                          |
| Dębno, Pow. Brzesko, Woi. Kleinpolen                       | Schloss des Jakub Dembiński (CC) ZAB                                                      | 1470–1480                    | Umbauten 1586 |                                                                          |
| Drzewica, Powiat Opoczno, Woi. Łódź                        | St.-Lukas-Kirche (CC)                                                                     | 1321–1460                    | bei neugotischer Instandsetzung 1914 einige alte Teile erhalten, besonders um den Turm                                                                |                                                                          |
| Drzewica, Powiat Opoczno, Woi. Łódź                        | Schloss des Mathäus von Drzewica (CC)                                                     | 1527–1535                    | Gotik-Renaissance, obere Teile aus Backstein, untere Teile Backstein u. Sandstein, heute Ruine                                                        |                                                                          |
| Kargów, Gmina Tuczępy, Woi. Heiligkreuz                    | K. der Muttergottes von Częstochowa (CC)                                                  | 14. u. 20. Jh.               | Reste mittelalterl. Backsteinmauern im 20. Jh. Steingebäude                                                                                           |                                                                          |
| Koprzywnica, Powiat Sandomierski, Woi. Heiligkreuz         | Abteikirche St. Florian des Klosters Koprzywnica                                          | gotisch 1507                 | Kirche und Kloster 1218–1238 aus Stein; Giebel von Chor und Querhaus gotisch in Backstein erhöht                                                      |                                                                          |
| Kraków (Krakau)                                            | Marienkirche                                                                              | 1321–1331, 14./15. Jh.       | Basilika |                                                                          |
| Kraków (Krakau)                                            | Wawel-Schloss                                                                             | 13.–16. Jh.                  | Königsresidenz und Symbol des polnischen Königtums, steht auf einem Kalkfelsen, umfasst trotz späterer Veränderungen mehrere gotische Backsteinbauten |                                                                          |
| Kraków (Krakau)                                            | Wawel-Kathedrale                                                                          | 1320–1364                    | nur obere Teile in Backstein |                                                                          |
| Kraków (Krakau)                                            | Corpus-Christi-Kirche (CC) ZAB                                                            | 1385–1405                    | |                                                                          |
| Kraków (Krakau)                                            | Dominikanerkirche                                                                         | 14./15. Jh.                  | nach Brand 1850 verändert |                                                                          |
| Kraków (Krakau)                                            | Katharinenkirche (CC) ZAB                                                                 | 1342–1426                    | Augustinerkloster |                                                                          |
| Kraków (Krakau)                                            | Kościół Św. Krzyża (Heilig-Kreuz-K.)                                                      | Backstein- Gotik ab 1244     | 1. Weihe 1200; Einstützenhalle mit Palmsäule |                                                                          |
| Kraków (Krakau)                                            | Alte Synagoge im Stadtteil Kazimierz                                                      | um 1550                      | innen zweischiffige gotische Halle, verputzt |                                                                          |
| Kraków (Krakau)                                            | Rathausturm                                                                               | Ende 13. Jh.                 | |                                                                          |
| Kraków (Krakau)                                            | Collegium Maius ZAB                                                                       | 15. Jh.                      | ältester Teil der Jagiellonenuniversität |                                                                          |
| Kraków (Krakau)                                            | Barbakan (CC) ZAB                                                                         | 15. Jh.                      | |                                                                          |
| Kraków (Krakau)                                            | Florianstor                                                                               | frühes 14. Jh.               | oben Backstein, unten Stein |                                                                          |
| Kraków (Krakau)                                            | übrige Stadt- befestigung:                                                                |                              | |                                                                          |
| Kraśnik, Woiwodschaft Lublin                               | K. Wniebowzięcia NMP (Mariä-Himmelfahrt-K.) (CC)                                          | 1469                         | Veränderungen 1527–1541 und spätes 17. Jh.; Chor noch aus Backstein                                                                                   |                                                                          |
| Krosno, Woiwodschaft Karpatenvorland                       | K. Farny Świętej Trójcy (Dreifaltigkeitskirche, Pfarrkirche) (CC) ZAB                     | 14. Jh.                      | zweischiffige Hallenkirche, spätere Kapellenanbauten                                                                                                  |                                                                          |
| Krosno, Woiwodschaft Karpatenvorland                       | Kościół Franciszkanów (Franziskanerkirche) (CC)                                           | Backstein um 1400            | nach Zerstörung der Kirche aus dem 13. Jh. durch Tataren (1287/88) Wiederauf- und Ausbau ab etwa 1400                                                 |                                                                          |
| Krzcięcice, Sędziszów, Powiat Jędrzejowski, W. Heiligkreuz | Kościół św. Prokopa (St.-Procopius-Kirche) (CC)                                           | 1531–1542                    | |                                                                          |
| Lublin                                                     | Krakauer Tor (CC)                                                                         | 14. Jh.                      | teilw. im 18. Jh. erneuert |                                                                          |
| Lublin                                                     | Königsschloss                                                                             | 13./14. Jh.                  | In der Schwedischen Sintflut durch zerstört; in der Schlosskapelle ruthenische Fresken aus dem frühen 15. Jh.                                         |                                                                          |
| Luborzyca, Powiat Krakowski, Woi. Kleinpolen               | Kirche der Kreuzerhöhung (CC)                                                             | seit 1433                    | |                                                                          |
| Melsztyn, Zakliczyn, Pow. Tarnów, Woi. Kleinpolen          | (Burg Melsztyn) (CC) ZAB                                                                  | 14. Jh.                      | oberste zwei Geschosse aus Backstein |                                                                          |
| Mogila, (Außen-) Bezirk VIII, Krakau                       | Kloster Mogila                                                                            | 1222–1266                    | Zisterzienserabtei; frühgotische Pfeilerbasilika, barocke Veränderungen, gotische Teile teilw. wiederhergestellt                                      |                                                                          |
| Niepołomice, Pow. Wieliczka, Woi. Kleinpolen               | K. NMP i Dziesięciu Tysięcy Męczenników (Maria u. 10.000 Märtyrer) (CC) ZAB               | 1350–1358                    | Chor Backstein, Schiff verputzt |                                                                          |
| Nowy Korczyn, Pow. Busko, Woi. Heiligkreuz                 | Kościół św. Stanisława (St.-Stanislaus-Kirche) (CC)                                       | 13./14. Jh.                  | barocke Veränderungen |                                                                          |
| Nowy Sącz, Woi. Kleinpolen                                 | Margaretenkirche (CC)                                                                     | 13. und 14. Jh.              | obere Teile in Backstein, untere in Sandstein |                                                                          |
| Olkusz, Woi. Kleinpolen                                    | Andreaskirche (CC)                                                                        | 13./14. Jh.                  | Hallenkirche, oberer Giebel aus sichtbarem Backstein; Stiftskirche                                                                                    |                                                                          |
| Oświęcim (Auschwitz), Woi. Kleinpolen                      | Mariä-Hilf-Kirche (CC)                                                                    | 14. Jh.                      | Emporen-Staffelhalle |                                                                          |
| Oświęcim (Auschwitz), Woi. Kleinpolen                      | Kaplica św. Jacka (St.-Hyacinth-Kapelle) (CC)                                             | frühes 14. u. spätes 16. Jh. | Salesianerkapelle |                                                                          |
| Oświęcim (Auschwitz), Woi. Kleinpolen                      | Schloss Oświęcim (CC)                                                                     | 13. Jh.                      | Palast seit 16. Jh., Wiederaufbau 1929–1931 |                                                                          |
| Pilzno, W. Karpatenvorl.                                   | K. św. Jana Chcrziciela (Johannis des Täufers)(CC) DAB                                    | 14. Jh., 1482                | 1400 erwähnt, nach Stadtbrand von 1474 Wiederaufbau                                                                                                   |                                                                          |
| Piotrawin, Łaziska, Pow. Opole Lub., Woi. Lublin           | St.-Thomas-Kirche (CC)                                                                    | 1440/1441                    | |                                                                          |
| Piotrawin, Łaziska, Pow. Opole Lub., Woi. Lublin           | Grabkapelle eines Kreuzritters (CC)                                                       | 1440/1441                    | barocke Veränderungen |                                                                          |
| Prandocin, Słomniki, Powiat Krakowski, Woi. Kleinpolen     | K. św. Jana Chrzciciela (Kirche Johannis des Täufers) (CC)                                | Backstein 1480–1490          | gotisches Presbyterium aus Backstein an romanischem Steinquaderbau                                                                                    |                                                                          |
| Proszowice, Woi. Kleinpolen                                | K. Wniebowzięcia MB i św. Jana Chrzciciela (Mar. Himmelf. u. Joh. d. T.) (CC) ZAB (knapp) | 15. Jh.                      | 2 Phasen mit zwischenzeitl. Brand; heute Chor stark erneuert, Hallenschiff und Westgiebel neugotisch                                                  |                                                                          |
| Przemyków, Koszyce, Powiat Proszowicki, Woi. Kleinpolen    | Katharinenkirche (CC)                                                                     | 15. Jh.                      | Zutaten im 16. u. 17. Jh. |                                                                          |
| Przeworsk, W. Karpatenvorland                              | Bazylika kolegiacka Ducha Świętego (Heiliggeistkirche) (CC)                               | 1430–1473                    | Barocke Veränderungen |                                                                          |
| Przeworsk, W. Karpatenvorland                              | Kościół św. Barbary (St.-Barbara-Kirche) (CC)                                             | 1461–1465                    | Bernhardinerkloster |                                                                          |
| Przeworsk, W. Karpatenvorland                              | Stadtmauern (CC)                                                                          | 15.–16. Jh.                  | |                                                                          |
| Raciborowice, Gmina Michałowice, Woi. Kleinpolen           | Margarethenkirche (CC)                                                                    | 1460–1476                    | |                                                                          |
| Radom, Woi. Masowien                                       | St. Katharina (CC)                                                                        | 1468–1516                    | Kirche Bernhardinerklosters, neugotische Ein- und Anbauten 1911–1914, asymmetrische Staffelhalle (Südseitenschiff)                                    |                                                                          |
| Radom, Woi. Masowien                                       | Kościół św. Wacława (St. Wenzel) (CC)                                                     | Ende 13. Jh.                 | |                                                                          |
| Rudawa, Gmina Zabierzów                                    | Allerheiligenkirche (CC)                                                                  | Westbau 1470                 | verputztes Schiff von 1326; später stark verändert |                                                                          |
| Ruszcza, (Außen-) Bezirk VIII, Krakau                      | K. św. Grzegorza Wielkiego (St.-Gregor-der-Große-Kirche) (CC)                             | 1416–1420                    | Vorgängerbau von 1222; Renaissance-Veränderungen; Hallenkirche                                                                                        |                                                                          |
| Rzemień, Przecław, Pow. Mielec, W. Karpatenvorl.           | Dwór obronny (Burg Rzemien) (CC) ZAB                                                      | um 1500                      | Backstein |                                                                          |
| Rzeszów, W. Karpatenvorl.                                  | K. św. Wojciecha i Stanisława (St. Adalbert u. Stanislaus) (CC) ZAB                       | 1448                         | 1509 als Wehrkirche befestigt, 1621 ausgebrannt, 1623–1640 wiederhergestellt                                                                          |                                                                          |
| Sandomierz, Woi. Heiligkreuz                               | Kathedrale von Sandomierz (CC)                                                            | 1360                         | 1670 teilw. umgebaut (Fassade) |                                                                          |
| Sandomierz, Woi. Heiligkreuz                               | Rathaus (CC)                                                                              | M. 14. Jh.                   | Südseite u. Teil des heute verputzten Turms gotisch, aber verändert                                                                                   |                                                                          |
| Sandomierz, Woi. Heiligkreuz                               | Długosz-Haus (CC)                                                                         | 1476                         | |                                                                          |
| Sandomierz, Woi. Heiligkreuz                               | Opatówtor (CC)                                                                            | 14. Jh.                      | |                                                                          |
| Sandomierz, Woi. Heiligkreuz                               | Königsschloss (CC)                                                                        | 14. Jh.                      | teilw. 1520 im Stil der Renaissance umgebaut |                                                                          |
| Sandomierz, Woi. Heiligkreuz                               | Kościół św. Jakuba Jakobskirche                                                           | ab 1230                      | Dominikanerkirche romanisch mit beginnender Gotik (Spitzbogenarkaden, Nordportal, Turmobergeschoss); außerhalb der Altstadt                           |                                                                          |
| Secemin, Pow. Włoszczowa, Woi. Heiligkreuz                 | K. św. Katarzyny i Jana Ewangelisty (Katharinen u. Apostel Joh.) (CC) ZAb                 | 1402                         | 1558–1617 protestantisch; barocke Veränderungen im 18. Jh.                                                                                            |                                                                          |
| Skalbmierz, Pow. Kazimierz, Woi. Heiligkreuz               | K. św. Jana Chrzciciela (Kirche Johannis des Täufers) (CC)                                | gotisch 15. Jh.              | nördliches Seitenschiff am Chor der romanischen Steinkirche                                                                                           |                                                                          |
| Skotniki, Samborzec, Pow. Sandomierz, Woi. Heiligkreuz     | K. św. Jana Chrzciciela (Kirche Johannis des Täufers) (CC) ZAB                            | 14./15. Jh.                  | |                                                                          |
| Sławków, Pow. Będzin, Woi. Schlesien                       | K. Podwyższenia Krzyża i św. Mikołaja (Kreuzerhöh. u. St. Nikolaus), (CC) ZAB             | Mitte 13. Jh.                | Presbyterium in romanisch-gotischem Übergangsstil (Ostfenster mit gerundeten Spitzbögen); Schiff aus Naturstein                                       |                                                                          |
| Staniątki, Gm. Niepołomice, P. Wieliczka, W. Kleinpolen    | Kościół NMP i św. Wojciecha (St. Marien u. Adalbert) (CC) ZAB                             | M. 13. Jh.                   | |                                                                          |
| Stary Korczyn, Gmina Nowy Korczyn, P. Busko, W. Heiligkr.  | K. św. Mikołaja (Nicolaikirche) (CC)                                                      | Mitte 14. Jh.                | Veränderungen im 19. Jh. |                                                                          |
| Stężyca, Powiat Rycki, Woi. Lublin                         | Kościół św. Marcina (Martinskirche) (CC)                                                  | 1522–1532                    | |                                                                          |
| Szydlów, Pow. Staszow, Woi. Heiligkreuz                    | Kościoł św. Władysława (St. Ladislaus) (CC) ZAB                                           | ab M. 14. Jh.                | |                                                                          |
| Szydlowiec, Woi. Masowien                                  | Kościoł św. Zygmunta (St. Sigismund) (CC) ZAB                                             | 1493– 1509 –1532             | Sandsteinbau mit Ziergiebeln aus Backstein |                                                                          |
| Tarnobrzeg, W. Karpatenvorland                             | Maria-Magdalenenkirche (CC)                                                               | 1132–1166 und 1340er,        | gotischer Umbau (Bögen und Gewölbe) in den 1340ern |                                                                          |
| Tarnów Woi. Kleinpolen                                     | Katedra pw. Narodzenia NMP (Stiftsk.,/ Kathedrale Mariä Geburt) (CC) ZAB                  | um 1400                      | Kathedrale seit 1798, 1889–1897 stark erneuert, dabei Turmobergeschoss u. polygonaler Chorabschluss völlig neu                                        |                                                                          |
| Tarnów Woi. Kleinpolen                                     | Rathaus (CC) ZAB                                                                          |                              | im 16. Jh. im Renaissancestil wiederhergestellt, östl. Teil noch 15. Jh.                                                                              | im 16. Jh. im Renaissancestil wiederhergestellt, östl. Teil noch 15. Jh. |
| Tarnów Woi. Kleinpolen                                     | Mikolajowski-Haus (CC) ZAB                                                                |                              | m. spätgot. Fensterfassung aus Stein |                                                                          |
| Tarnów Woi. Kleinpolen                                     | Stadtmauer                                                                                | 14. Jh. u. um 1500           | erhalten: ein Halbturm u. Abschnitte neben dem Rest der alten Synagoge                                                                                |                                                                          |
| Wawrzeńczyce, Pow. Kraków, Woi. Kleinpolen                 | K. św. Zygmunta i św. Marii Magdaleny (St. Sigismund u. Maria-Magdalenen) (CC)            | 1223 u. 15. Jh.              | nur Ostgiebel noch aus sichtbarem Backstein |                                                                          |
| Wiślica, Pow. Busko, Woi. Heiligkreuz                      | Długosz-Haus (CC)                                                                         | 1460                         | |                                                                          |
| Wiślica, Pow. Busko, Woi. Heiligkreuz                      | Kolegiata Narodzenia NMP (Stiftskirche Mariä Geburt) (CC)                                 | 1350                         | zweischiffige Hallenkirche, oben Backstein, unten Steinquader; Basilica minor                                                                         |                                                                          |
| Zator, Pow. Oświęcim, Woi. Kleinpolen                      | K. św. Wojciecha i św. Jerzego St.-Adalbert-und-Georgs-K. (CC)                            | 1391                         | Barock 1766, regotisiert 1959–1973 |                                                                          |
| Zator, Pow. Oświęcim, Woi. Kleinpolen                      | Schloss Zator (CC)                                                                        | gotisch 15. Jh.              | Veränderungen im späten 16. u. 18. Jh. |                                                                          |
| Zawichost, Pow. Sandomierz, Woi. Heiligkreuz               | K. Św. Jana Chrzciciela (Kirche Johannis d. Täufers) (CC)                                 | 1244–1257                    | |                                                                          |
| Żębocin, Gmina Proszowice, Woi. Kleinpolen                 | St.-Stanislaus-Kirche, MAL S. 146 (1) (CC)                                                | Mitte 13. Jh.                | massive Veränderungen im 18. Jh. |                                                                          |
| Zielonki, Pow. Kraków                                      | Kościół Narodzenia NMP (Mariä-Geburt-Kirche) (CC)                                         | 1533                         | im 20. Jh. moderne Kirche angefügt |                                                                          |

## Ostpolen
– Gegenden, die bis zur Union von Lublin (1569) dem Großfürstentum Litauen angehörten. –
Hintergrundinformation:
- PDL = Denkmalliste für die Woiwodschaft Ermland-Masuren (W. podlaskie): Narodowy Instytut Dziedzistwa – PDL-rej.pdf
- LBL = Denkmalliste für die Woiwodschaft Lublin (W. lubelskie): Narodowy Instytut Dziedzistwa – LBL-rej.pdf

| Ort | Bauwerk                                                          | Bauzeit        | Anmerkungen | Foto |
| --- | ---------------------------------------------------------------- | -------------- | --- | ---- |
| Kodeń, Powiat Bialski (Sitz Biała Podlaska), Woiwodschaft Lublin, hist. litauische Woiw. Polesien      | Heiliggeistkirche, LBL S. 4 (unterste: „cerkiew zamkowa“)        | 1530 oder 1540 | - Belarussische Gotik - gebaut als orthodoxe Schlosskapelle für den ruthenischen späteren Woiwoden der Woiwodschaft Podlachien |      |
| Supraśl, Powiat Białostok, Woiwodschaft Podlasien, hist. litauische Woiwodschaft Nowogródek/Nawahrudak | Orthodoxes Kloster – Mariä-Verkündigungs-Kirche, PDL S. 9 (unt.) | 1503–1511      | - Belarussische Gotik - 1944 von der deutschen Wehrmacht bei ihrem Rückzug gesprengt, nach 1985 wiederaufgebaut                |      |